# Plantaginaceae
Plantaginaceae Juss., 1789 è una famiglia di piante angiosperme in maggioranza erbacee prevalentemente terricole, ma anche acquatiche, con fiori disposti a spiga o a capolino, zigomorfi (tipicamente labiati) o attinomorfi.

## Etimologia
Il nome della famiglia di queste piante deriva dal genere tipo Plantago L. la cui etimologia deriva dalla parola latina "planta" che significa "pianta del piede" e fa riferimento alle piatte foglie basali di questa pianta simili a "piante di un piede".
Il nome scientifico della famiglia è stato definito dal botanico francese Antoine-Laurent de Jussieu (Lione, 12 aprile 1748 – La Plata, 17 settembre 1836) nella pubblicazione Genera Plantarum - 89. 1789 del 1789.

## Descrizione

### Caratteri distintivi della famiglia
I caratteri morfologici più distintivi per questa famiglia sono:
- portamento di tipo erbaceo o più raramente arbustivo;
- lo stipite dei peli ghiandolari è composto da 2 o più cellule, mentre la testa è più o meno globulare o ellissoide;
- la testa dei peli è priva di divisioni verticali; (1)
- la disposizione delle foglie è alterna, spiralata o opposta;
- stipole assenti;
- sepali in genere 4 o 5 connati;
- petali di solito 5 (oppure 4 per la fusione di 2 petali superiori);
- corolla connata e bilabiata;
- stami usualmente 4 didinami;
- filamenti adnati alla corolla;
- le antere sono biloculari con teche distinte ad apertura longitudinale;
- precoce sviluppo dell'androceo rispetto al gineceo; (1)
- carpelli 2 connati in un ovario supero;
- placentazione assile con placente grandi e indivise;
- ovuli numerosi per loculo;
- frutto a capsula setticida (o poricida o circumscissile).

### Portamento
Il portamento delle specie di questa famiglia è sia erbaceo (annuale, bienne o perenne) che arbustivo (come Veronica o Aragoa); sono presenti anche piccoli alberi. Occasionalmente può essere anche acquatico o subemergente (Hippuris, Callitriche), solo le infiorescenze sono fuori dall'acqua. Nelle specie acquatiche la forma biologica prevalente è idrofita natante (I nat), sono piante le cui gemme si trovano sommerse o natanti; non presentano radici ancoranti e galleggiano sulla superficie dell'acqua. In altre specie il portamento è rosulato o suffrutescente oppure pulvinato. I fusti in genere hanno forme da ascendenti o prostrate a erette (anche rampicanti); in alcuni generi gli steli sono quadrangolari a causa della presenza di fasci di collenchima posti nei quattro vertici, mentre le quattro facce sono concave. L'indumento varia da glabro o ghiandolare-pubescente a densamente villoso (in Callitriche i peli sono stellati). Nella tribù Callitricheae alcune specie sono monoiche. In Russelieae sono presenti specie epifite. Non sono presenti specie parassite (o semiparassite).

### Foglie
Le foglie sono sia basali (formano una rosetta basale - tribù Plantagineae) che cauline con disposizione opposta (raramente sono a disposizione alternata, spiralata o verticillata). Possono essere sia sessili che picciolate. La forma della lamina è intera, lineare oppure da lanceolato-lineare (o oblungo-lanceolata) a ovoide, orbicolare o reniforme con apice acuminato o ottuso. Sono presenti anche forme astate, sagittate o trifogliate. Raramente i bordi sono dentati o crenati o revoluti. Le foglie subemerse della tribù Callitricheae hanno forme lineari e spesso sono bifide all'apice; quelle galleggianti o aeree sono lineari, ellittiche, oblunghe o spatolate. Le venature in genere sono longitudinali e più o meno parallele (Plantago).

### Infiorescenze
Le infiorescenze di tipo tirsoide, solitarie o ascellari, sono delle spighe o teste capitate, oppure sono racemose. In alcuni casi sono sorrette da uno scapo nudo (senza foglie). Le bratteole sono presenti o raramente sono assenti. I fiori, piccoli o grandi e vistosi, sono sessili o distintamente pedicellati. In alcune infiorescenze il portamento dei fiori è unilaterale a seguito della torsione dei pedicelli, ed hanno una posizione pendula per difendere il nettare e il polline dalla pioggia. Nelle specie acquatiche l'infiorescenza consiste in un solo fiore sessile e fertile sotteso da due foglie galleggianti sull'acqua e alcuni fiori cleistogami subemersi al livello delle rosette basali. Le infiorescenze della tribù Callitricheae sono formate da fiori unisessuali. Nelle Globularieae i fiori sono molto piccoli e sono inseriti in un ricettacolo scaglioso.

### Fiori
I fiori ermafroditi sono sottesi da alcune brattee (oppure no); sono inoltre tetraciclici (ossia formati da 4 verticilli: calice– corolla – androceo – gineceo), tetrameri (i verticilli del perianzio hanno più o meno 4 elementi ognuno) e possono essere protogini. Se i fiori sono unisessuali allora quelli maschili sono isolati e sorretti da un peduncolo flessuoso, quelli femminili sono sessili alla base di quelli maschili.
- Formula fiorale. Per la famiglia di queste piante viene indicata la seguente formula fiorale:

X o * K (4-5), [C (4) o (2+3), A 2+2 o 2], G (2), capsula.
- Il calice, tuboloso, campanulato, urceolato o imbutiforme è quasi sempre gamosepalo formato da (3) 4 (5) sepali embricati terminante con dei lobi più o meno uguali (calice attinomorfo); in altre specie il calice si presenta bilabiato (calice zigomorfo). Se i sepali sono 4, allora sono riuniti 2 a 2. I lobi hanno delle forme più o meno lanceolate; in alcune specie sono spinuloso-dentati.

- La corolla, composta da (4) 5 petali, è gamopetala con forme tubolari (da cilindriche a campanulate, ma anche strettamente imbutiformi). Il tubo, che talvolta ha una gibbosità e uno sperone da conico a lineare o filiforme (o anche ridotto ad un sacco) nella parte basale-adassiale, può essere corto o allungato e i lobi più o meno uguali e disposti in modo patente (corolla attinomorfa). Sono presenti anche forme bilabiate con struttura 2/3 (corolla zigomorfa). La parte interna inferiore delle fauci è lanosa oppure glabra a seconda della specie. In alcune specie la forma terminale della corolla è personata. In questo caso il labbro superiore è bilobo ed eretto a volte con la forma di un casco; quello inferiore con tre lobi (quello mediano in genere è più piccolo di quelli laterali), i lobi possono essere riflessi. La corolla può essere subruotata. Il colore della corolla è bianco, blu, rosso, rosa, crema con palato giallo. In Callitricheae la corolla è assente.

- L'androceo è formato da 4 stami didinami (raramente uno o due; fino a 8). Un quinto stame, quello mediano, è ridotto ad un minuto staminoide . I filamenti sonoadanati alla corolla e opposti ai lobi della corolla (epipetali). In alcune specie i filamenti sono genicolati (piegati a ginocchio o simili ad una Z). Le antere (sagittate), sporgenti dalla corolla oppure incluse o poco sporgenti rispetto al tubo corollino, ad inserzione centrale, sono formate da due teche uguali e separate, ma confluenti all'apice. Le teche sono introrse e deiscenti attraverso una fenditura longitudinale. In alcune specie le antere maturano prima dello stigma. La base dei filamenti può essere ricoperta da tricomi nettariferi.  L'androceo nei fiori staminali delle Callitricheae è formato da un singolo stame con uno snello filamento terminante in una antera reniforme con due loculi. I granuli pollinici sono tricolporati. Sono presenti specie monoteche.

- Il gineceo è bicarpellare (sincarpico - formato dall'unione di due carpelli connati). L'ovario (biloculare) è supero con forme ovoidi. La placentazione è assile con 2 - 50 ovuli, oppure è basale con un solo ovulo. Gli ovuli hanno un solo tegumento e sono tenuinucellati (con la nocella, stadio primordiale dell'ovulo, ridotta a poche cellule).. Lo stilo è unico ed ha uno stigma bilobo, spesso è piumato (rimpiazzando lo stigma) oppure da clavato a capitato. Il disco nettarifero è distinto e normalmente è presente.

### Frutti
I frutti, delle capsule con varie deiscenze (loculicide, setticide o porocide), sono delle nucule monosperme o capsule circumscissili. In alcuni generi i frutti sono indeiscenti con pericarpo legnoso; in altre sono delle bacche. I semi, da numerosi a pochi (almeno uno per loculo), hanno delle forme da ellissoidi a reniformi oppure piatte e possono essere distintamente alati. Le teste dei semi sono reticolato-alveolate oppure crestate o tubercolate o del tutto lisce. Sulla superficie dei semi possono inoltre essere presenti delle coste longitudinali. L'endosperma è abbondante e in genere non è alveolato.

## Biologia
Le specie di questo raggruppamento si riproducono per impollinazione tramite insetti quali imenotteri, lepidotteri o ditteri (impollinazione entomogama)
ovvero tramite il vento (impollinazione anemogama come Plantago) o l'acqua (Impollinazione idrogama come Hippuris) oppure tramite colibrì (impollinazione ornitogama come Galvezia o Russelia)..
La dispersione dei semi avviene inizialmente a causa del vento (dispersione anemocora); una volta caduti a terra sono dispersi soprattutto da insetti tipo formiche (mirmecoria).
Diverse specie sono "melittofile" (provviste di nettare particolarmente adatto alle api).

## Distribuzione e habitat
Per questa famiglia le varie tribù sono distribuite come indicato dalla tabella sottostante:
| Tribù         | Distribuzione/habitat |
| ------------- | --- |
| Antirrhineae  | Distribuzione prevalentemente mediterranea (con un centro di distribuzione secondario nel Nord America) con climi più o meno temperati. |
| Cheloneae     | Distribuzione relativa all'America del Nord con habitat vari (subtropicali, temperati, alpini e altro).                                 |
| Angelonieae   | Distribuzione relativa all'America Latina con habitat più o meno tropicali.                                                             |
| Gratioleae    | Distribuzione americana, asiatica e africana, con habitat che variano da quello tropicale a quello temperato.                           |
| Digitalideae  | Distribuzione eurasiatica con habitat dei climi più o meno temperati.                                                                   |
| Hemiphragma   | Distribuzione dall'Himalaya alla Cina con habitat tipico dei pascoli alpini e delle fessure nelle rocce.                                |
| Sibthorpieae  | Distribuzione: America, Africa e Asia orientale con habitat relativi alle aree tropicali (perlopiù a quote alte).                       |
| Veroniceae    | Distribuzione cosmopolita (habitat variabili).                                                                                          |
| Callitricheae | Distribuzione fondamentalmente cosmopolita con una certa prevalenza nelle zone temperate.                                               |
| Globularieae  | L'habitat è mediterraneo o subtropicale con una distribuzione dal Sud Europa alla Somalia e Socotra (Poskea).                           |
| Plantagineae  | Distribuzione cosmopolita. Nel Sud America (Ande) per le specie di Aragoa e Bougueria.                                                  |
| Russelieae    | Distribuzione soprattutto Centro-Americana con habitat più o meno subtropicali.                                                         |

## Tassonomia
Questa famiglia è suddivisa in 12 tribù, 105 generi e oltre 1 800 specie.
- Tribù Angelonieae
  - Angelonia Bonpl. (29 spp.)
  - Basistemon Turcz. (8 spp.)
  - Melosperma Benth. (1 sp.)
  - Monttea Gay (3 spp.)
  - Ourisia Comm. (32 spp.)

- Tribù Antirrhineae

- Acanthorrhinum Rothm. (1 sp.)
- Albraunia Speta (3 spp.)
- Anarrhinum Desf. (9 spp.)
- Antirrhinum L. (24 spp.)
- Asarina Mill. (1 sp.)
- Chaenorhinum (DC.) Rchb. (28 spp.)
- Cymbalaria Hill (17 spp.)
- Epixiphium (A. Gray) Munz (1 sp.)
- Gadoria Güemes & Mota (1 sp.)
- Galvezia Dombey ex Juss. (5 spp.)
- Gambelia Nutt. (4 spp.)
- Holmgrenanthe Elisens (1 sp.)
- Holzneria Speta (2 spp.)
- Howelliella Rothm. (1 sp.)
- Kickxia Dumort. (24 spp.)
- Lafuentea Lag. (2 spp,)
- Linaria Mill. (197 spp.)
- Lophospermum D.Don (7 spp.)
- Mabrya Elisens (6 spp.)
- Maurandella (A. Gray) Rothm. (1 sp.)
- Maurandya Ortega (2 spp.)
- Misopates Raf. (8 spp.)
- Mohavea A. Gray (2 spp.)
- Nanorrhinum Betsche (29 spp.)
- Neogaerrhinum Rothm. (2 spp.)
- Pseudomisopates Güemes (1 sp.)
- Pseudorontium (A. Gray) Rothm. (1 sp.)
- Rhodochiton Zucc. ex Otto & Dietrich (3 spp.)
- Sairocarpus D.A. Sutton (10 spp.)
- Schweinfurthia A. Braun (6 spp.)

- Tribù Callitricheae
  - Callitriche L. (75 spp.)
  - Hippuris L. (4 spp.)

- Tribù Cheloneae

- Chelone L. (6 spp.)
- Chionophila Benth. (2 spp.)
- Collinsia Nutt. (24 spp.)
- Keckiella Straw. (7 spp.)
- Nothochelone (A. Gray) Straw (1 sp.)
- Pennellianthus Crosswh. (1 sp.)
- Penstemon Schmidel (281 spp.)
- Tonella Nutt. ex A. Gray (2 spp.)
- Uroskinnera Lindl. (4 spp.)

- Tribù Digitalideae
  - Digitalis Tourn. ex L. (27 spp.)
  - Erinus L. (2 spp.)

- Tribù Globularieae
  - Campylanthus Roth (18 spp.)
  - Globularia L. (28 spp.)
  - Poskea Vatke (2 spp.)

- Tribù Gratioleae

- Adenosma R.Br. (22 spp.)
- Bacopa Aubl. (60 spp.)
- Benjaminia Mart. ex Benj. (1 sp.)
- Boelckea Rossow (1 sp.)
- Bythophyton Hook f. (1 sp.)
- Cheilophyllum Pennell (8 spp.)
- Chodaphyton Minod (1 sp.)
- Darcya B.L.Turner & Cowan (4 spp.)
- Deinostema T.Yamaz. (2 spp.)
- Dintera Stapf (1 sp.)
- Dizygostemon (Benth.) Radlk. ex Wettst. (3 spp.)
- Dopatrium Buch.-Ham. ex Benth. (14 spp.)
- Encopella Pennell (1 sp.)
- Gratiola L. (30 spp.)
- Hydrotriche Zucc. (4 spp.)
- Ildefonsia Gardner (1 sp.)
- Lapaea Scatigna & V.C.Souza (5 spp.)
- Leucospora Nutt. (1 sp.)
- Limnophila R.Br. (45 spp.)
- Matourea Aubl. (9 spp.)
- Mecardonia Ruiz. & Pav. (10 spp.)
- Philcoxia P.Taylor & V.C.Souza (8 spp.)
- Schistophragma Benth. ex Endl. (4 spp.)
- Scoparia L. (11 spp.)
- Stemodia L. (45 spp.)
- Tetraulacium Turcz., 1843 (1 sp.)
- Trapella Oliv. (1 sp.)
- Umbraria Scatigna & V.C.Souza (2 spp.)

- Tribù Hemiphragmeae
  - Hemiphragma Wall. (1 sp.)

- Tribù Plantagineae
  - Aragoa Kunth (19 spp.)
  - Littorella P.J.Bergius (3 spp.)
  - Plantago L. (246 spp.)

- Tribù Russelieae
  - Russelia Jacq. (48 spp.)
  - Tetranema Benth. (6 spp.)

- Tribù Sibthorpieae
  - Ellisiophyllum Maxim. (1 sp.)
  - Sibthorpia L. (5 spp.)

- Tribù Veroniceae

- Brookea Benth. (6 spp.)
- Kashmiria D.Y.Hong (1 sp.)
- Lagotis Gaertn. (30 spp.)
- Neopicrorhiza D.Y.Hong (2 spp.)
- Paederota L., 1758 (2 spp.)
- Picrorhiza Royle ex Benth., 1835 (2 spp.)
- Scrofella Maxim., 1888 (1 sp.)
- Veronica L. (464 spp.)
- Veronicastrum Heist. ex Fabr. (19 spp.)
- Wulfenia Jacq. (4 spp.)
- Wulfeniopsis D.Y.Hong (2 spp.)

- Plantaginaceae incertae sedis
  - Agathelpis Choisy (3 spp.)
  - Anamaria V.C.Souza (1 sp.)
  - Ancistrostylis T.Yamaz. (1 sp.)
  - Fonkia Phil. (1 sp.)
  - Geochorda Cham. & Schltdl. (1 sp.)
  - Triaenophora Soler. (4 spp.)
  - Trungboa Rauschert (1 spp.)

### Filogenesi

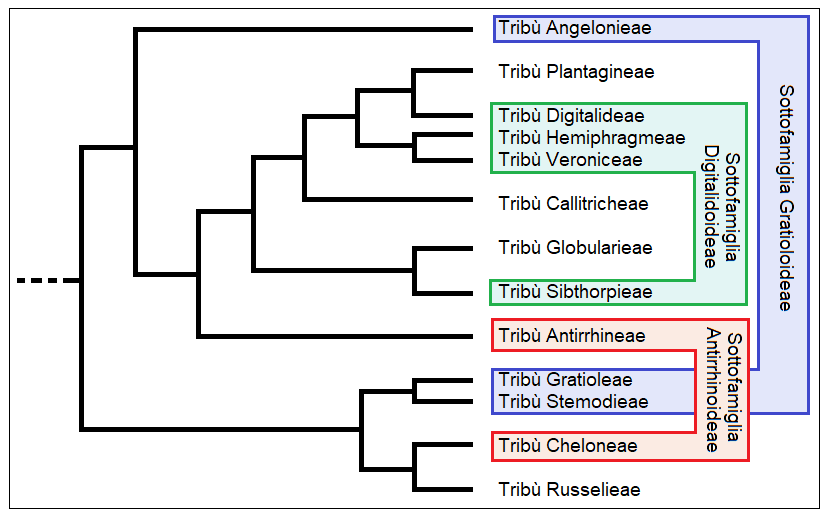
Cladogramma della famiglia

La famiglia Plantaginaceae così come ora è circoscritta risulta monofiletica anche se il suo "gruppo fratello" non è stato ancora ben individuato. La conoscenza della struttura filogenetica interna della famiglia non è ancora ben definita. Le tre sottofamiglie come sono attualmente descritte non risultano monofiletiche. Inoltre un gruppo di generi principalmente del Nuovo Mondo è parafiletico rispetto ai cladi dei generi del Vecchio Mondo.
Mentre molti gruppi sono stati trasferiti dalla famiglia Scrophulariaceae in questa famiglia, i generi Scrophularia e Verbascun a ragione sono stati esclusi da questi trasferimenti. Le analisi di tipo molecolare sul DNA suggeriscono una forte inclusione di questi due generi nel clado del genere Selago. Scrophularia, Verbascum e Selago condividono logge delle antere confluenti con deiscenza per singola fessura distale, le antere inoltre sono claviformi (non sagittate). Infine la testa dei peli ghiandolari è discoidale, appiattita formata da cellule separate da partizioni verticali. Da questa famiglia sono state inoltre escluse diverse erbe parassite (ora descritte all'interno delle Orobanchaceae). Sono state incluse le famiglie Callitrichaceae e Hippuridaceae formate da erbe acquatiche con fiori ridotti. Il collegamento filogenetico tra il genere Plantago e altri membri entomogami della famiglia è confermato anche dalla chimica per la presenza comune di aucubina, mannitolo, acido linoleico e acido oleico. Altri collegamenti filogenetici si possono individuare tra la corolla tetralobata (per fusione dei due lobi superiori) del genere Plantago con alcune specie di Veronica.
La famiglia Plantaginaceae nell'ambito dell'ordine delle Lamiales occupa, da un punto di vista filogeneico, una posizione abbastanza centrale: prima delle Scrophulariaceae e dopo il gruppo  Calceolariaceae e Gesneriaceae. La separazione della famiglia dal nucleo principale delle Lamiales è avvenuta circa 70/60 milioni di anni fa, mentre i cadi interni risultano tutti più giovani di 40 milioni di anni fa.
Il cladogramma tratto dallo studio citato mostra una possibile (e provvisoria) configurazione filogenetica della famiglia in base alle attuali conoscenze.

### Chiave per i generi della flora italiana
Per meglio comprendere ed individuare i vari generi della famiglia (solamente per i generi delle specie spontanee della flora italiana) l'elenco seguente utilizza in parte il sistema delle chiavi analitiche.  Per ogni genere è indicata anche la famiglia di appartenenza nelle precedenti classificazioni . I vari generi sono inoltre raggruppati per tribù secondo le nuove direttive di classificazione. Il primo numero, tra parentesi quadre, indica le specie presenti in tutto il mondo, il secondo numero indica le specie spontanee presenti sul territorio italiano).
- Tribù Antirrhineae Dumort., 1827: le piante hanno tutte delle foglie sviluppate e verdi (non sono parassite senza clorofilla); gli stami sono 4 – 5; la corolla è chiaramente bilabiata, mentre nella parte posteriore è presente uno sperone a sacco oppure un ingrossamento a gozzo;
  - Gruppo 1A : la corolla è del tipo personata (le fauci sono chiuse da un rigonfiamento del labbro superiore);
    - Gruppo 2A : la parte posteriore della corolla è chiusa da un gozzo ingrossato;

Genere Misopates Rafin., 1840 [7/2] (dalla famiglia Scrophulariaceae) – Gallinetta: il ciclo biologico di queste piante è annuo; il lobi del calice sono stretti e più lunghi della corolla.
Genere Antirrhinum L., 1753 [20/3] (dalla famiglia Scrophulariaceae) – Bocca di Leone: il ciclo biologico di queste piante è perenne; il lobi del calice hanno una lunghezza minore della corolla.
- Gruppo 2B : la parte posteriore della corolla termina in uno sperone o sacco;

Genere Linaria Miller, 1754 [150/23] (dalla famiglia Scrophulariaceae) – Linajola: le foglie sono strettamente lineari e sono prive di picciolo; la capsula è deiscente attraverso delle valve.
Genere Cymbalaria Hill, 1756 [9/6] (dalla famiglia Scrophulariaceae) – Ciombolino: le foglie sono palmate ed hanno un lungo picciolo; la capsula è deiscente attraverso delle valve.
Genere Kickxia Dumort., 1827 [9/5] (dalla famiglia Scrophulariaceae) – Cencio: le foglie hanno una forma ovata con breve picciolo; la capsula è del tipo porocida.
- Gruppo 1B : le fauci della corolla sono libere ed aperte;

Genere Anarrhinum Desf., 1798 [8/1] (da Scrophulariaceae) – Muffolaria: le foglie inferiori formano una rosetta basale; l'infiorescenza è composta da racemi apicali con fiori sub-sessili; il frutto è più grande dei denti del calice; i semi sono tubercolati.
Genere Chaenorhinum (DC.) Rchb., 1828 [21/3] (dalla famiglia Scrophulariaceae) – Linajola: non c'è distinzione fra foglie basali e cauline; l'infiorescenza è formata da fiori disposti all'ascella delle foglie superiori; la superficie dei semi è liscia.
- Tribù Callitricheae (Dumort.) Dumort., 1827: i fiori sono molto piccoli con perianzio ridotto o quasi nullo.

Genere Callitriche L., 1748 [50/12] (dalla famiglia Callitrichaceae) – Gamberaja: sono piante acquatiche; le foglie sono a disposizione opposta senza stipole; i fiori sono isolati, unisessuali e sono molto piccoli (i maschili sono ridotti ad uno stame, quelli femminili ad un ovario supero con 2 stili e 2 stimmi); la fecondazione avviene per idrogamia.
Genere Hippuris L., 1735 [1/1] (dalla famiglia Hippuridaceae) – Coda di Cavallo: i fiori sono poligami (ossia le piante possono avere sia fiori ermafroditi sia maschili che femminili); hanno uno stame e un ovario infero uniloculare con uno stilo; i frutti sono del tipo a nucula.
- Tribù Digitalideae (Dumort.) Dumort., 1829: il ciclo biologico di queste piante normalmente è perenne; i fusti sono parecchio fogliosi; i fiori hanno grandi corolle attinomorfe (non bilabiate); gli stami sono 4 didinami; lo stilo è terminante in due lobi.

Genere Digitalis L., 1753 [23/5] (dalla famiglia Scrophulariaceae) – Digitale: i fusti sono semplici o ramificati alla base; il margine delle foglie è intero o dentato; la corolla è lunga da 9 a 40 mm e termina a campana con lobi embricati; le fauci sono oblique rispetto al tubo corollino.
Genere Erinus L., 1753 [2/1] (dalla famiglia Scrophulariaceae) – Erinus: il tubo della corolla è cilindrico e terminante con 5 lobi lunghi quanto il tubo stesso.
- Tribù Globularieae Rchb., 1837

Genere Globularia L., 1753 [23/8] (dalla famiglia Globulariaceae) – Vedovelle: le foglie sono spiralate; l'infiorescenza è del tipo a capolino; i fiori sono ermafroditi, zigomorfi, tetraciclici (composti da quattro parti: calice – corolla – androceo - gineceo) e pentameri (calice e corolla divisi in 5 parti); il calice ha 5 denti; la corolla ha 5 lacinie; gli stami sono 4; l'ovario è supero formato da 2 carpelli con uno stilo a stimma bilobo.
- Tribù Gratioleae Benth., 1835: piante con fiori a 4 stami.

Genere Gratiola L., 1753 [20/1] (dalla famiglia Scrophulariaceae) – Graziella: il ciclo biologico delle piante di questo genere è perenne; le foglie sono disposte in modo opposto; l'infiorescenza è formata da fiori solitari disposti all'ascella delle foglie; il calice è pentamero e possiede due bratteole alla sua base; la corolla è bilabiata con labbra più o meno uguali.
Genere Limnophila R. Br., 1810 [36/1] (dalla famiglia Scrophulariaceae) – Limnofila: le piante di questo genere sono acquatiche con foglie ridotte a lacinie filiformi; la corolla è bilabiata e comunque senza sperone o sacco posteriore.
- Tribù Plantagineae Barthélemy Charles Joseph Dumortier, 1829: (è l'unica tribù con i generi originari della famiglia) i fiori sono attinomorfi, pentameri, con corolla membranosa e tubo allungato in 4 lobi patenti; gli stami sono 4; l'ovario è supero formato da 2 carpelli con uno stilo.

Genere Plantago L., 1753 [274/27] - Piantaggine: l'infiorescenza è formata da spighe con molti fiori tutti ermafroditi; il peduncolo (ossia lo scapo) è molto robusto; i frutti sono del tipo a capsula.
Genere Littorella P.J.Bergius, 1768 [3/1] – Littorella: (secondo le ultime direttive di classificazione questo genere dovrebbe essere incluso nel genere Plantago) le piante di questo genere sono acquatiche; i fiori sono unisessuali e quelli maschili sono isolati su un peduncolo flessibile; i fiori femminili sono sessili; il frutto è un achenio.
- Tribù Veroniceae Duby, 1828: le piante hanno tutte delle foglie sviluppate e verdi (non sono parassite senza clorofilla); gli stami sono 2;
  - Gruppo 1A : la corolla è formata da 4 lobi tutti uguali; il tubo corollino è più largo che lungo; le piante sono legnose alla base;

Genere Veronica L., 1753 [250/30] (dalla famiglia Scrophulariaceae) – Veronica: le piante di questo genere sono aromatiche; la corolla (pentamera) apparentemente si presenta a 4 lobi in quanto i due petali superiori sono fusi insieme; gli stami sono 2 adnati (ossia saldati alla corolla); lo stilo è persistente; la capsula è compressa lateralmente e contiene da 2 a 50 semi.
Genere Pseudolysimachion Opiz., 1852 [15/4] (dalla famiglia Scrophulariaceae) – Veronica: il portamento è erbaceo; il ciclo biologico di queste piante è perenne; la corolla è ruotata e debolmente bilabiata con un tubo lungo quanto largo; i fiori sono raccolti in racemi apicali allungati molto densi.
- Gruppo 1B : la corolla è distintamente bilabiata ma con labbra più o meno uguali; il calice è pentamero;

Genere Paederota L., 1758 [2/2] (dalla famiglia Scrophulariaceae) – Bonarota: le foglie lungo il fusto sono disposte in modo opposto; l'infiorescenza è formata da racemi apicali densi.
Genere Wulfenia Jacq., 1781 [4/1] (dalla famiglia Scrophulariaceae) – Wulfenia: le foglie inferiori formano una rosetta basale; le foglie cauline sono disposte lungo il fusto in modo alterno.

## Usi medici
L'interesse di questa famiglia nell'economia umana è molto limitato se ci eccettua qualche specie ornamentale e qualche altra usata nella farmacopea popolare. Altre specie (come quelle del genere Plantago) a volte sono addirittura infestanti. Di un certo interesse sono alcune specie che producono i cosiddetti “semi di psillio” (Plantago afra e Plantago indica), semi che vengono usati nella medicina naturale in quanto contengono delle mucillagini che favoriscono l'evacuazione intestinale.
Più importanti sono le piante del genere Digitalis. Contengono delle sostanze (glicosidi) che hanno un potente effetto sul cuore, quali la digitossina e il lanatoside C, che sono digitalici naturali. Pertanto risulta molto utile nella terapia dell'insufficienza cardiaca, come cardiotonico e nello scompenso cardiaco congestizio; tuttavia le stesse sostanze, se assorbite in dosi eccessive, la rendono una pianta notevolmente velenosa o addirittura mortale. In erboristeria vengono usate le foglie, i fiori e i semi.

## Alcune specie

### Tribù Antirrhineae

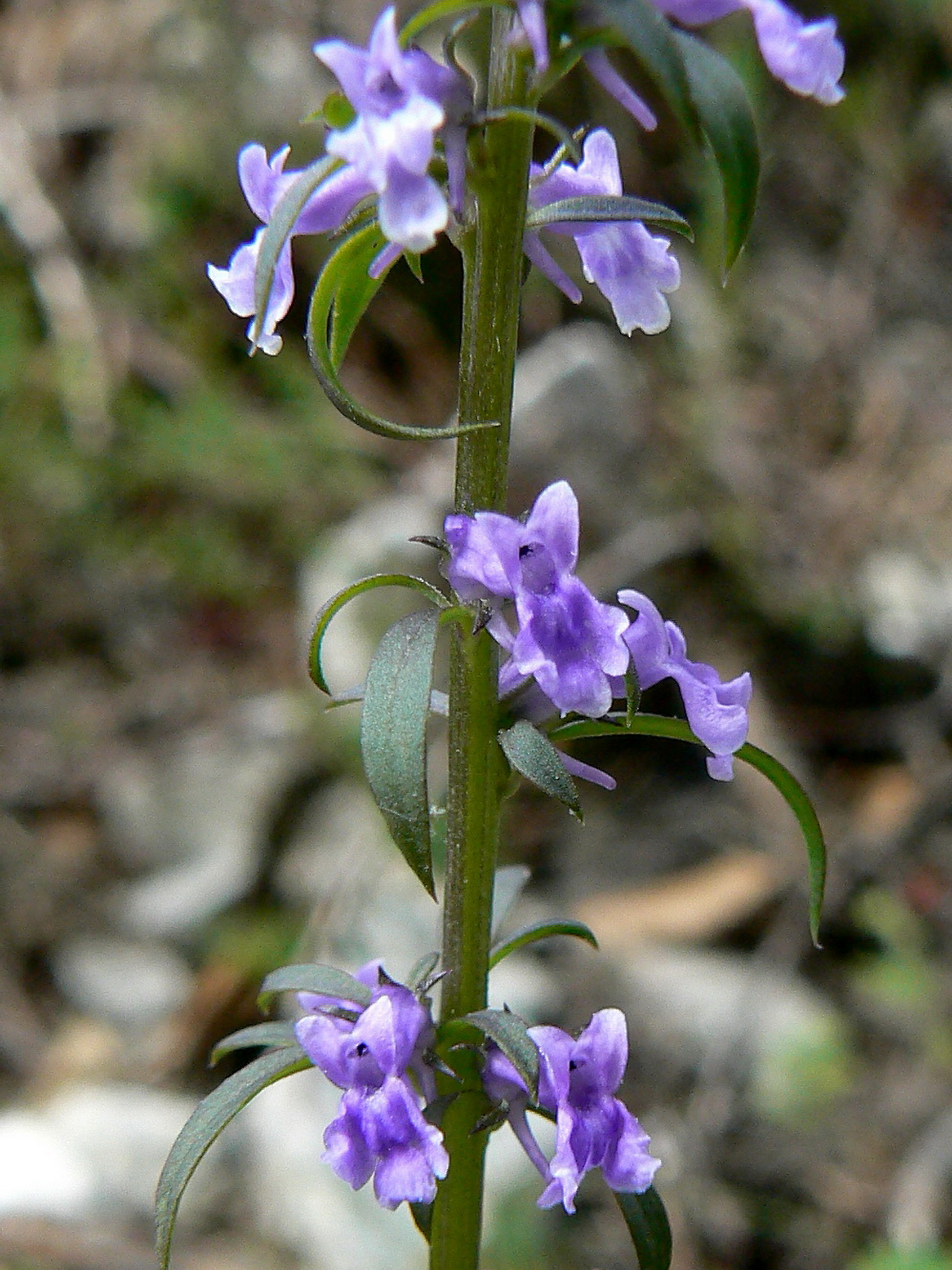
Anarrhinum bellidifolium
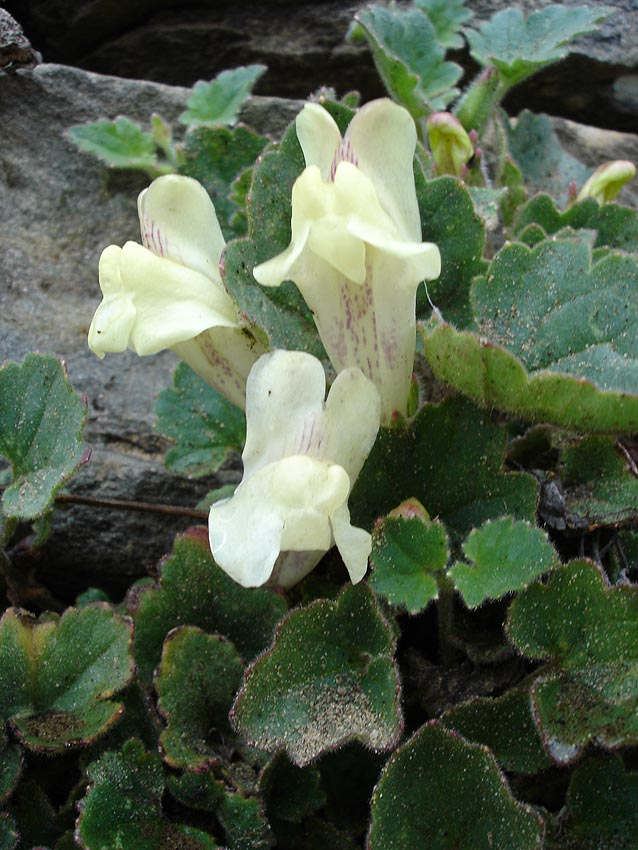
Asarina procumbens
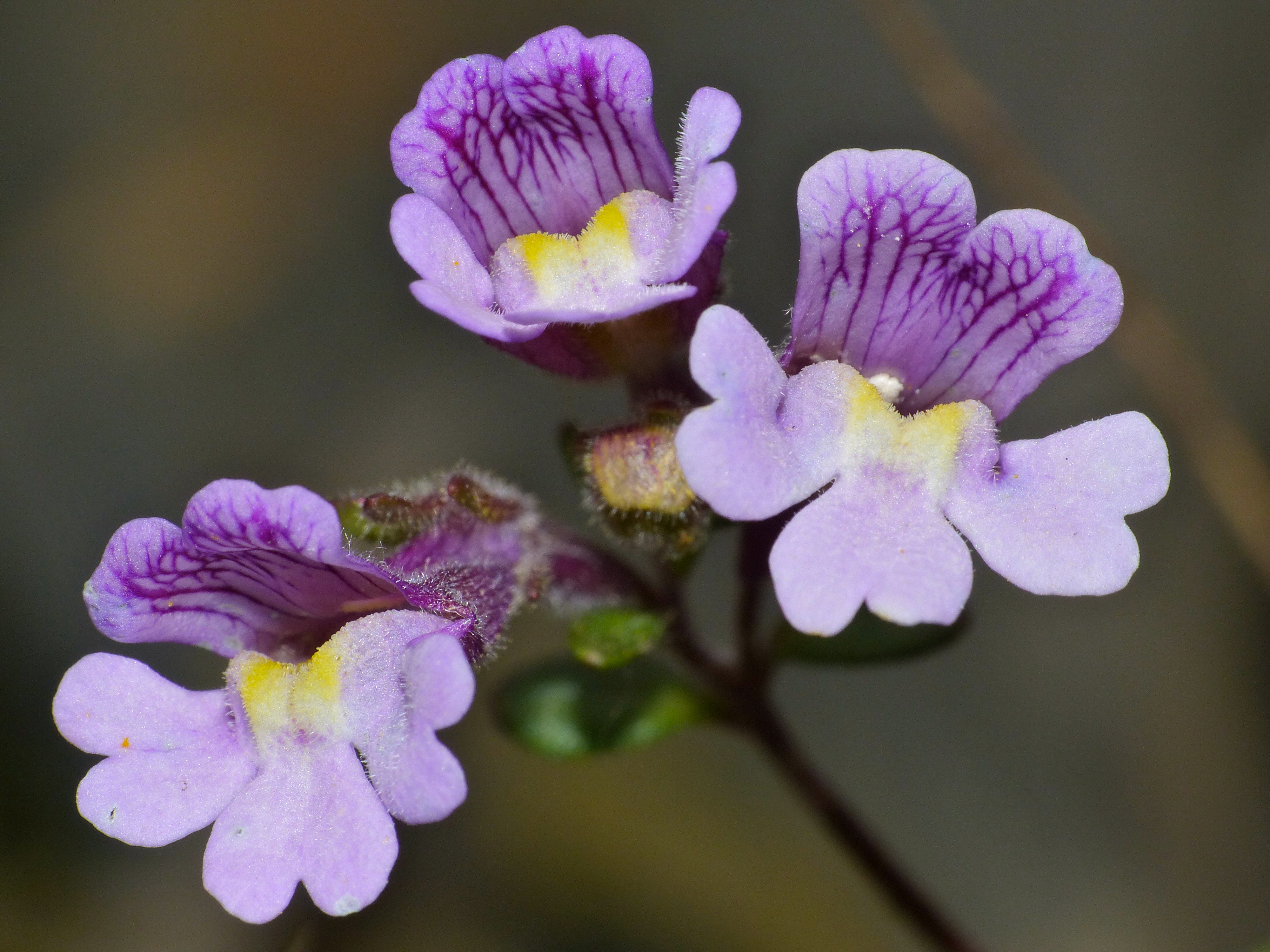
Chaenorrhinum origanifolium
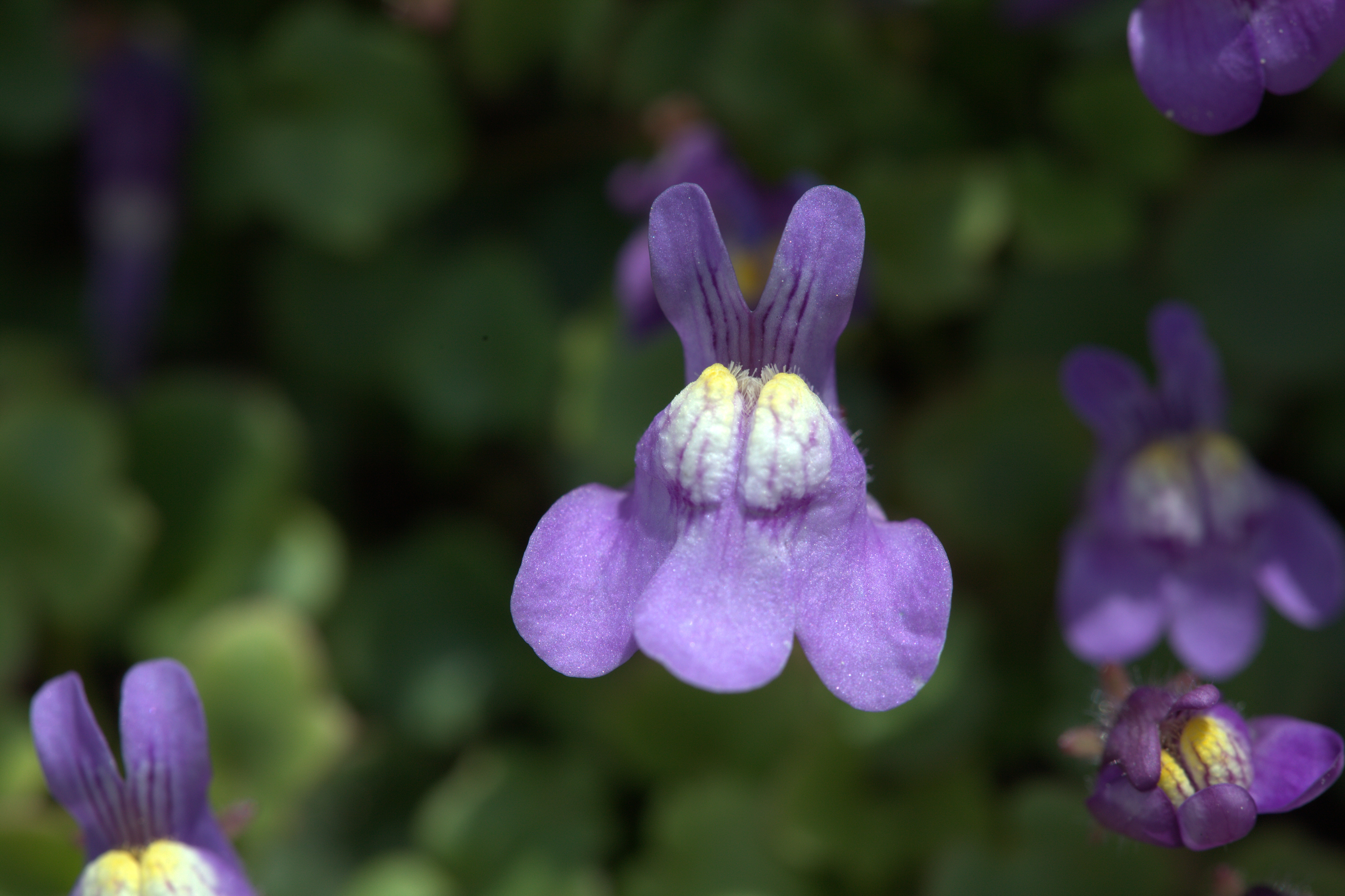
Cymbalaria pallida
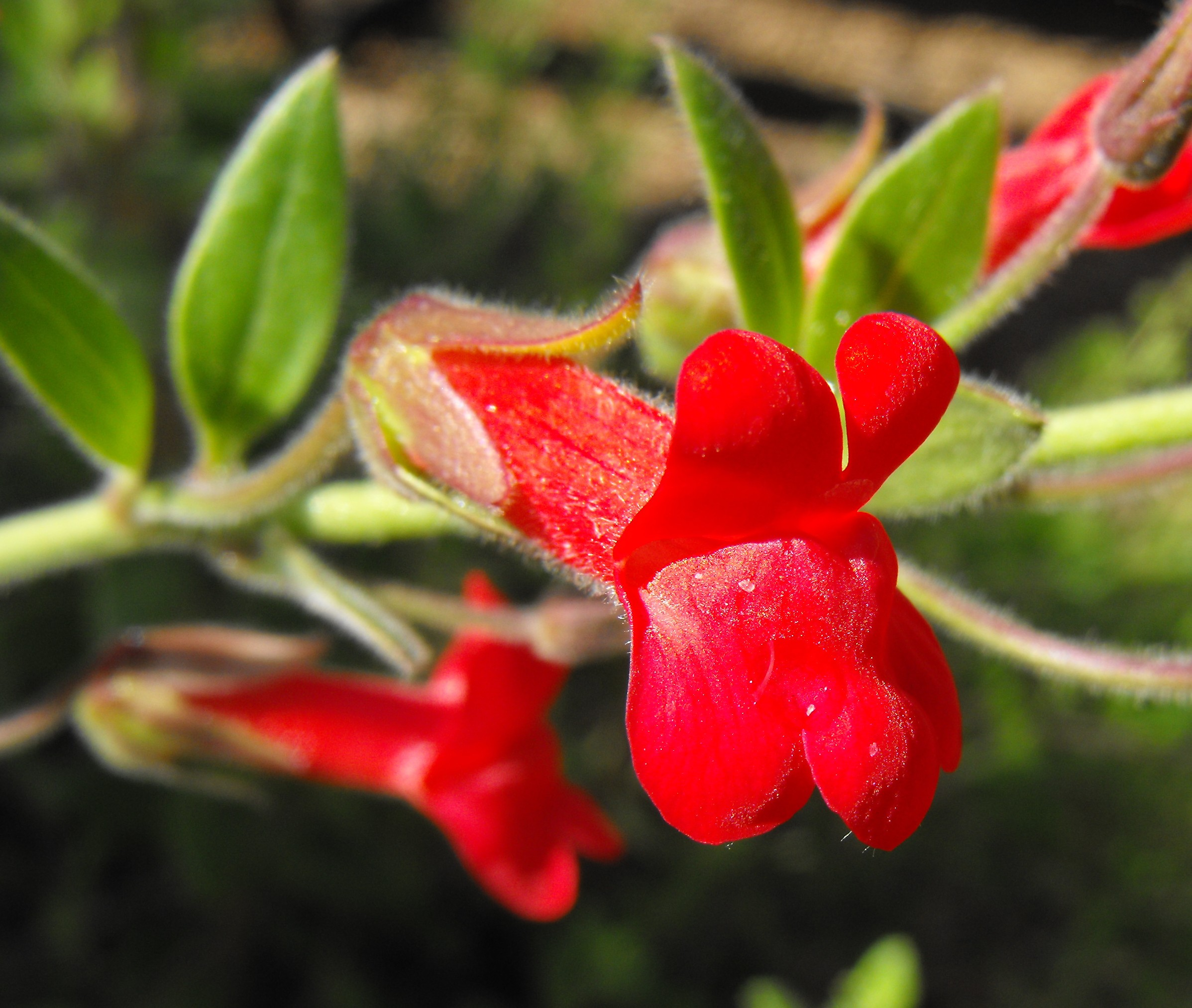
Gambelia speciosa
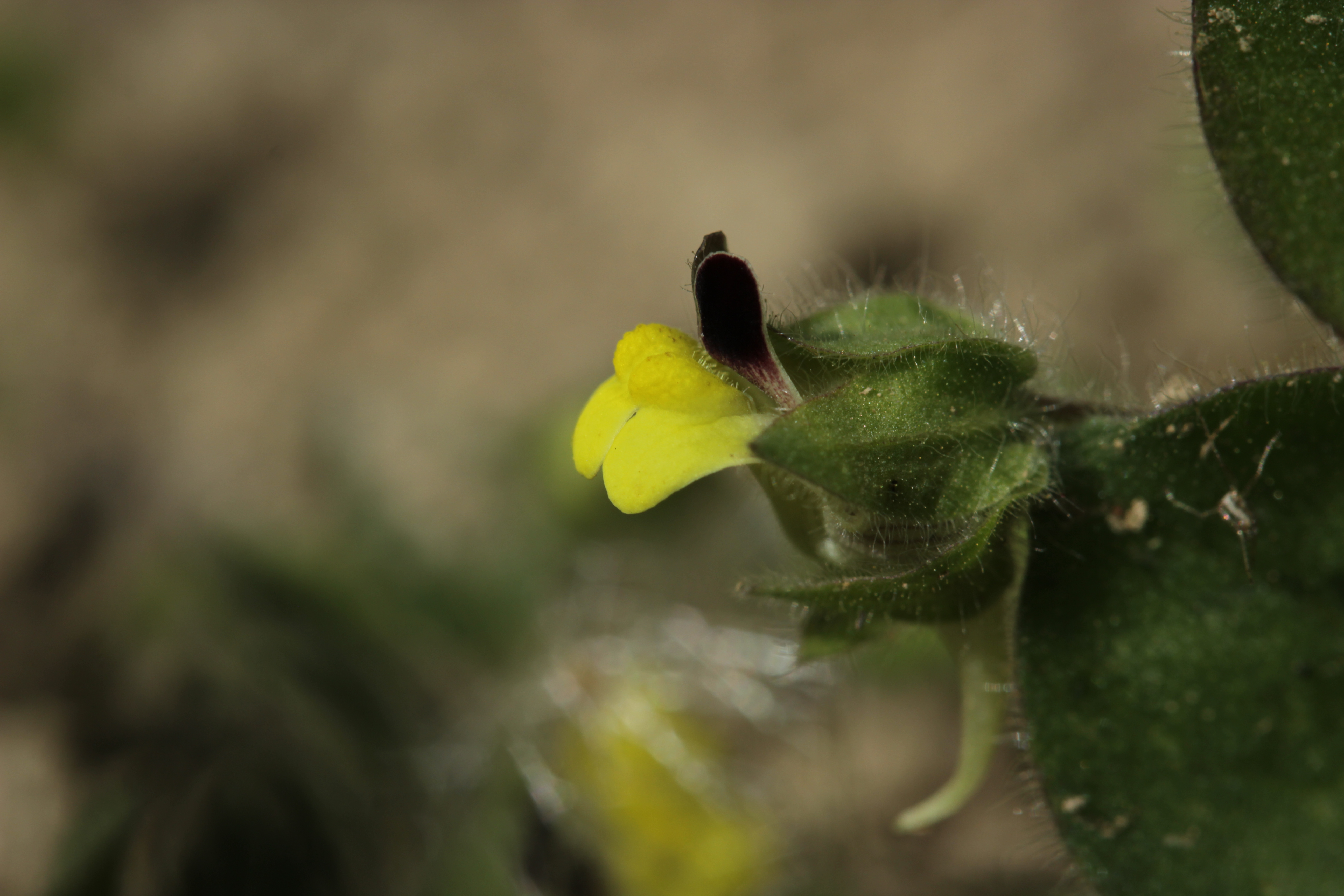
Kickxia spuria
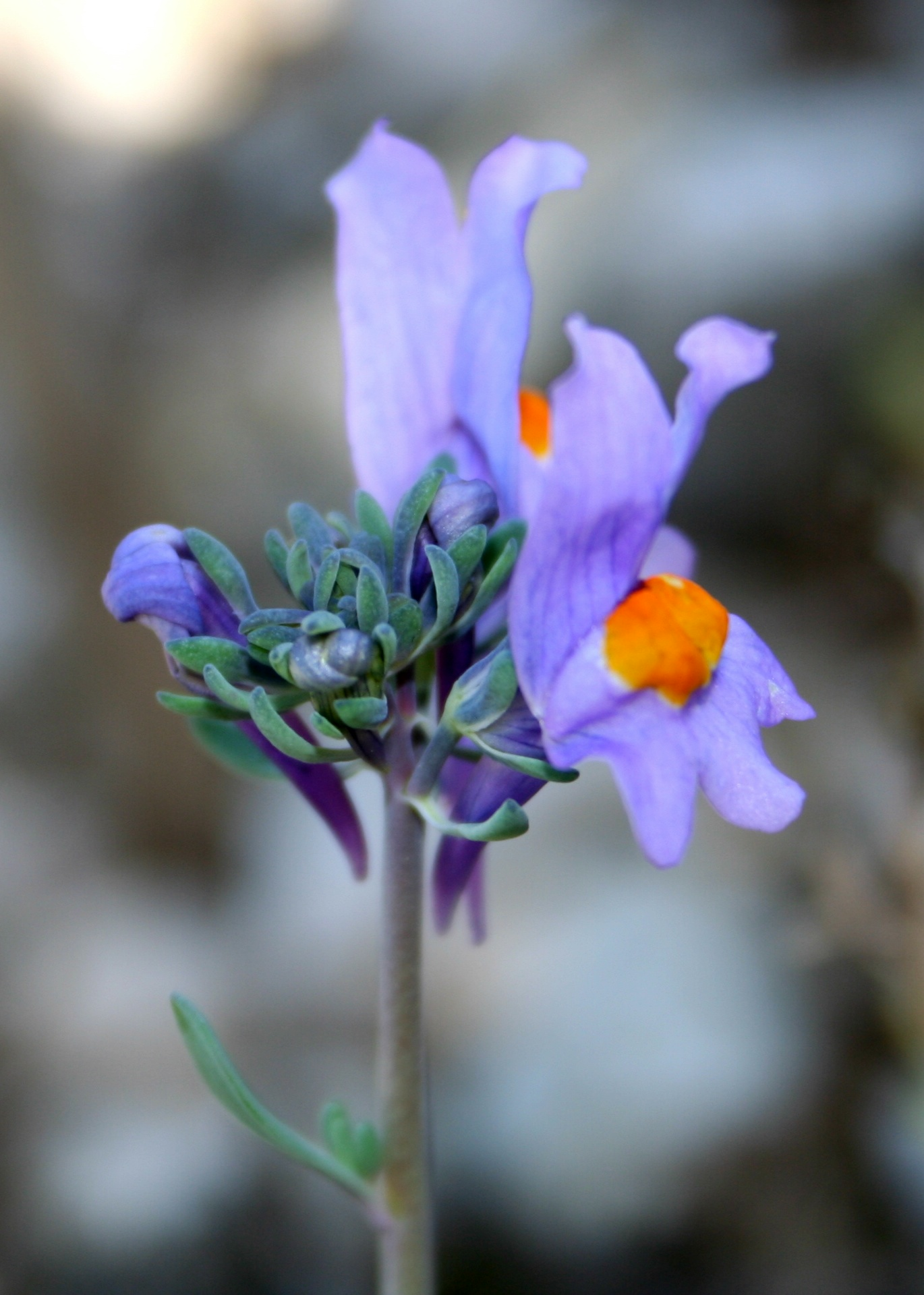
Linaria alpina
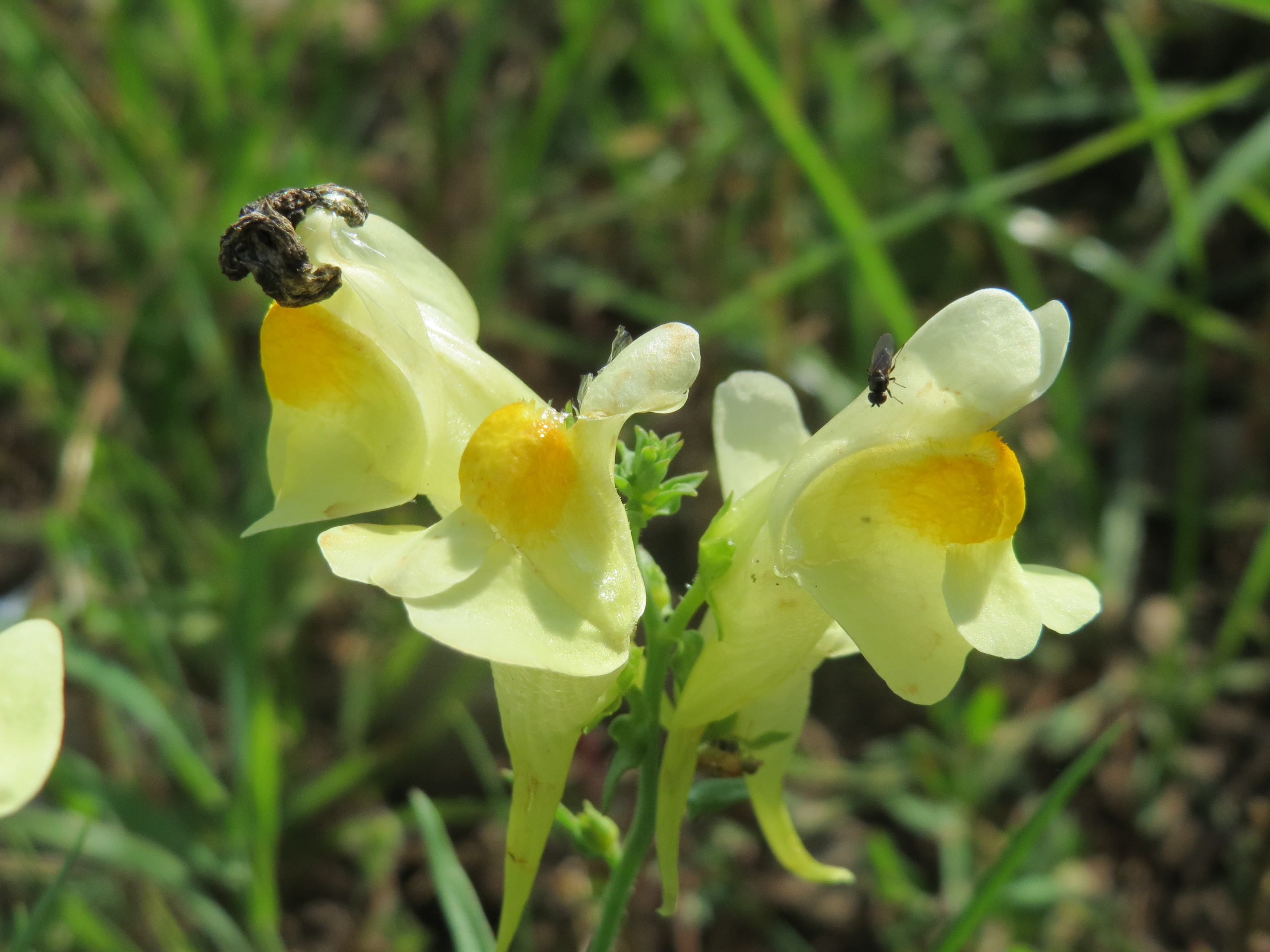
Linaria vulgaris
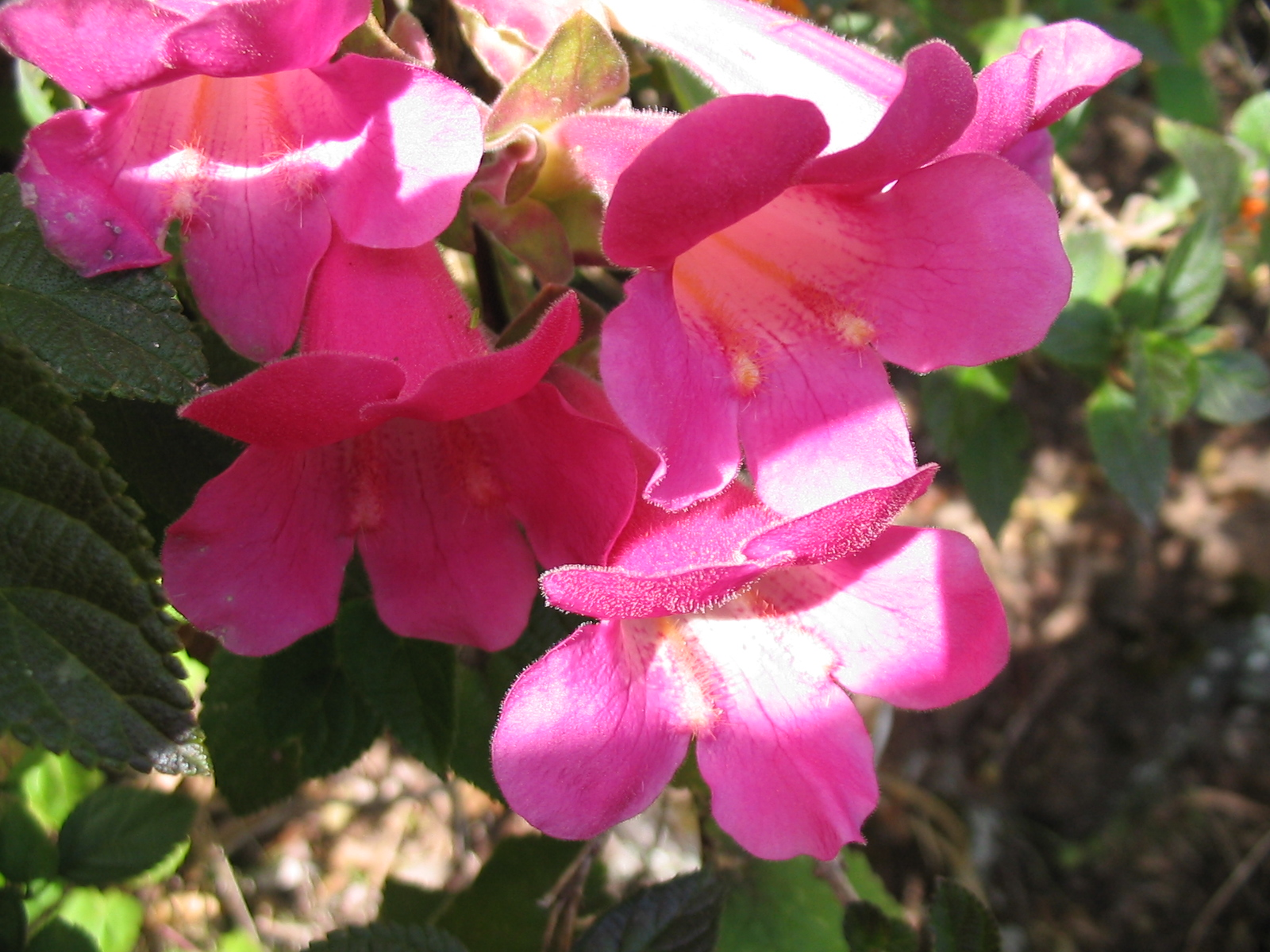
Lophospermum erubescens
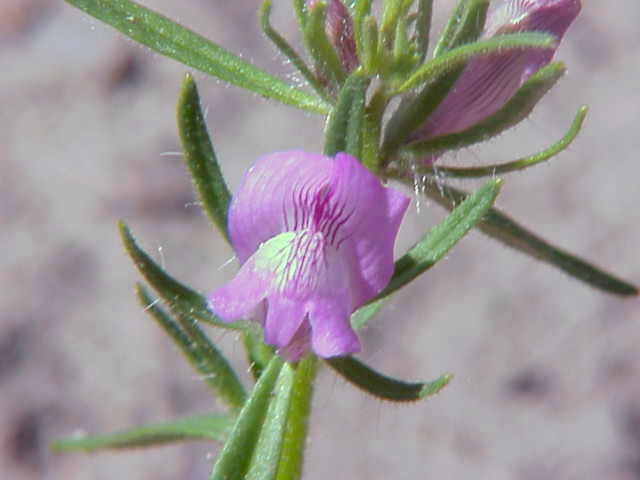
Misopates orontium
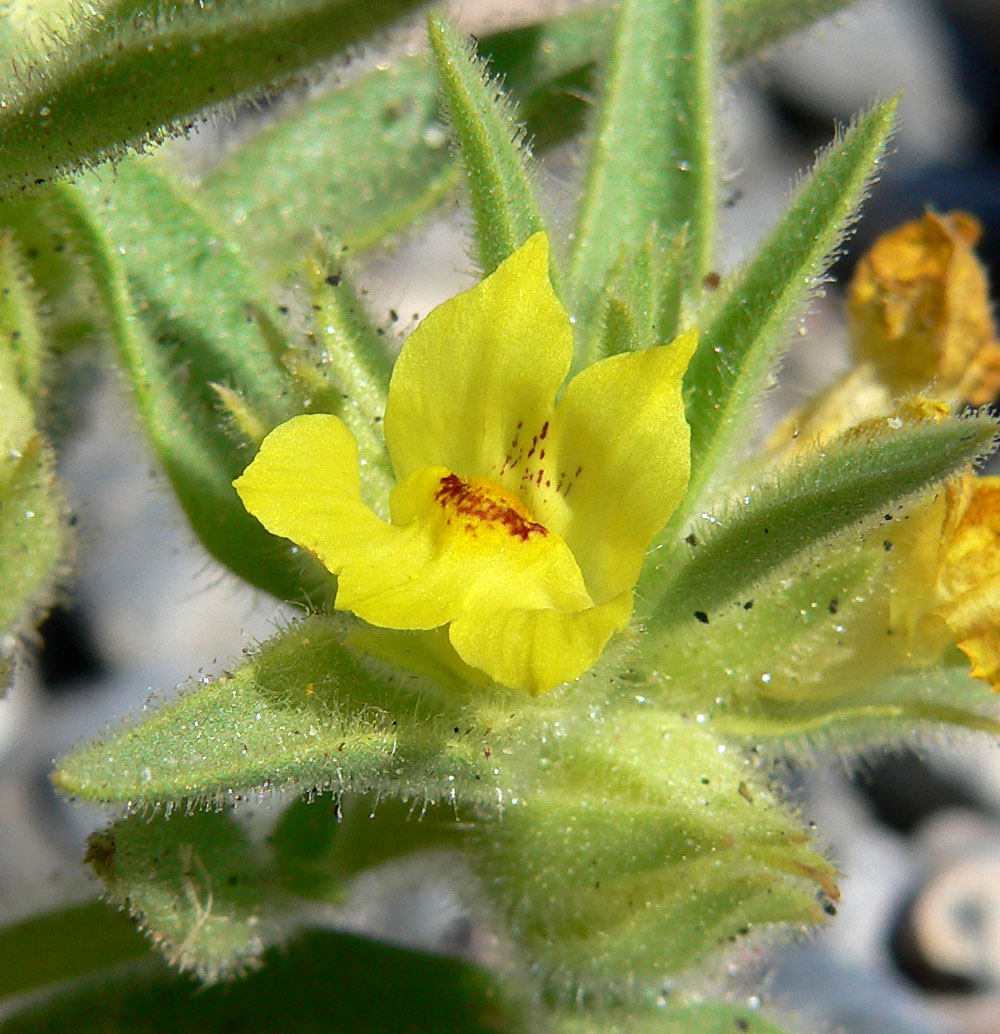
Mohavea breviflora
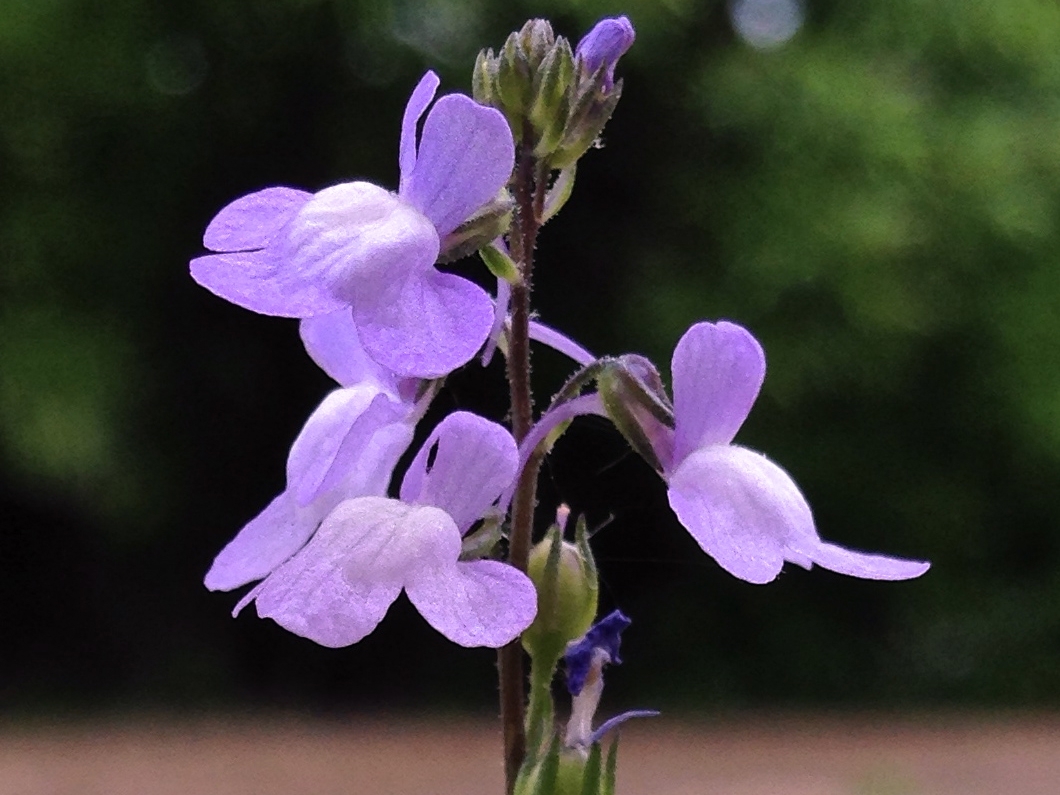
Nuttallanthus canadensis
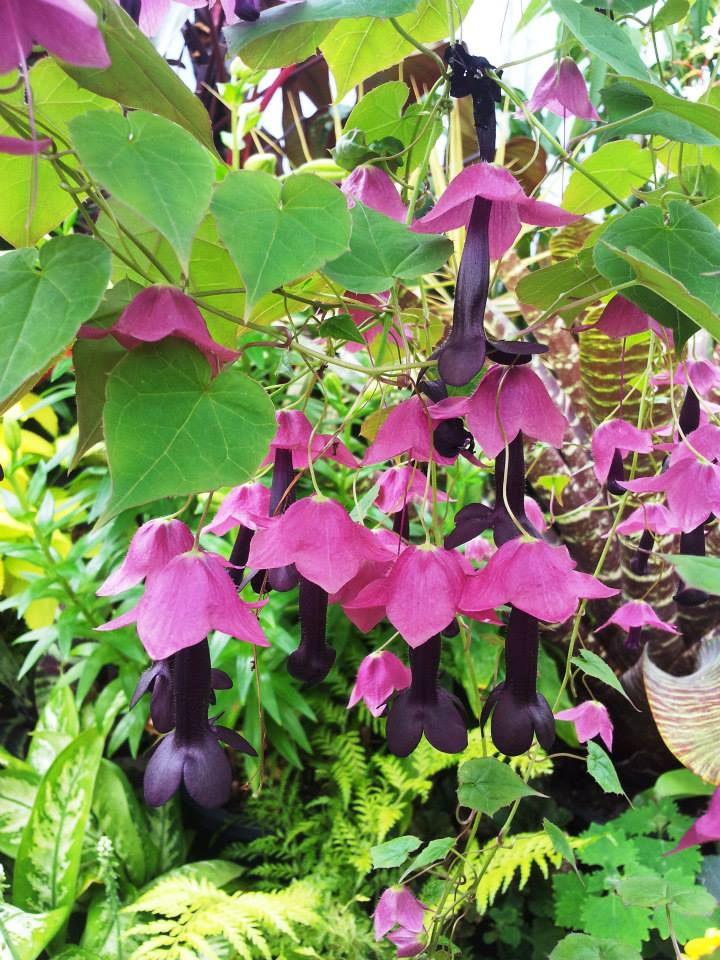
Rhodochiton astrosanguineum
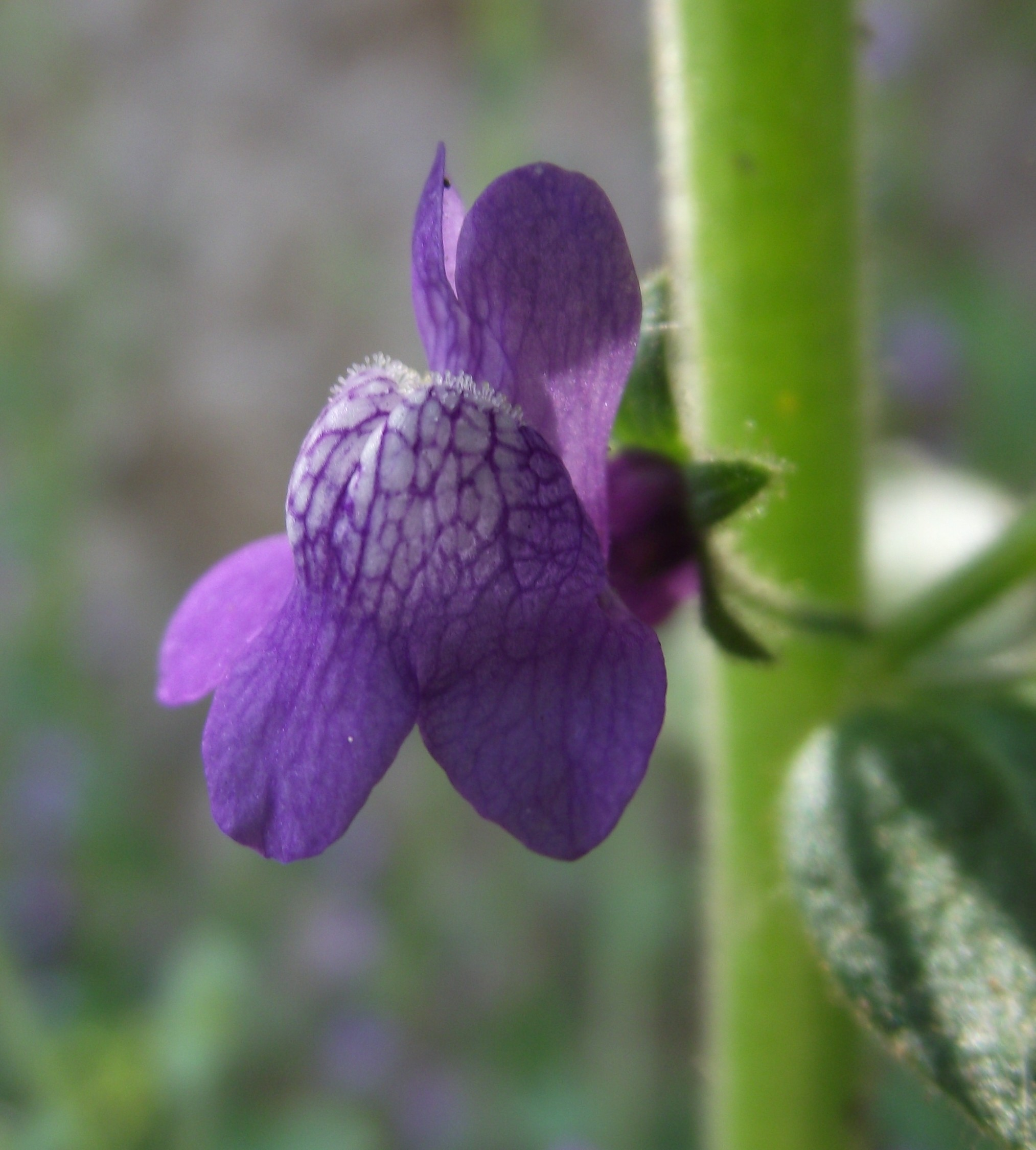
Sairocarpus nuttallianus

### Tribù Cheloneae

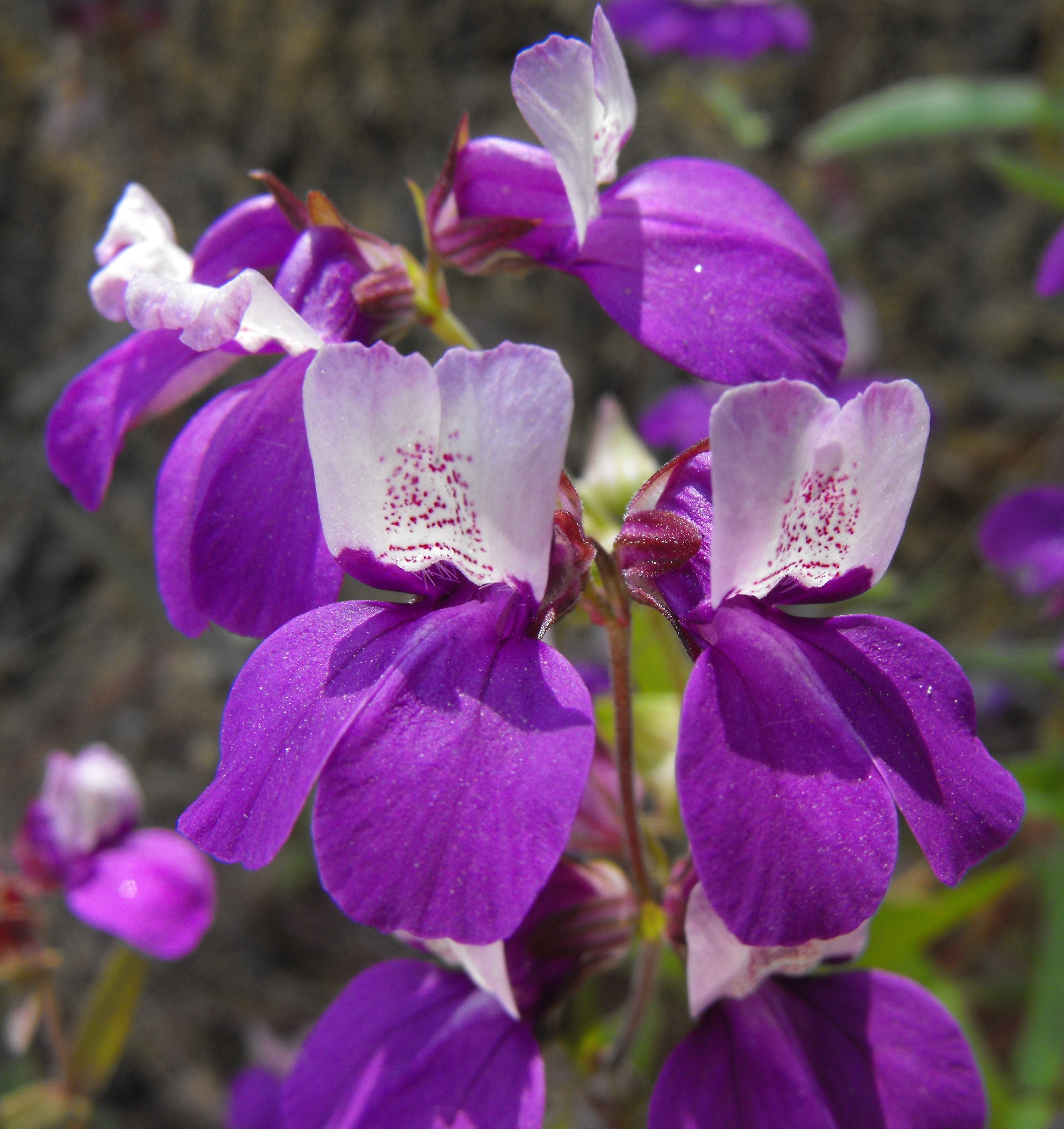
Collinsia heterophylla
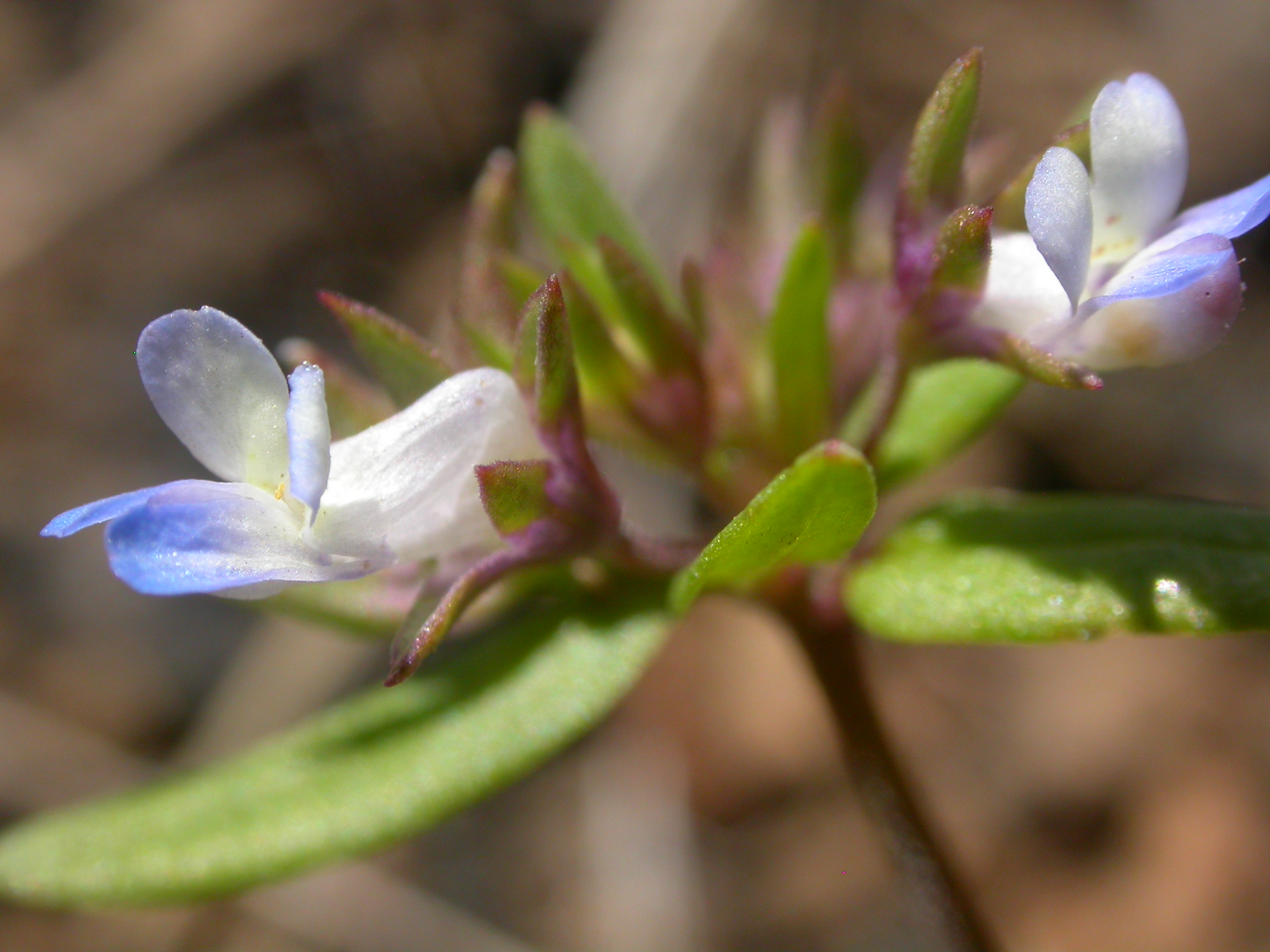
Collinsia parviflora
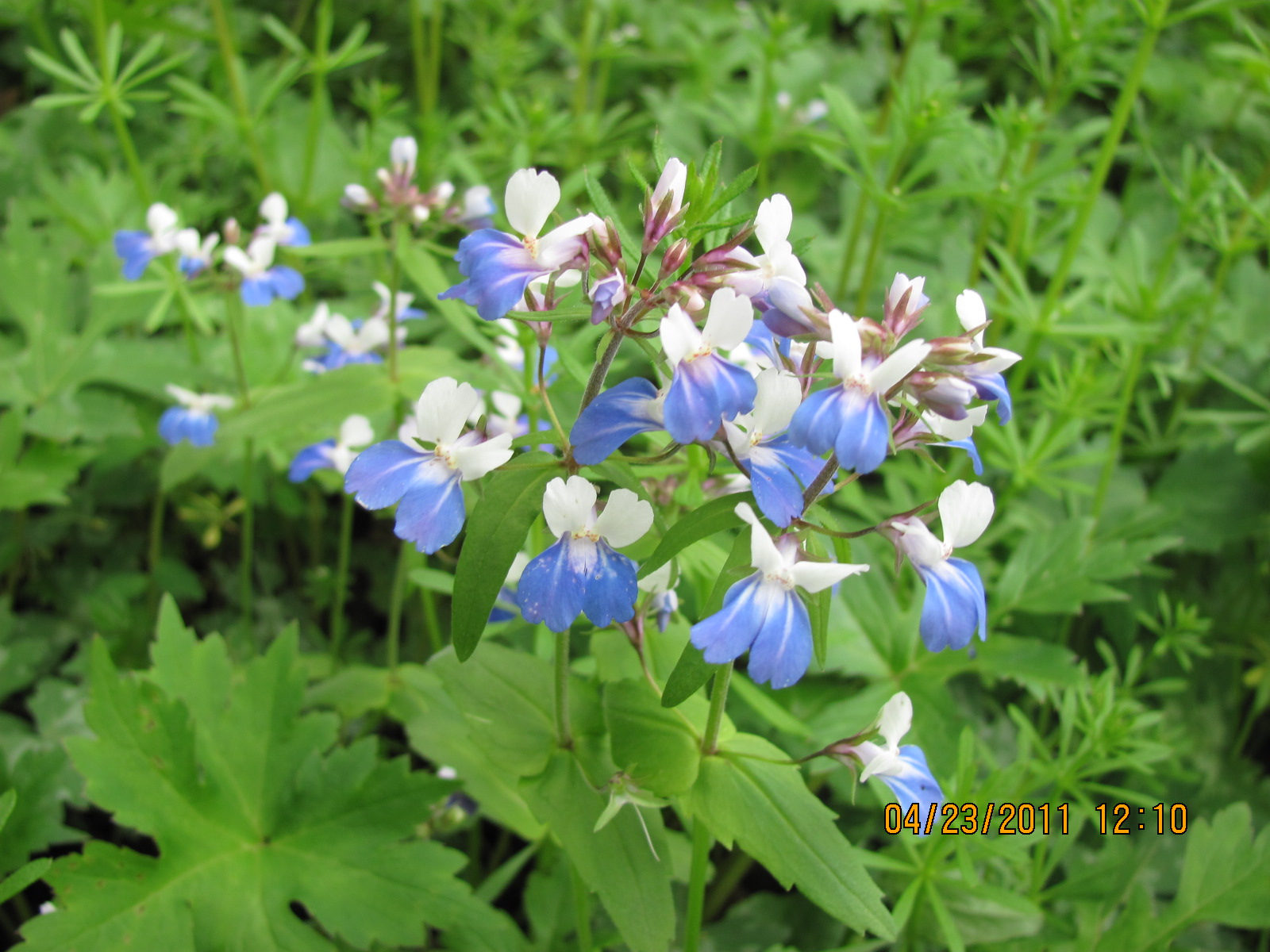
Collinsia verna
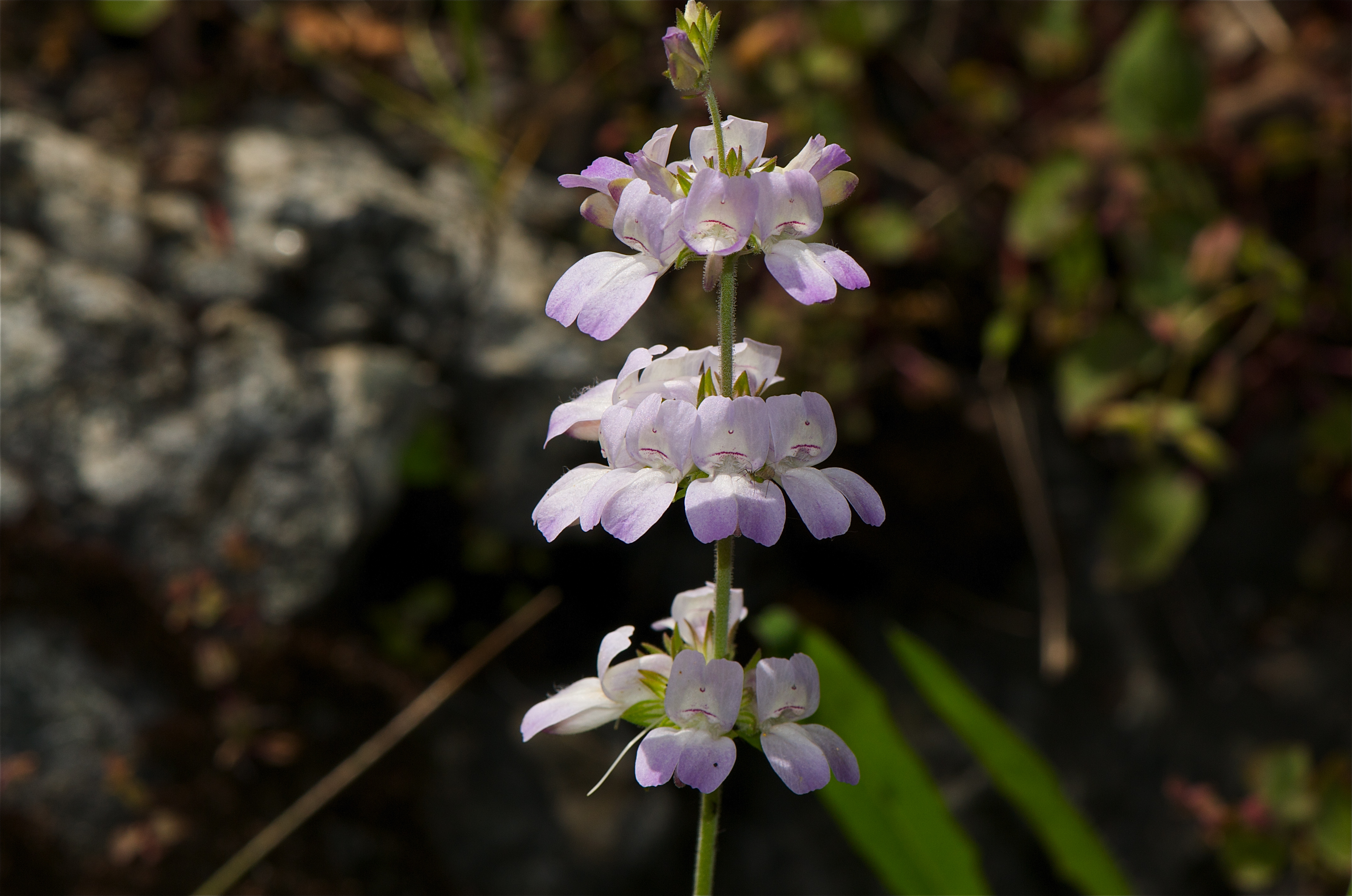
Collinsia bartsiifolia
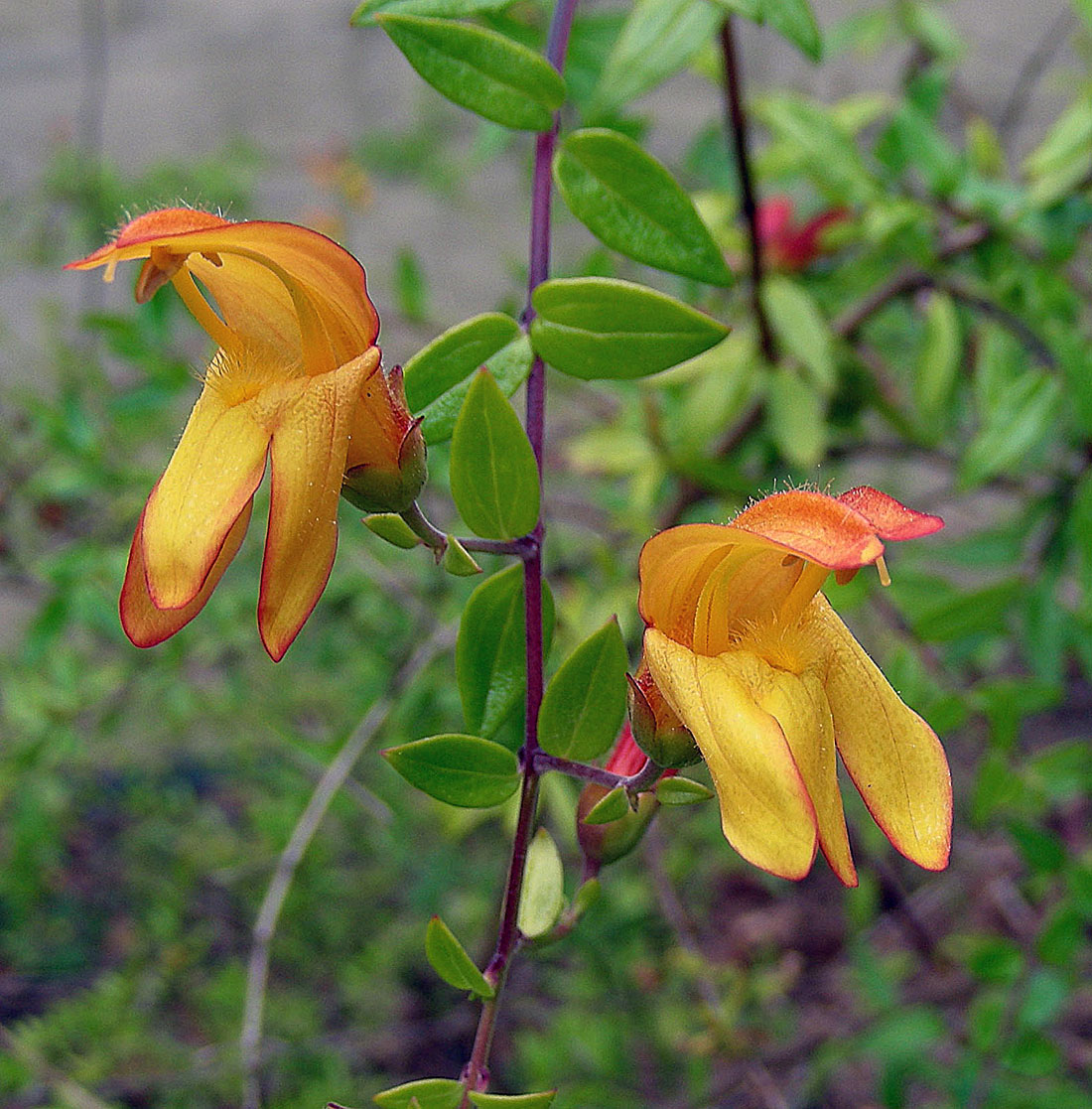
Keckiella antirrhinoides
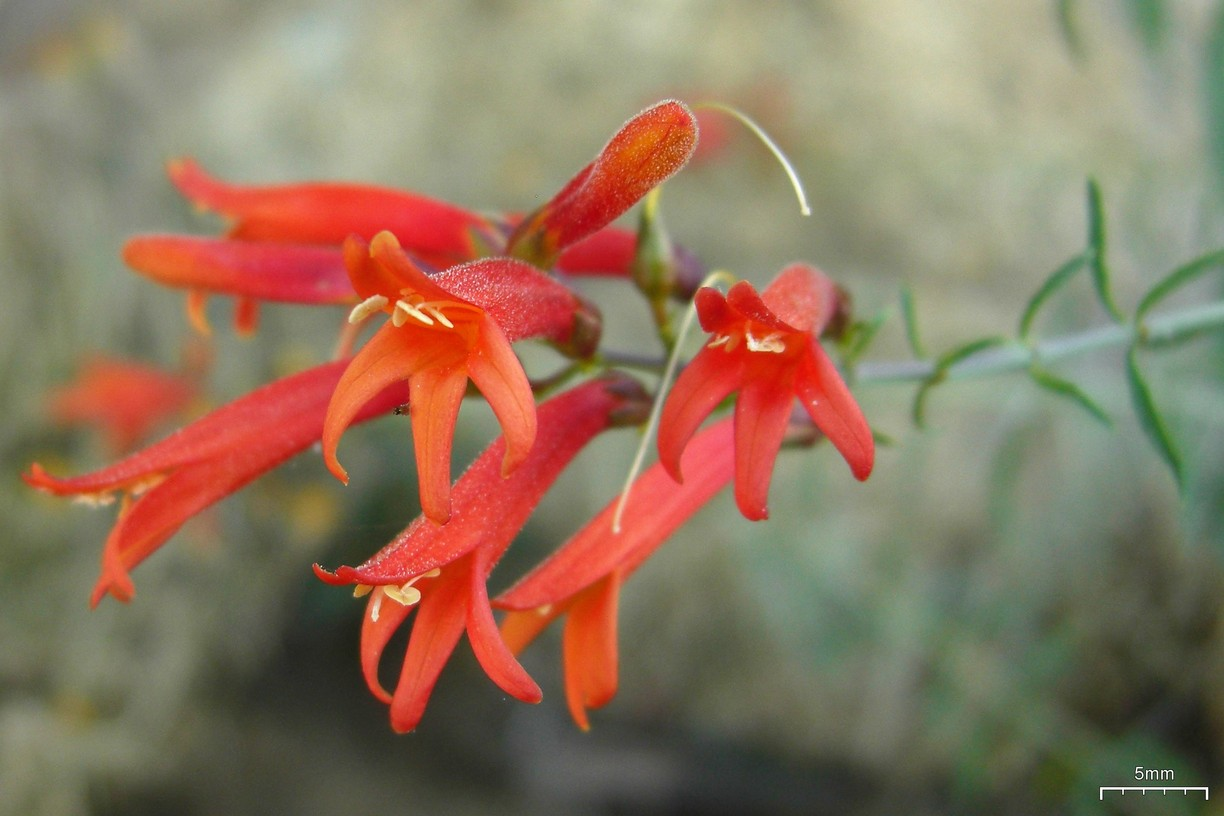
Keckiella ternata
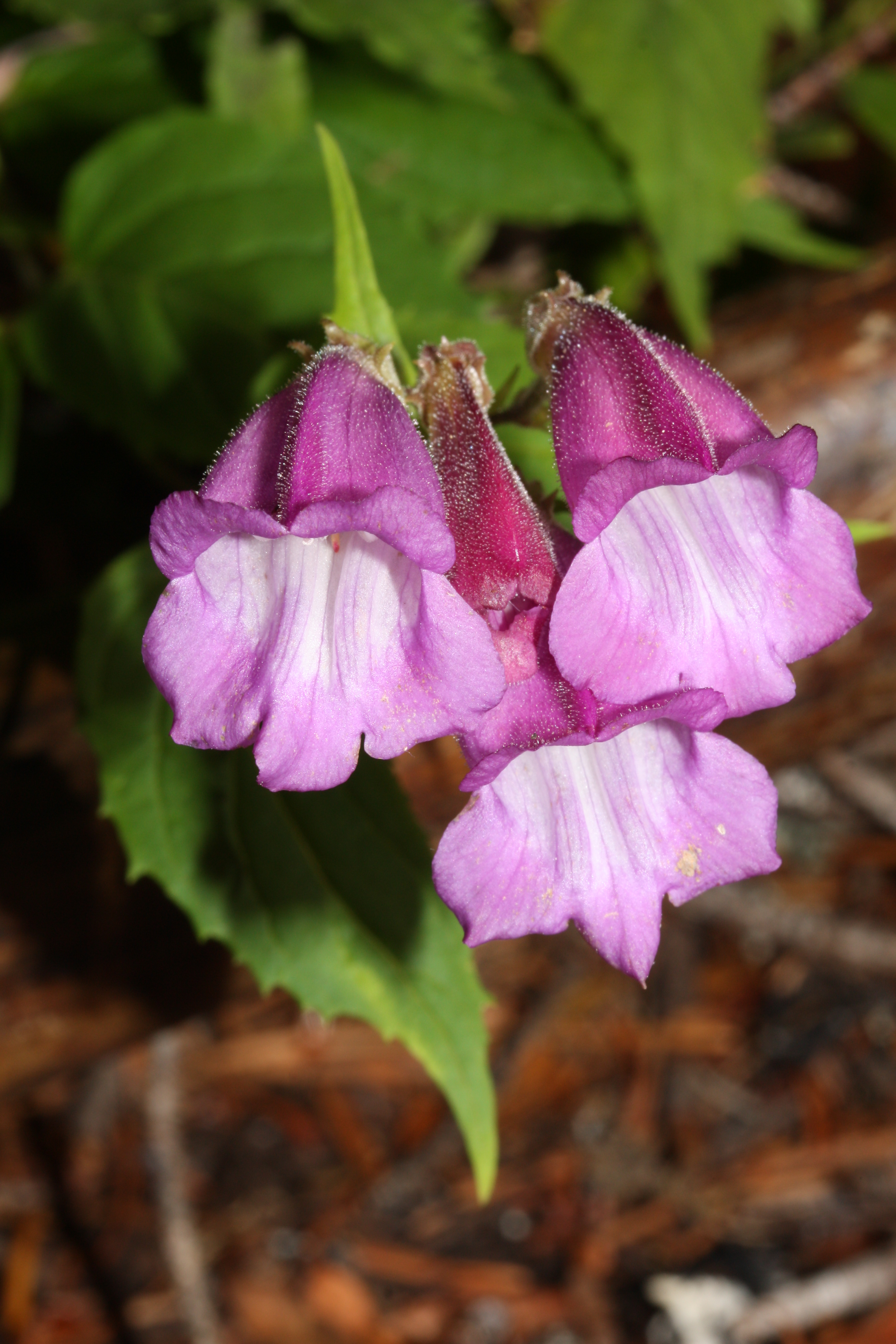
Nothochelone nemorosa
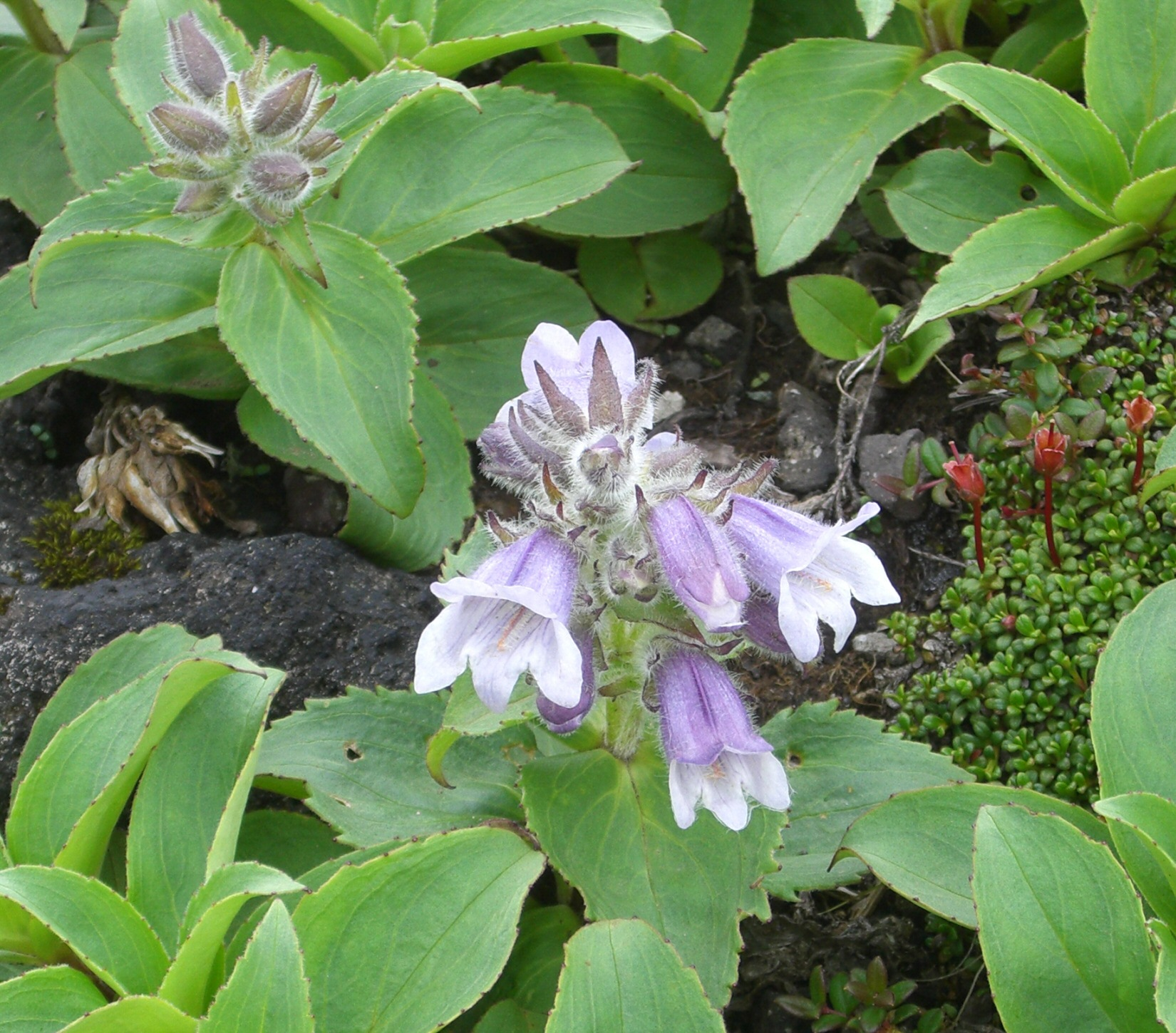
Pennellianthus frutescens
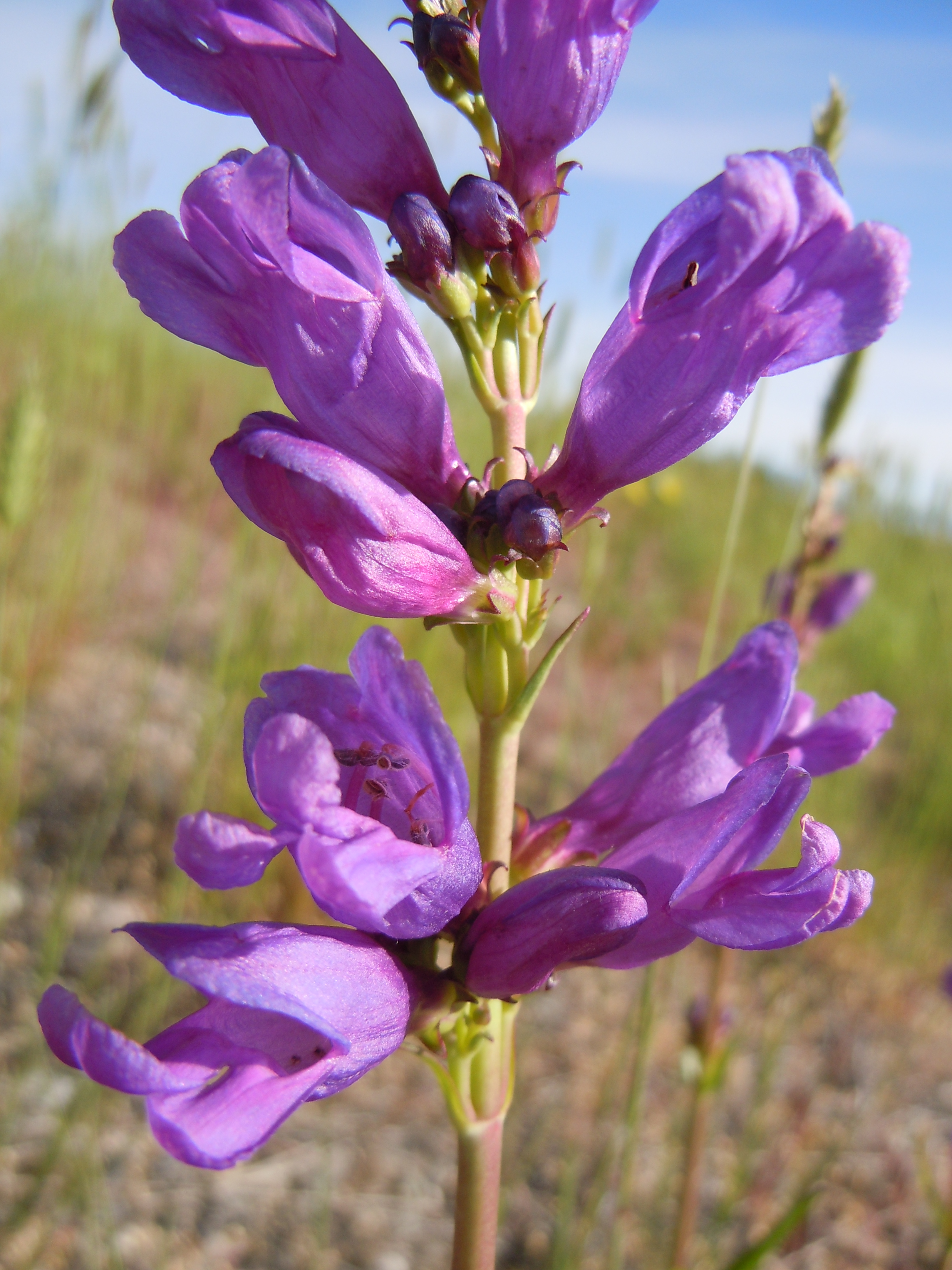
Penstemon cyananthus

### Tribù Digitalideae

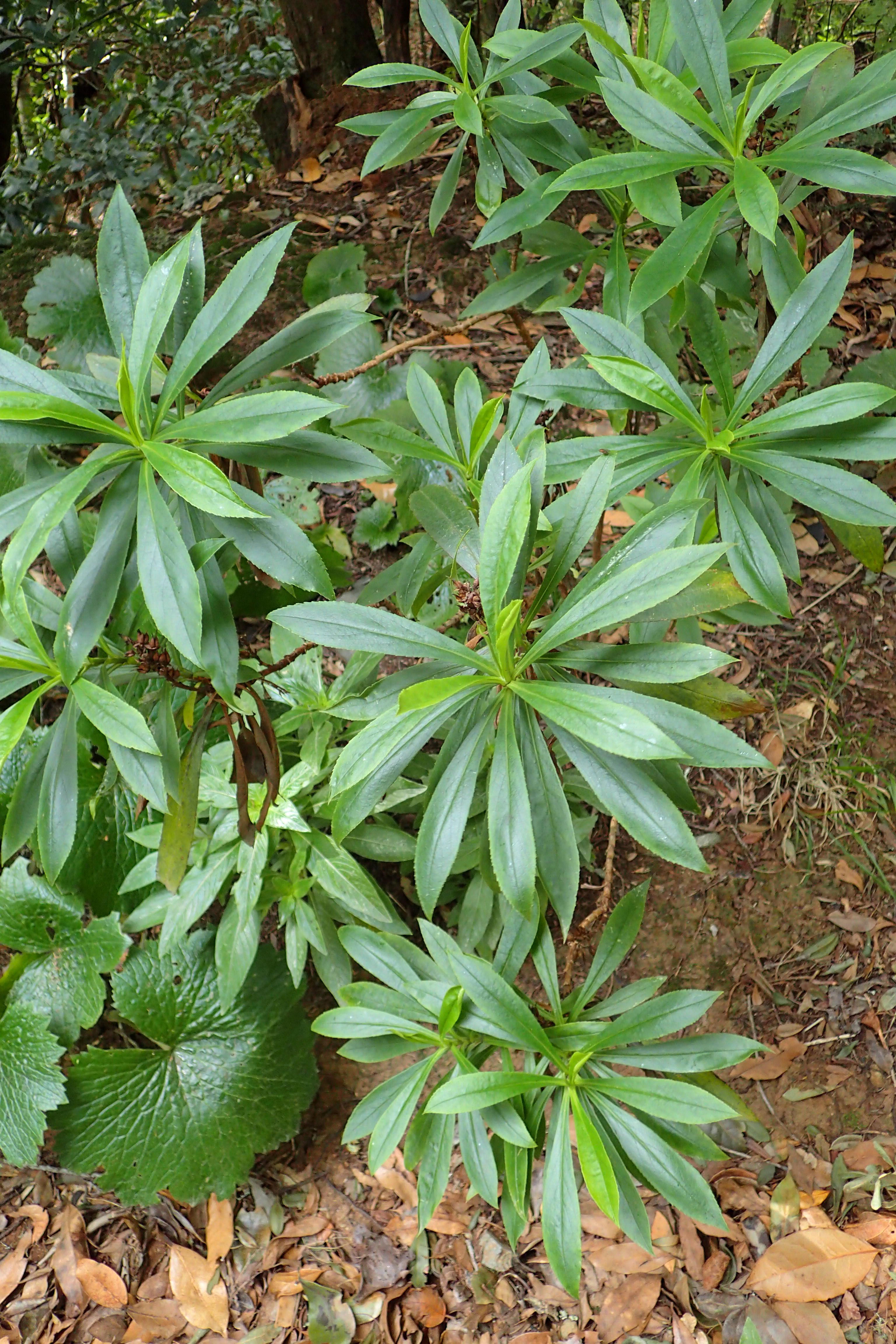
Isoplexis canariensis
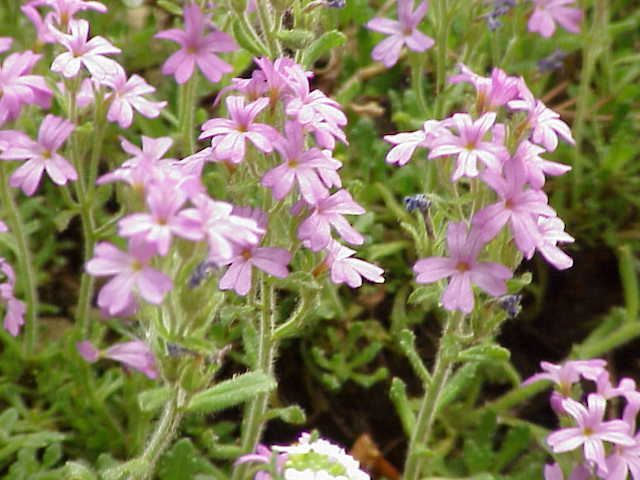
Erinus alpinus
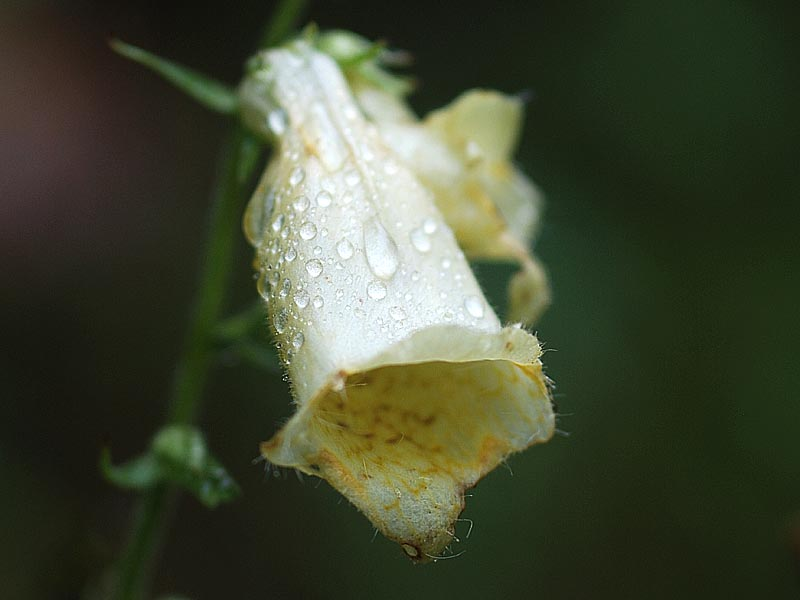
Digitalis grandiflora
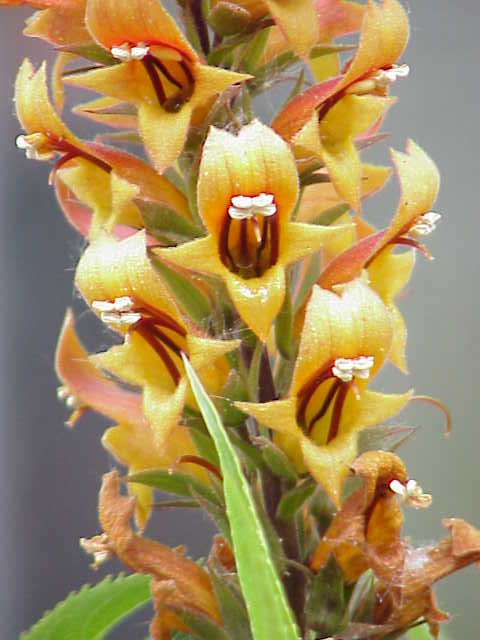
Isoplexis isabelliana
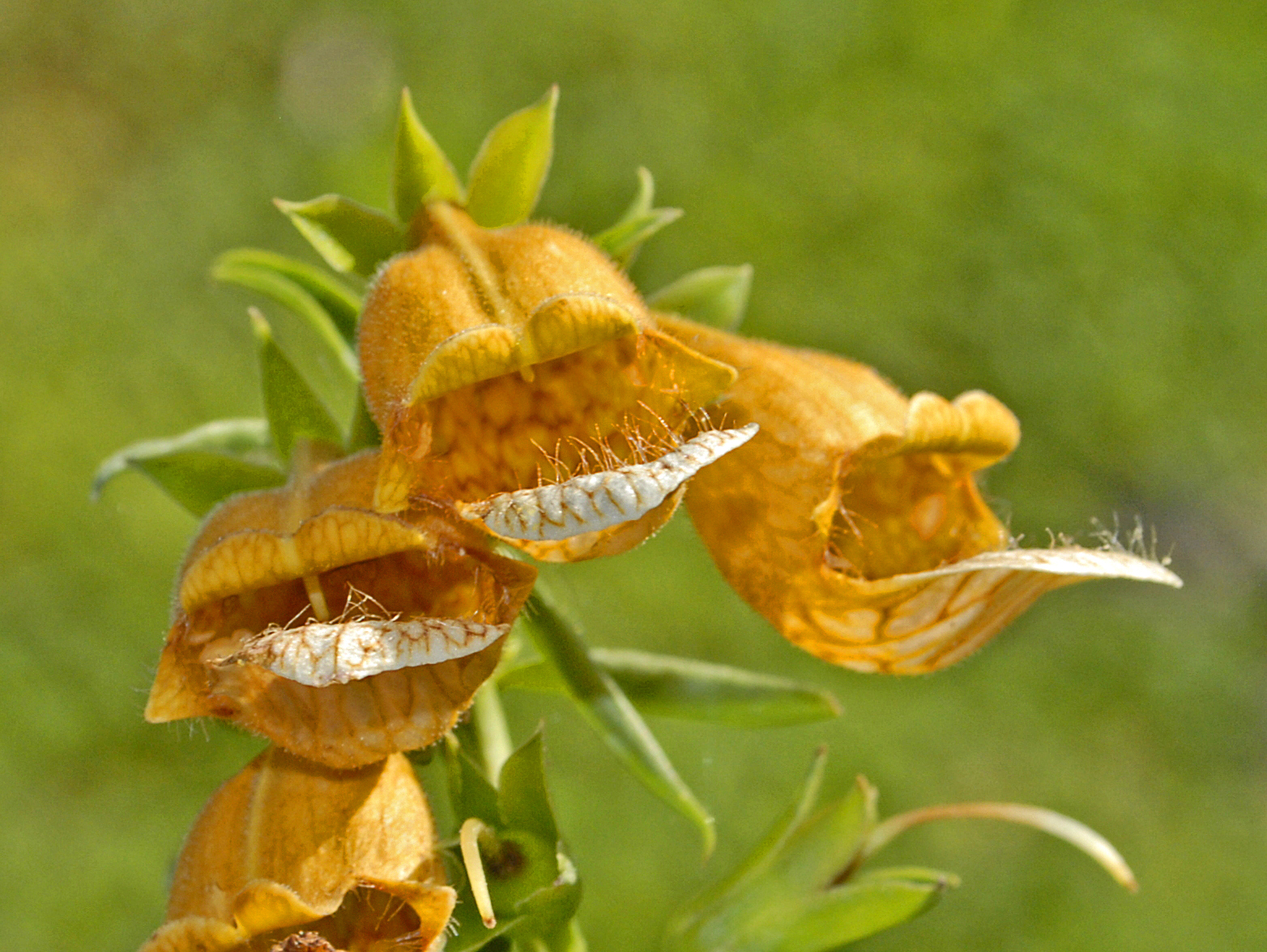
Digitalis laevigata
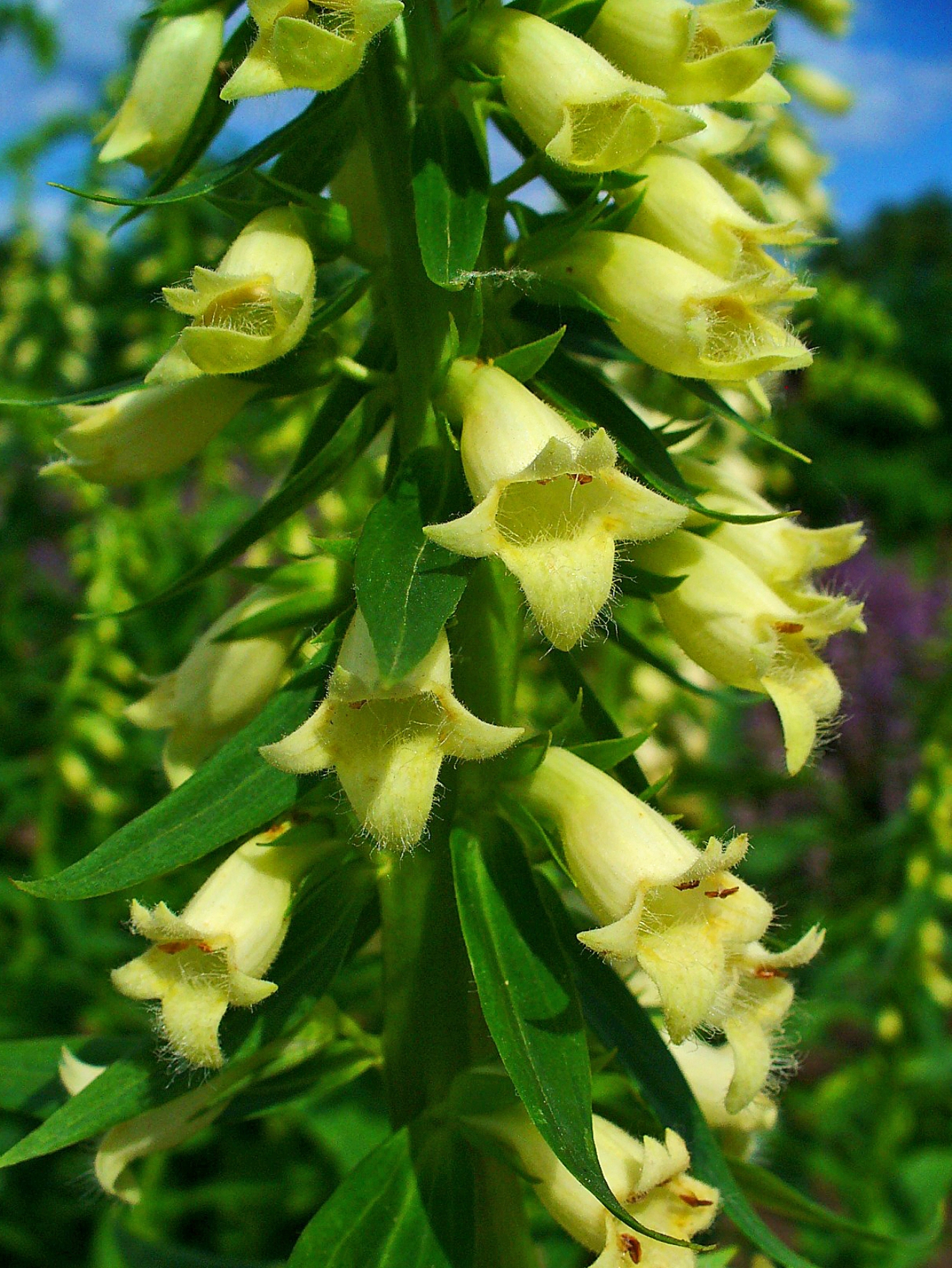
Digitalis lutea
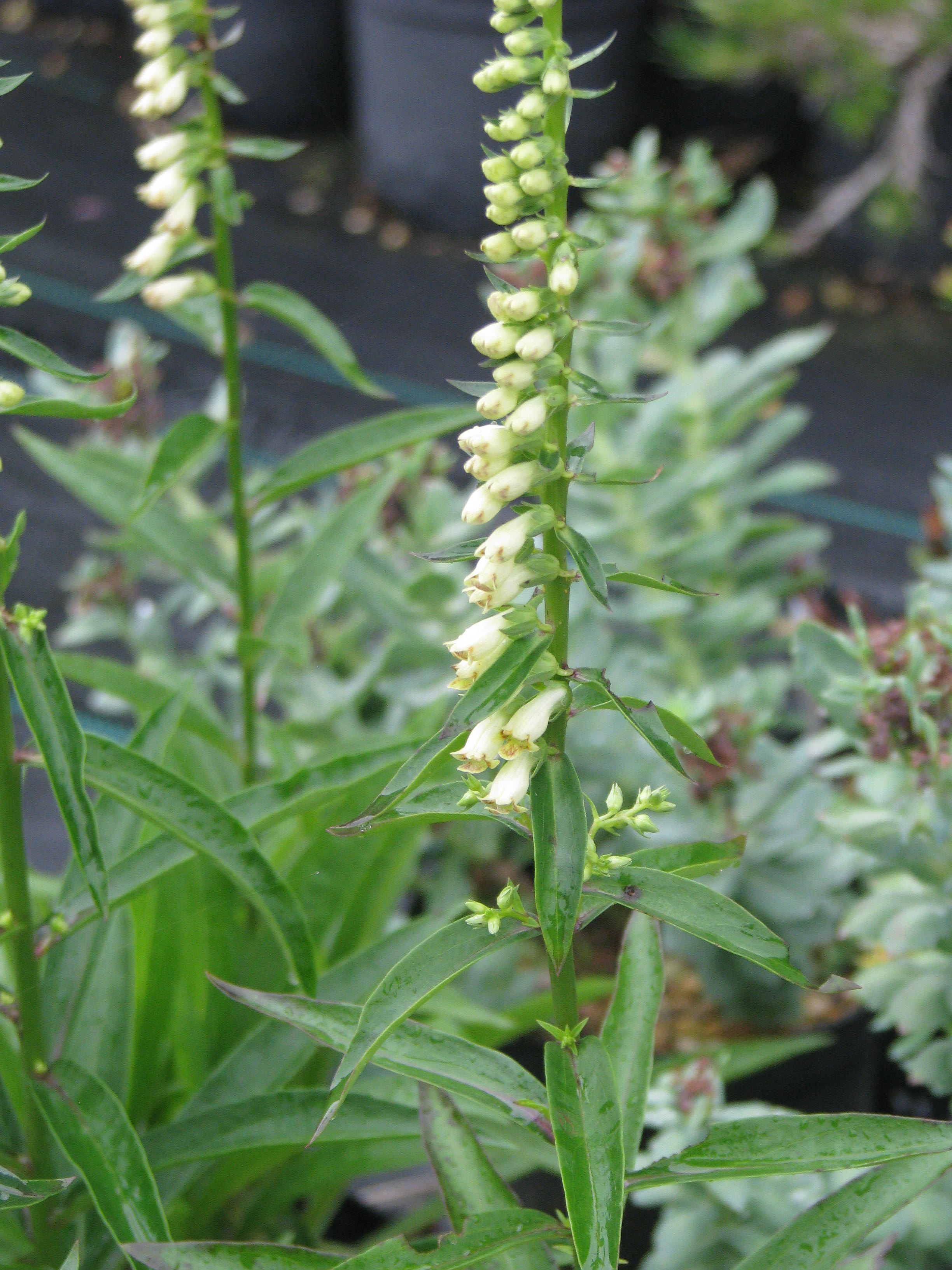
Digitalis micrantha
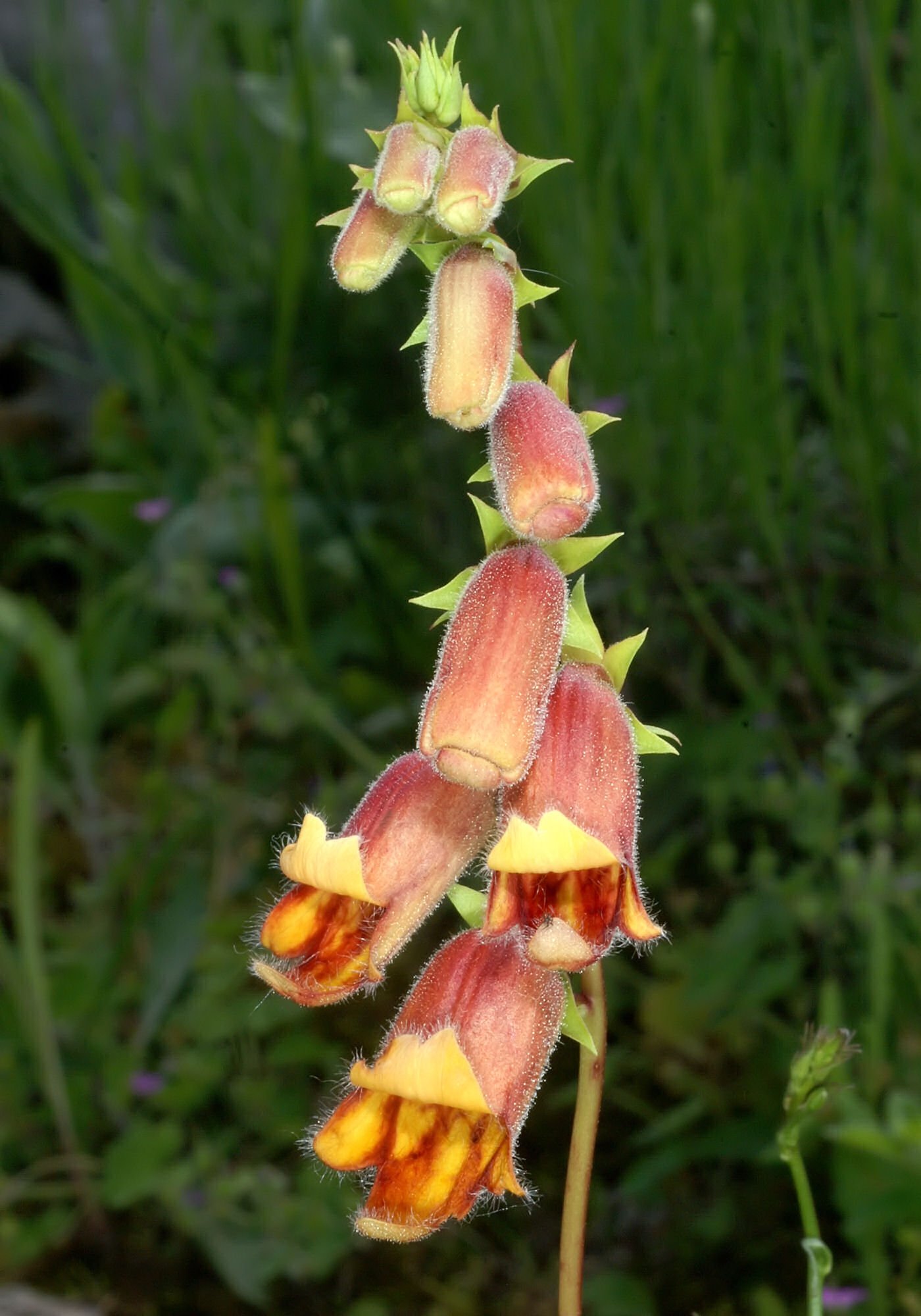
Digitalis obscura
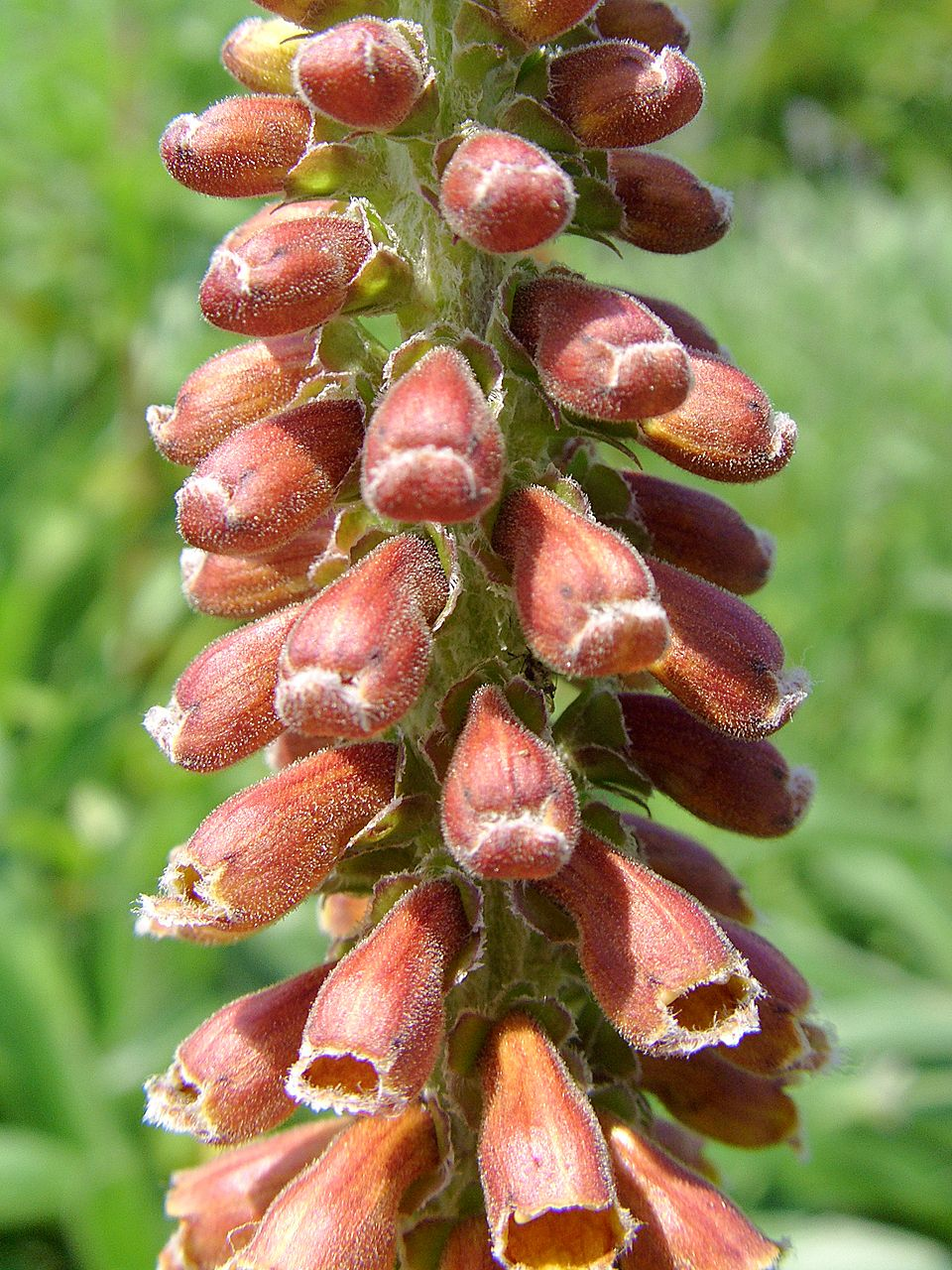
Digitalis parviflora
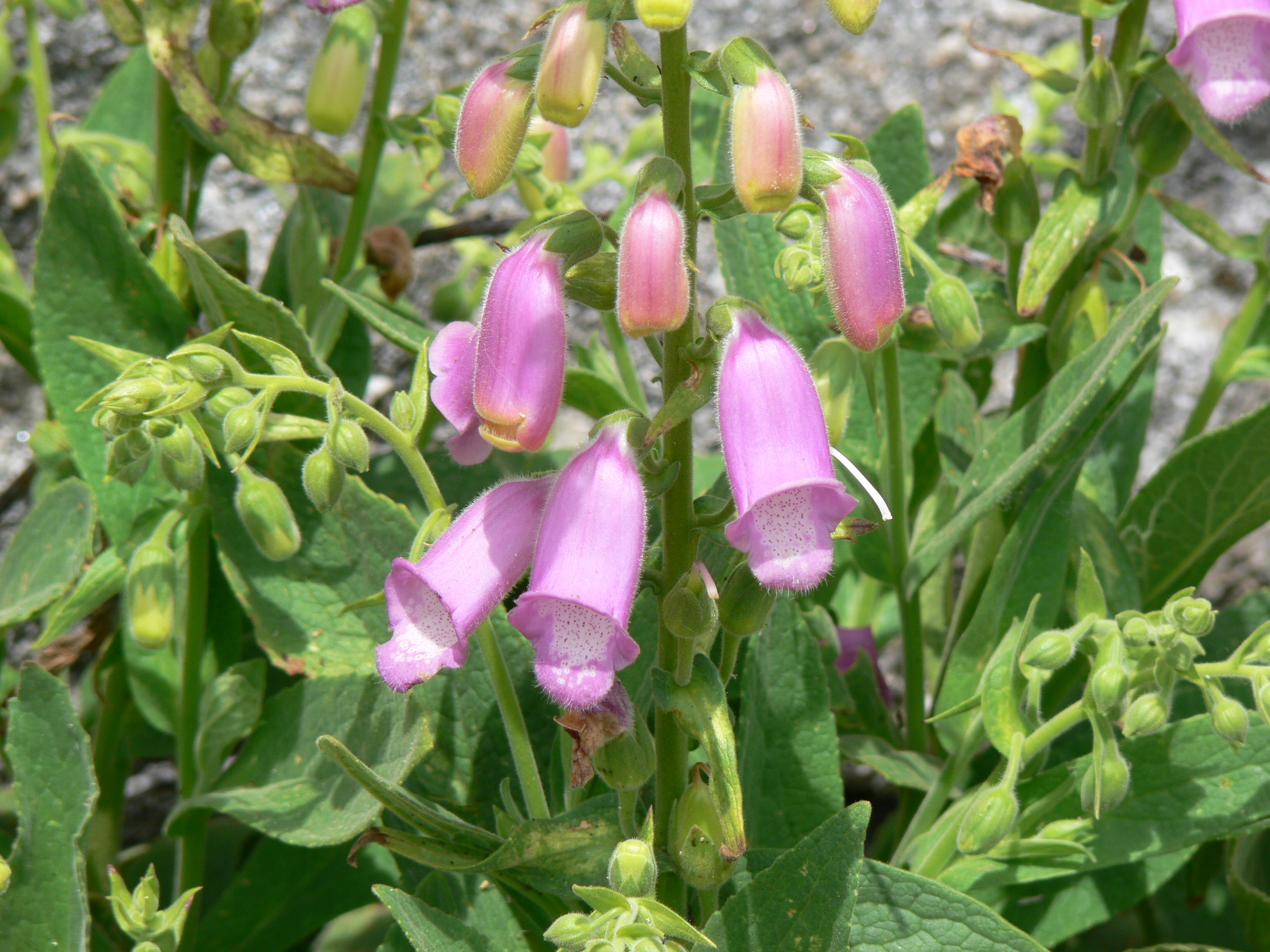
Digitalis thapsi

### Tribù Sibthorpieae

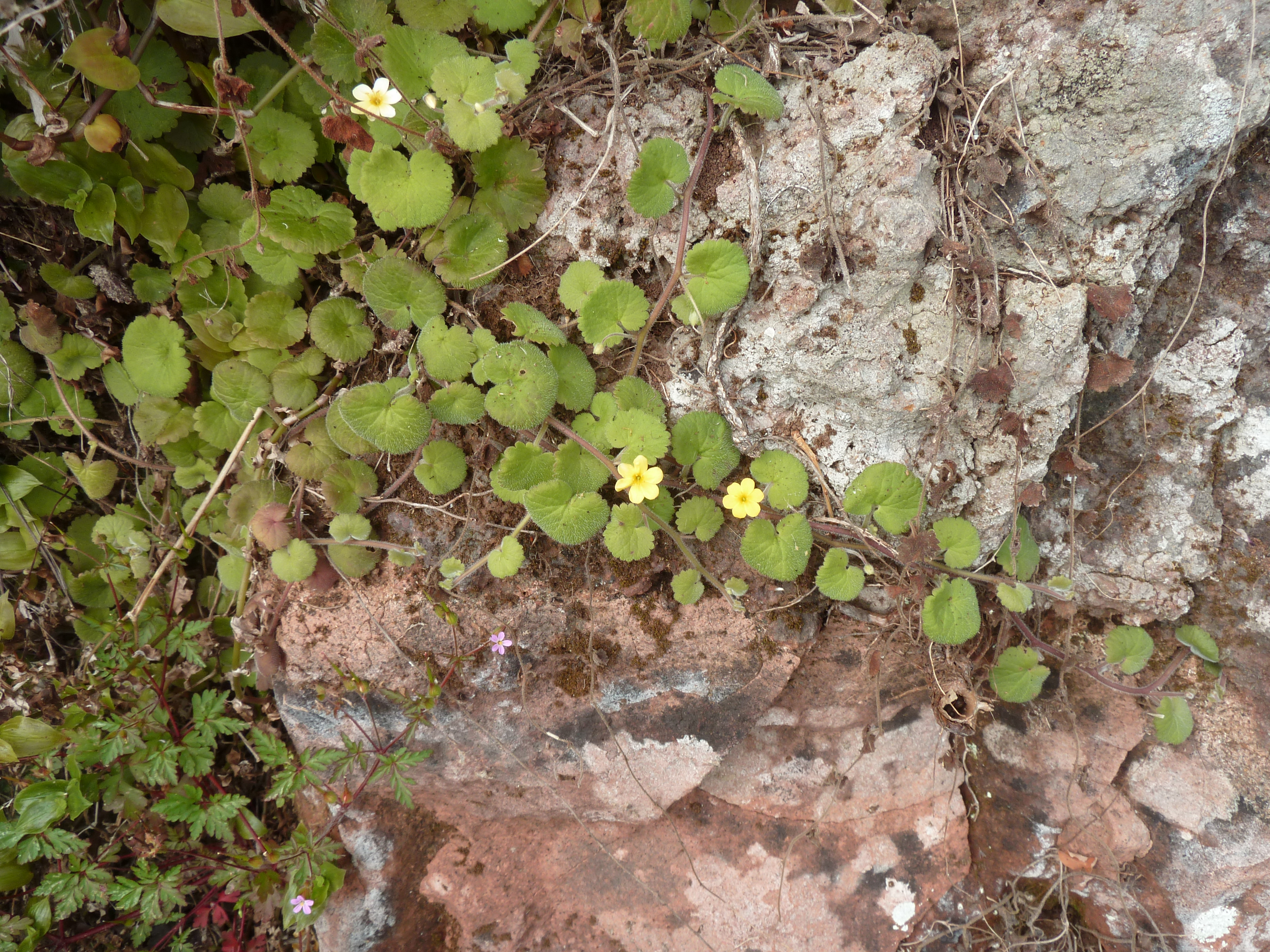
Sibthorpia peregrina
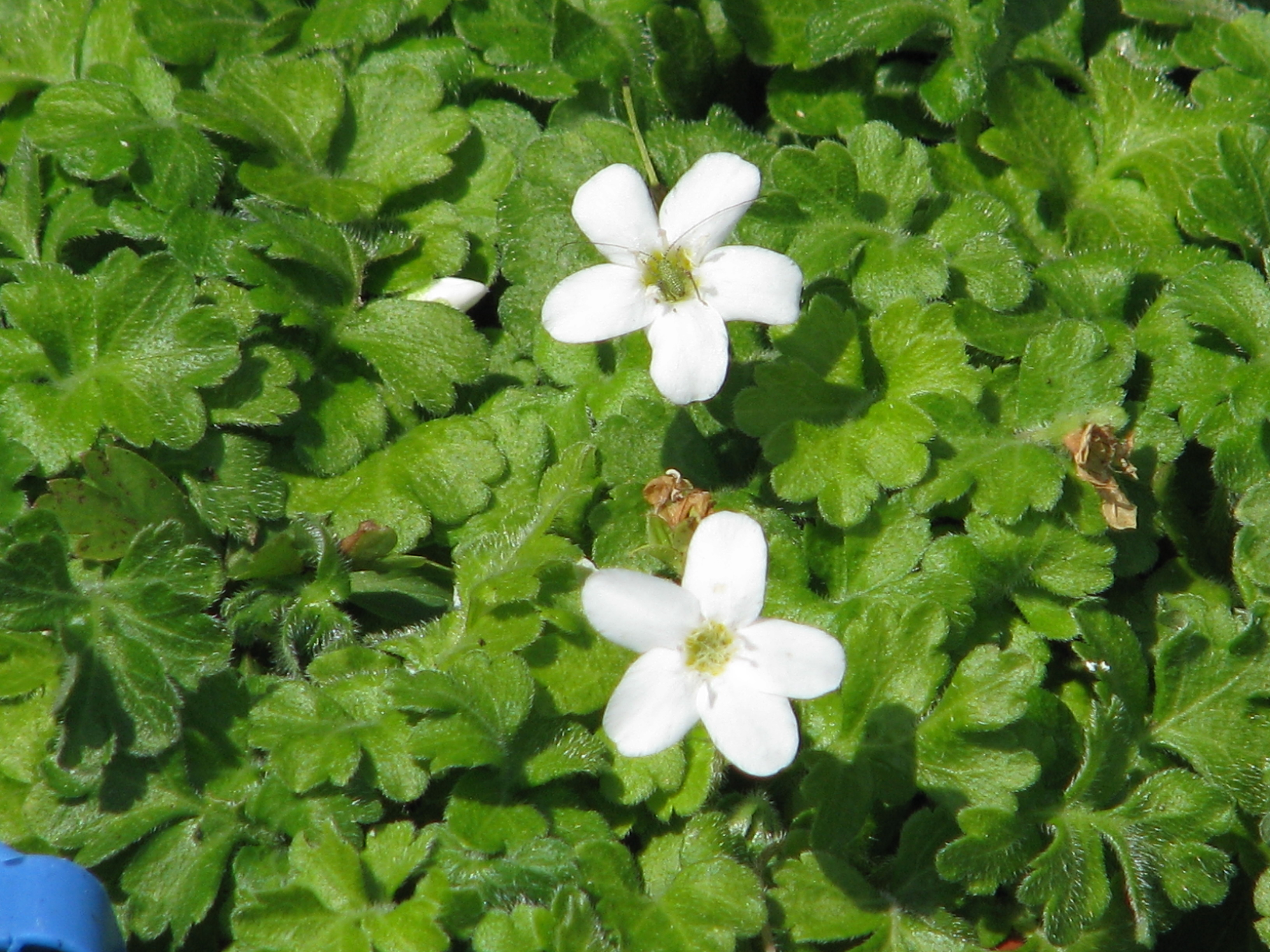
Ellisiophyllum pinnatum

### Tribù Veronicineae

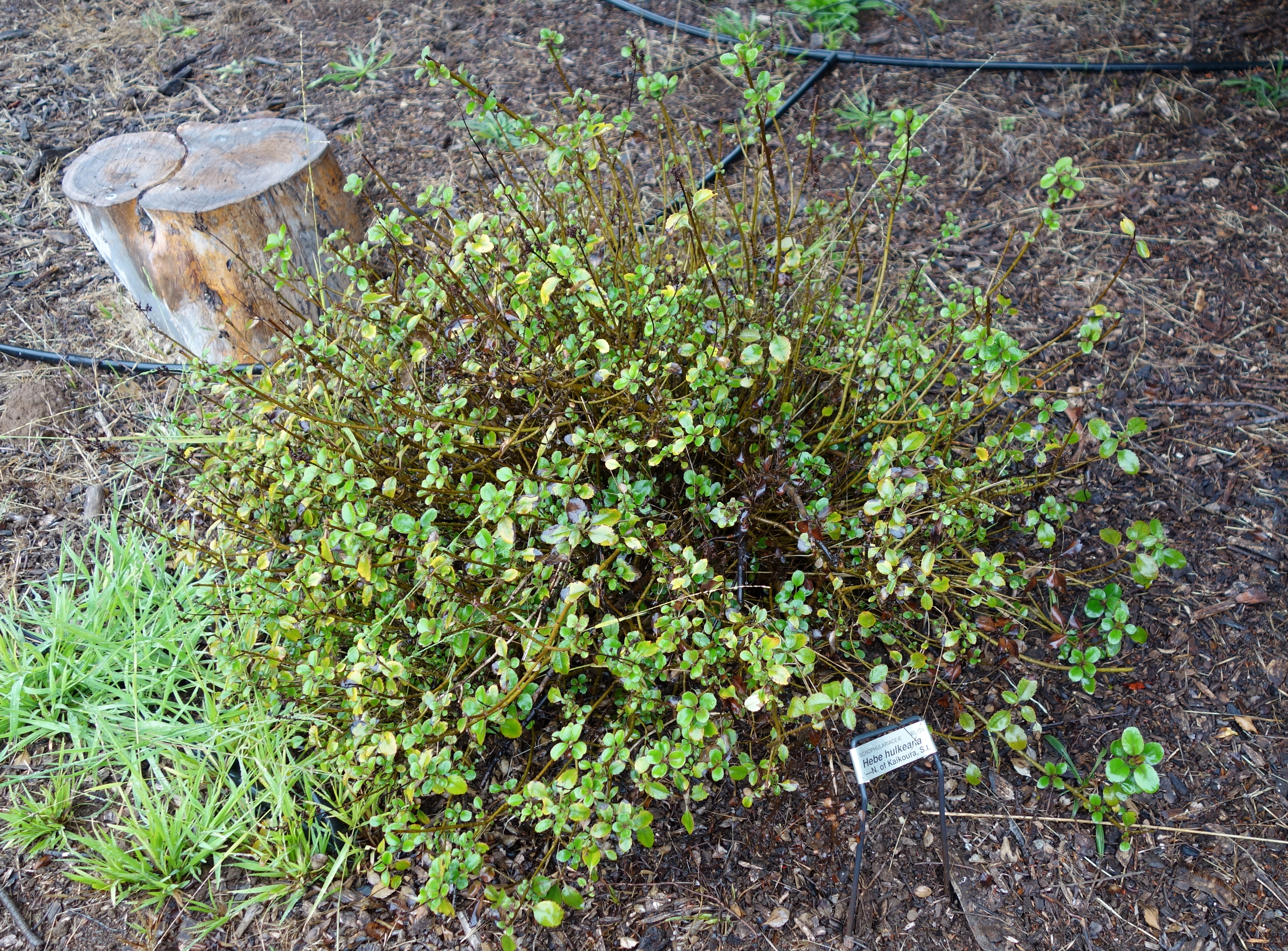
Hebe hulkeana
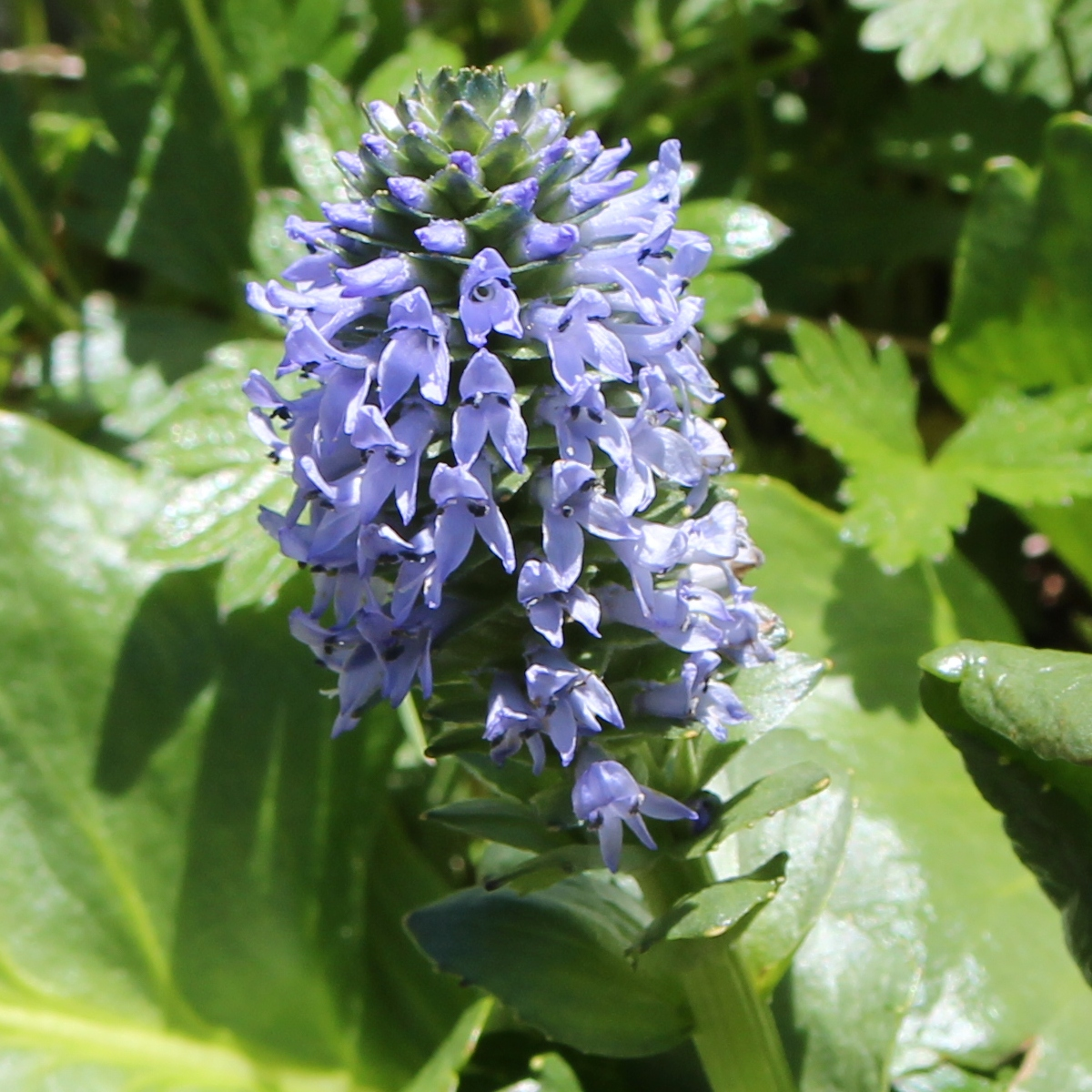
Lagotis glauca
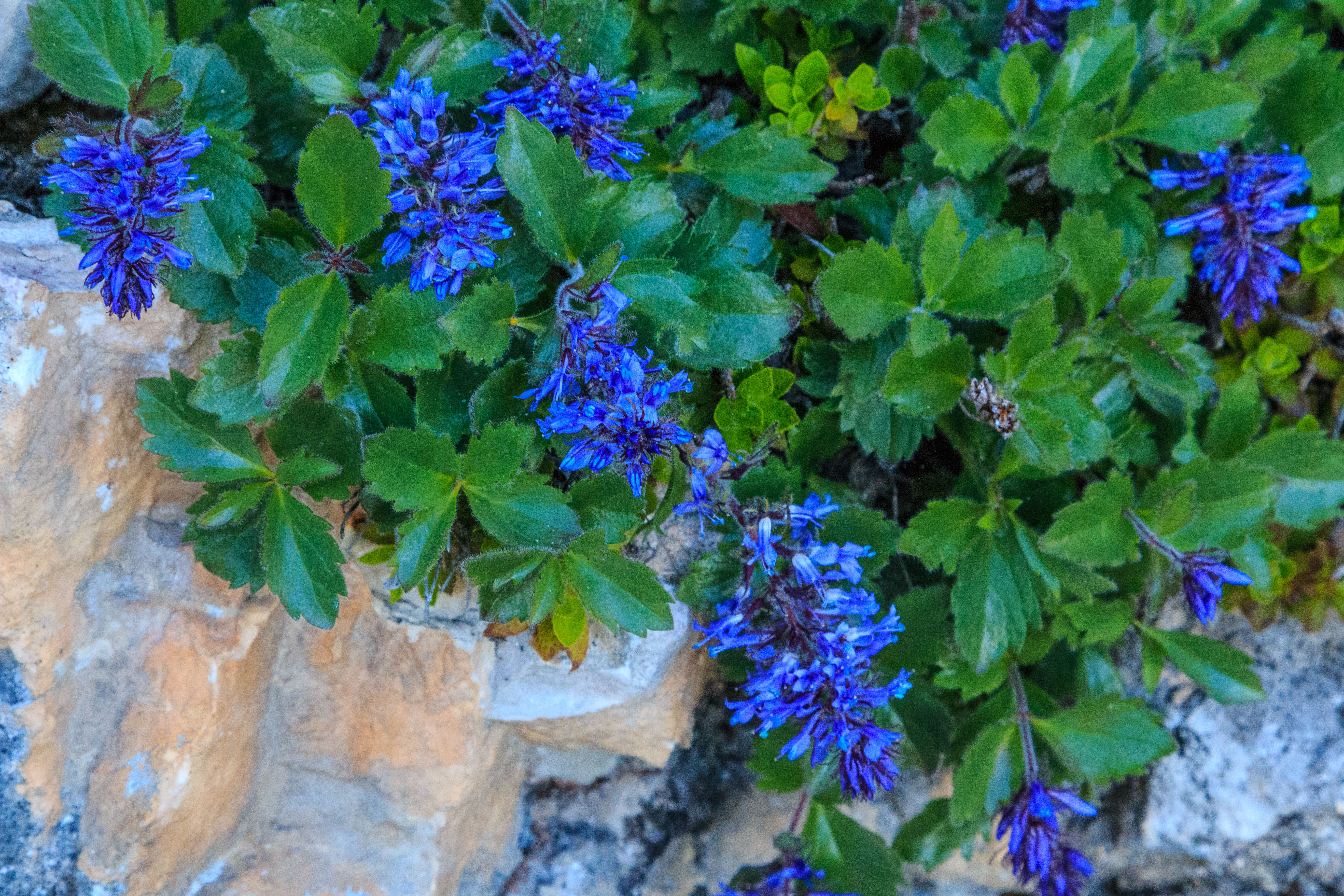
Paederota bonarota
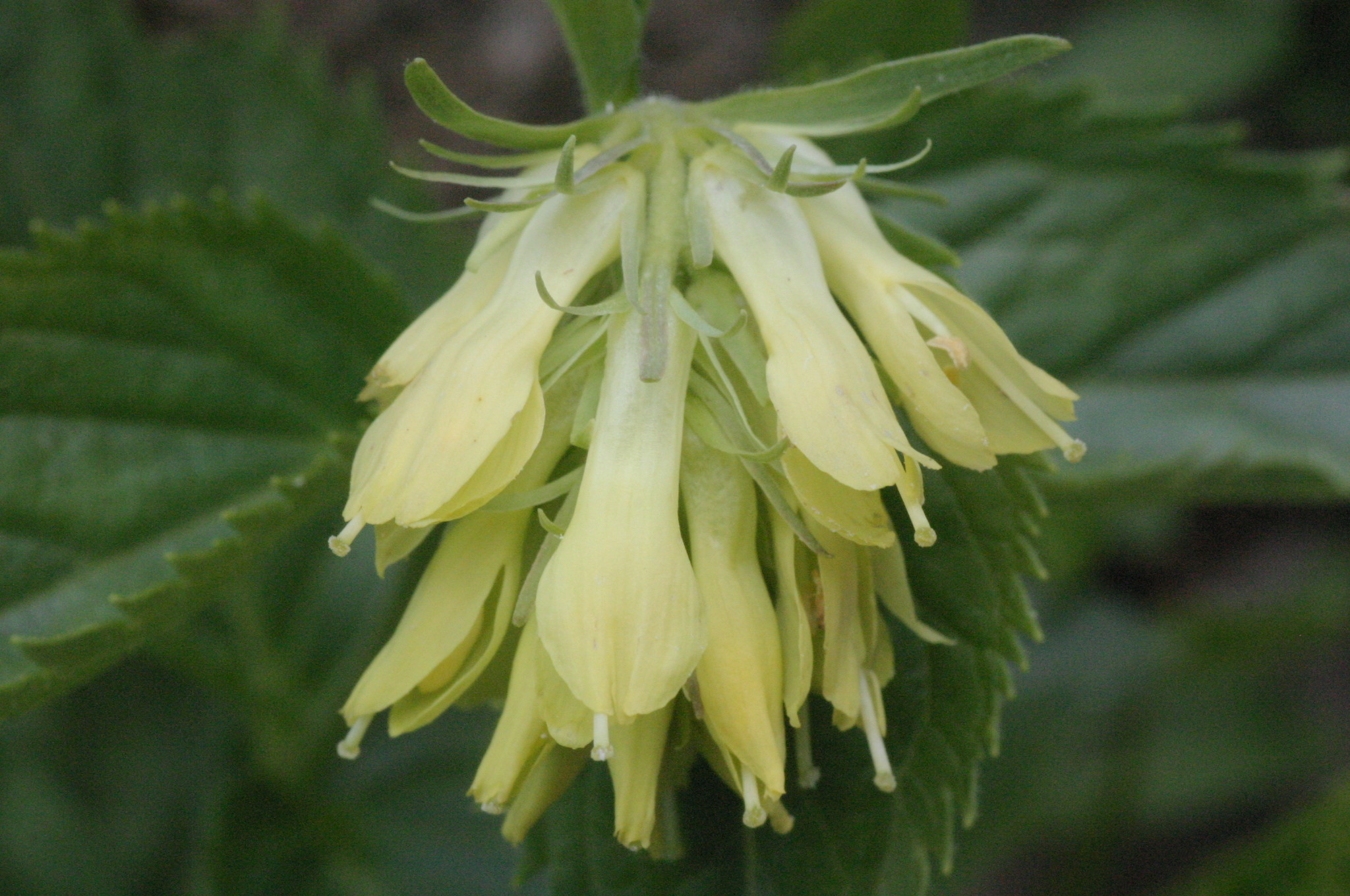
Paederota lutea
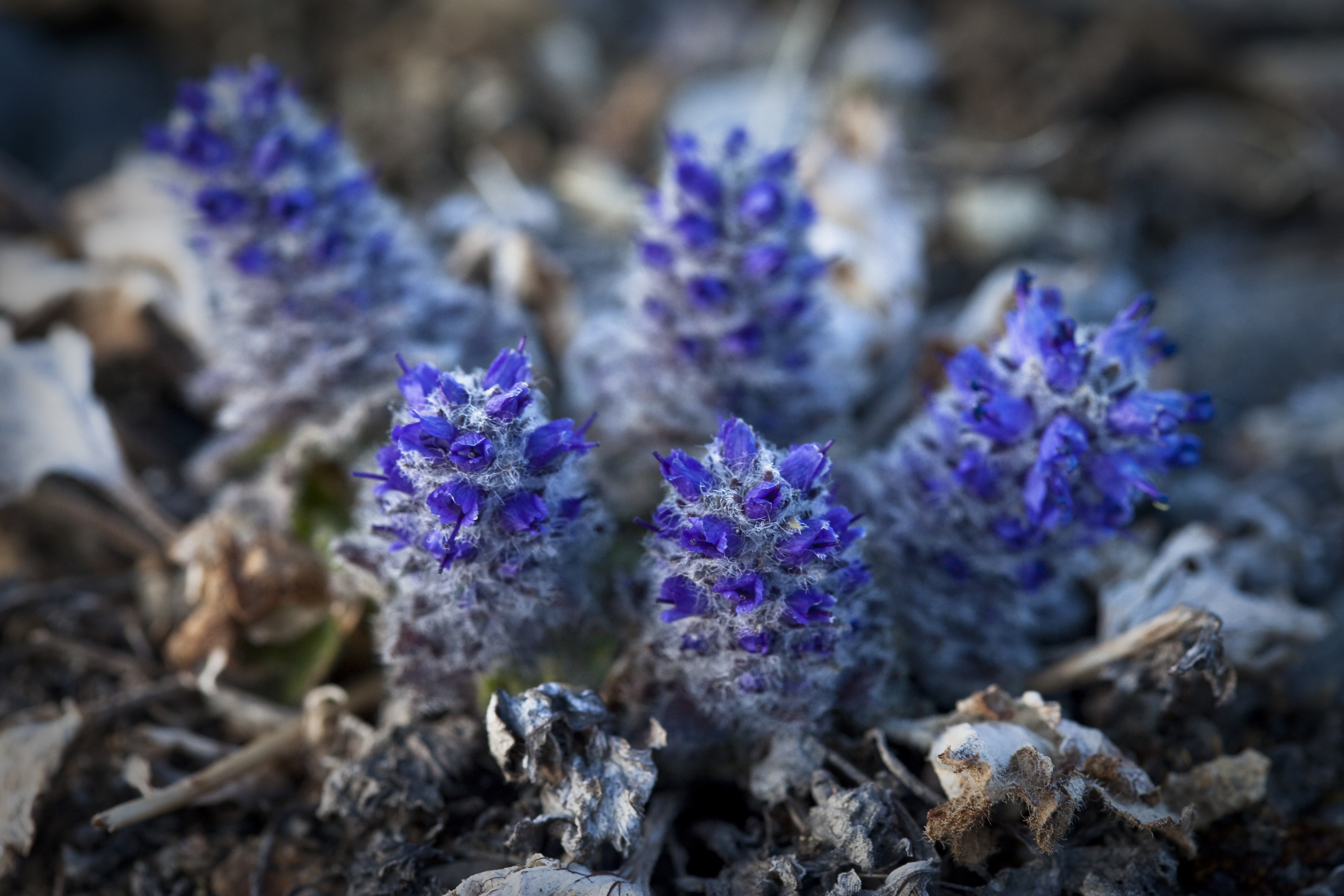
Synthyris borealis
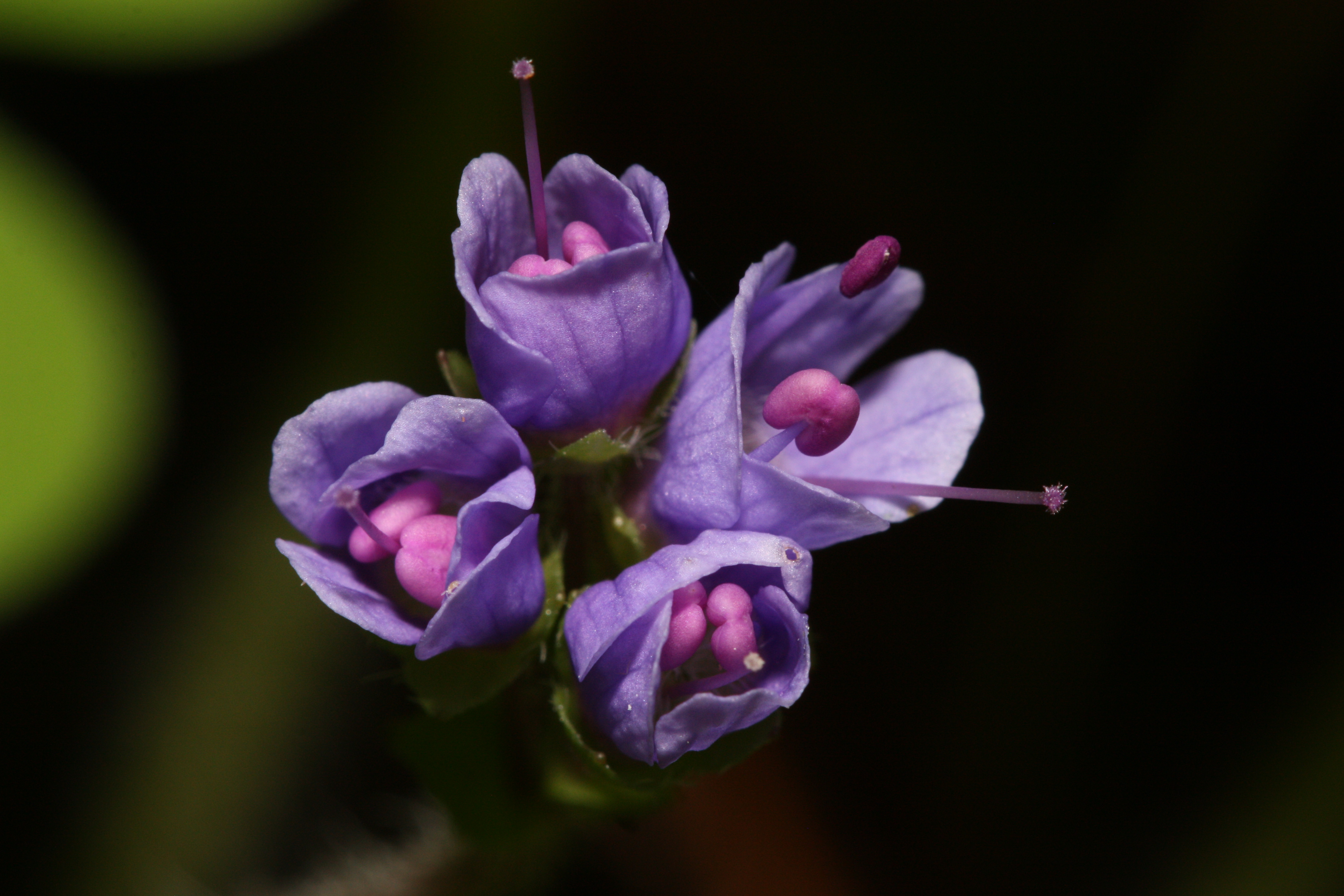
Synthyris reniformis
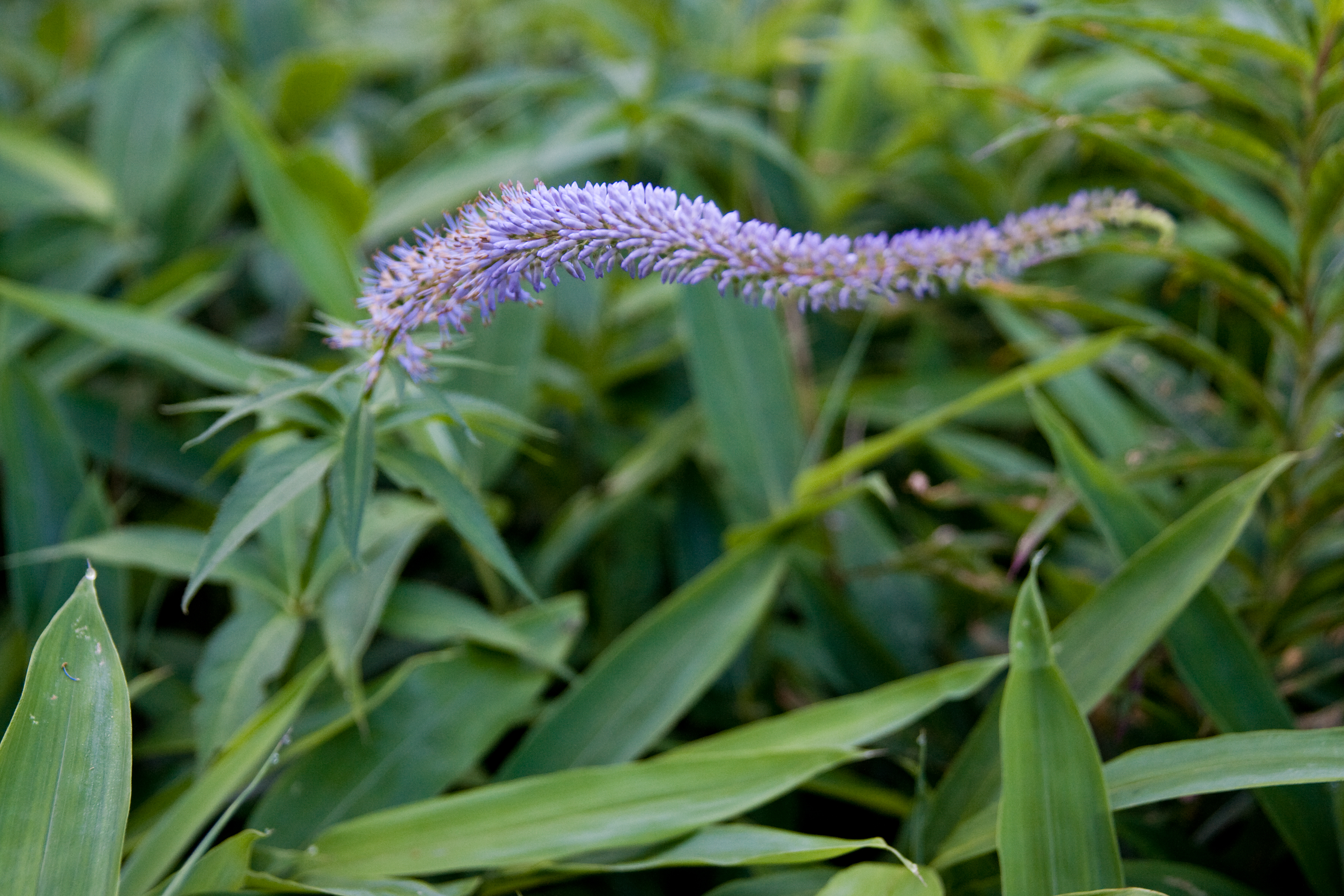
Veronicastrum japonicum
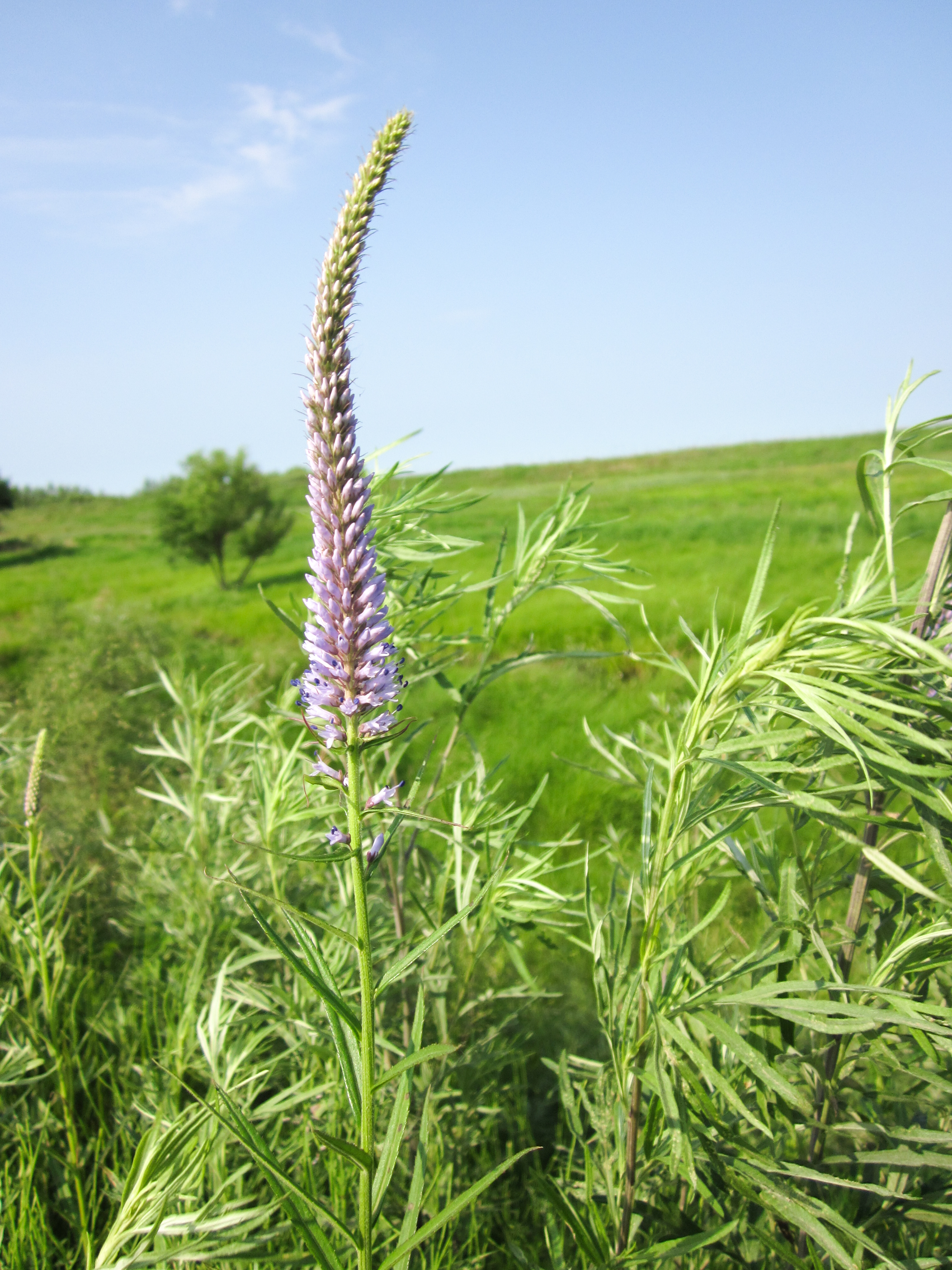
Veronicastrum tubiflorum
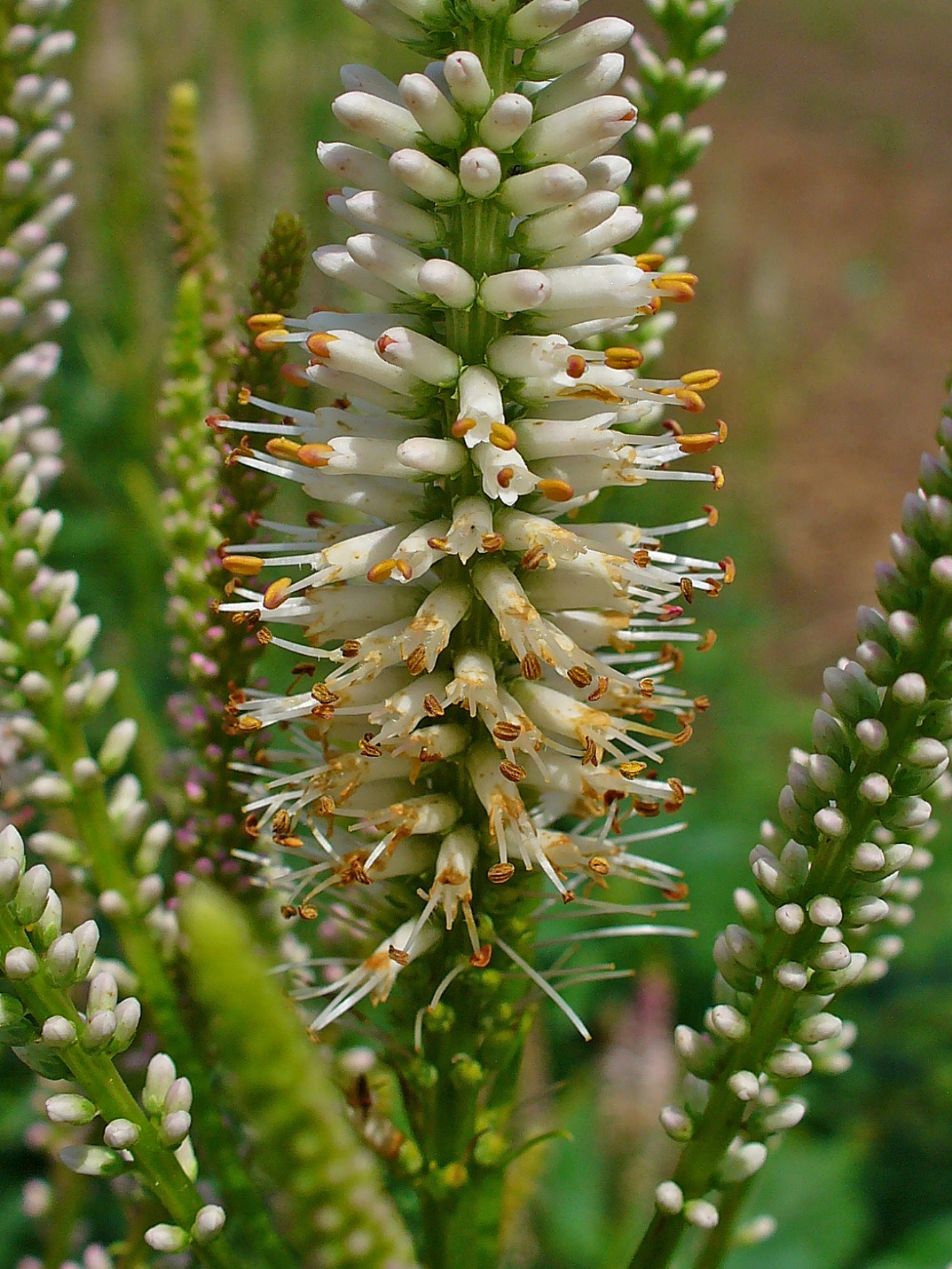
Veronicastrum virginicum
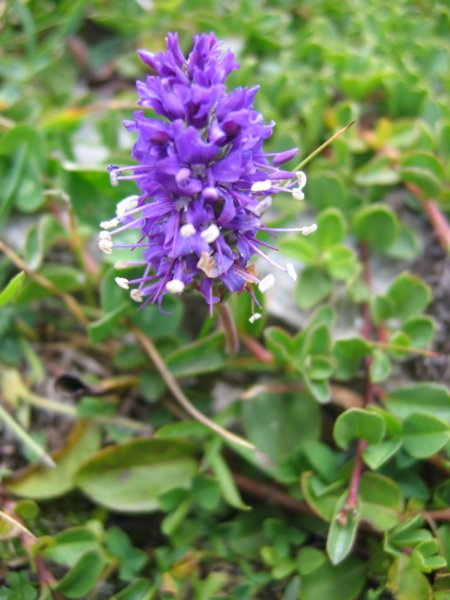
Veronica allionii
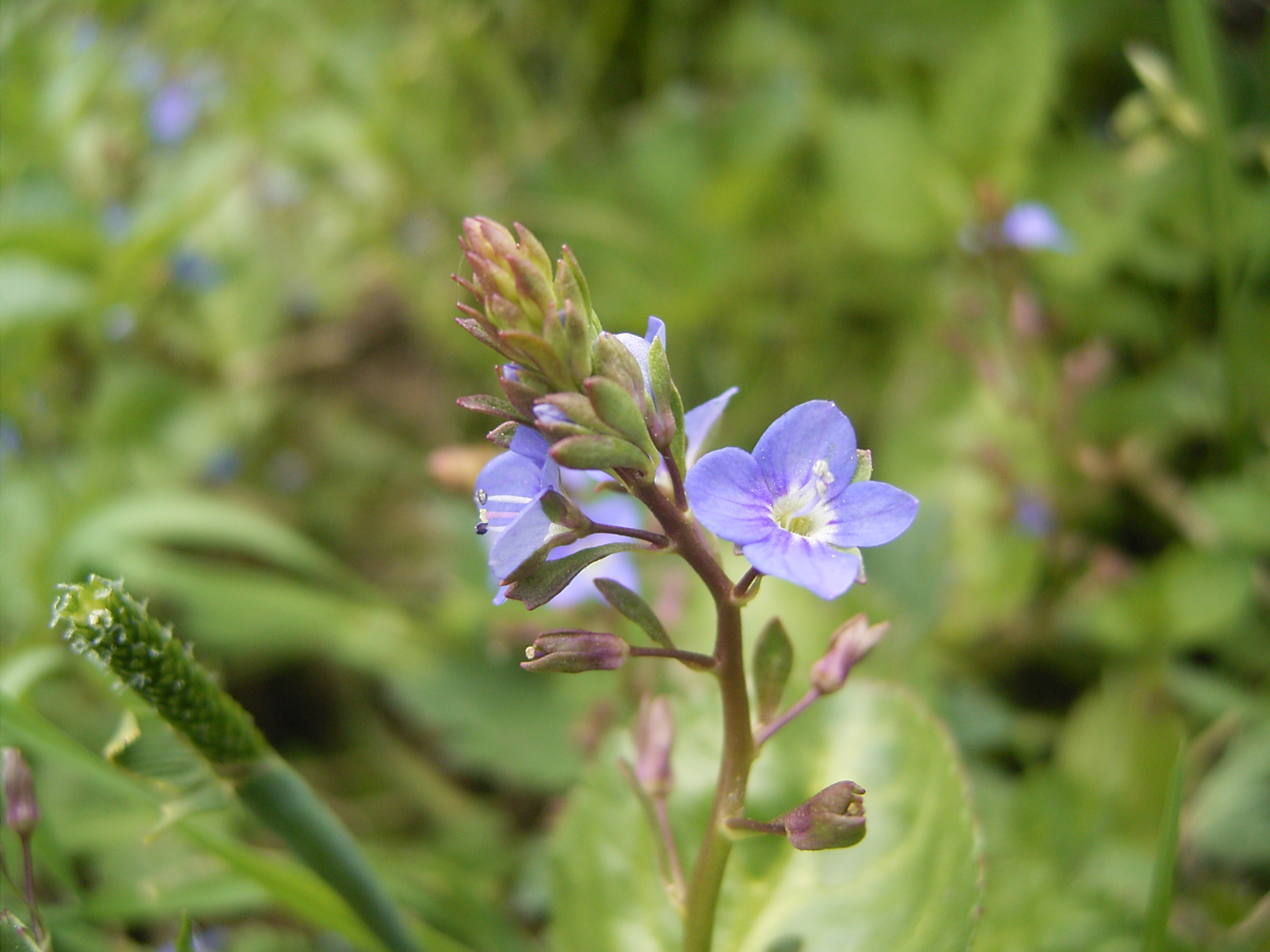
Veronica beccabunga
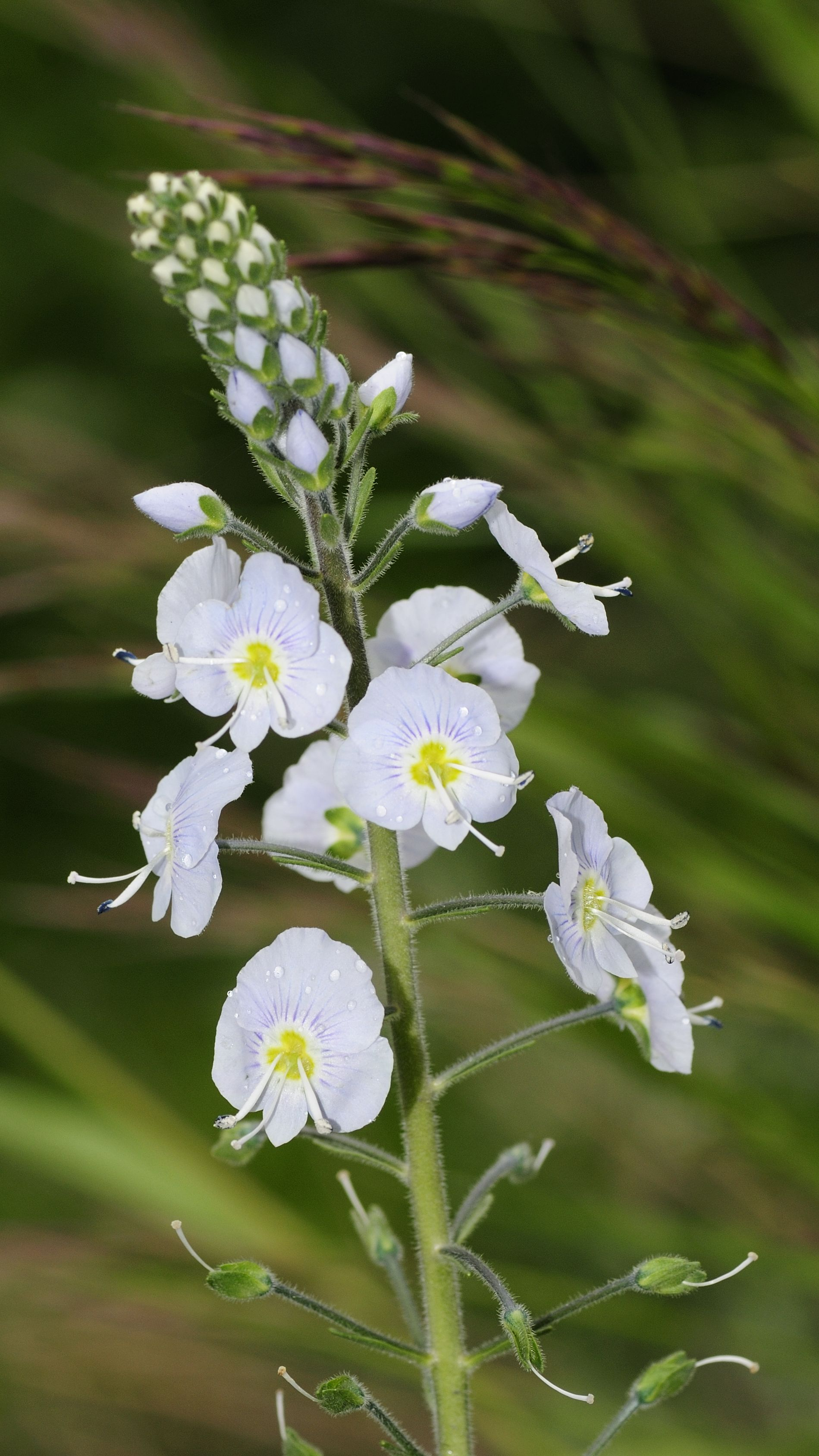
Veronica gentianoides
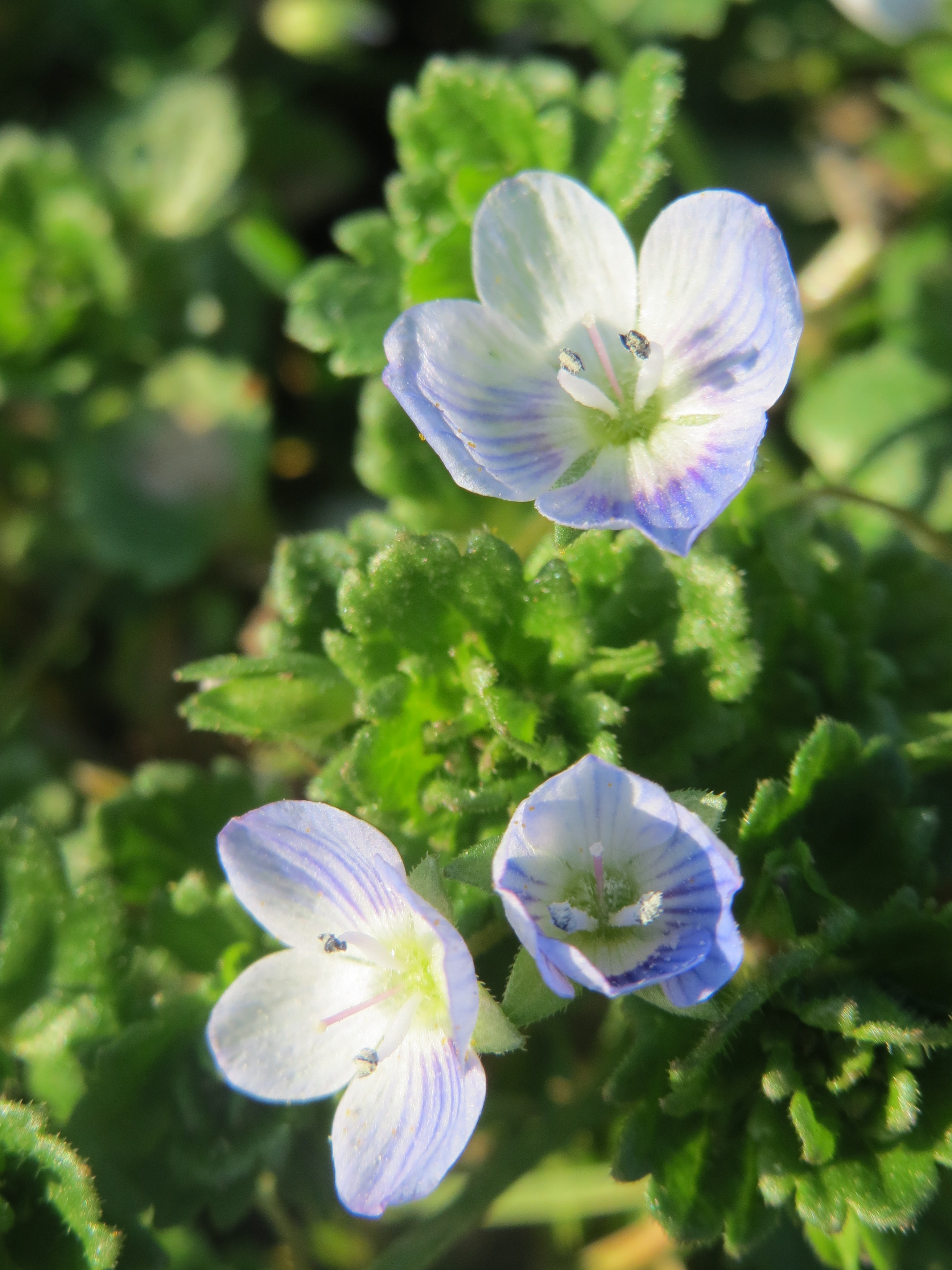
Veronica persica
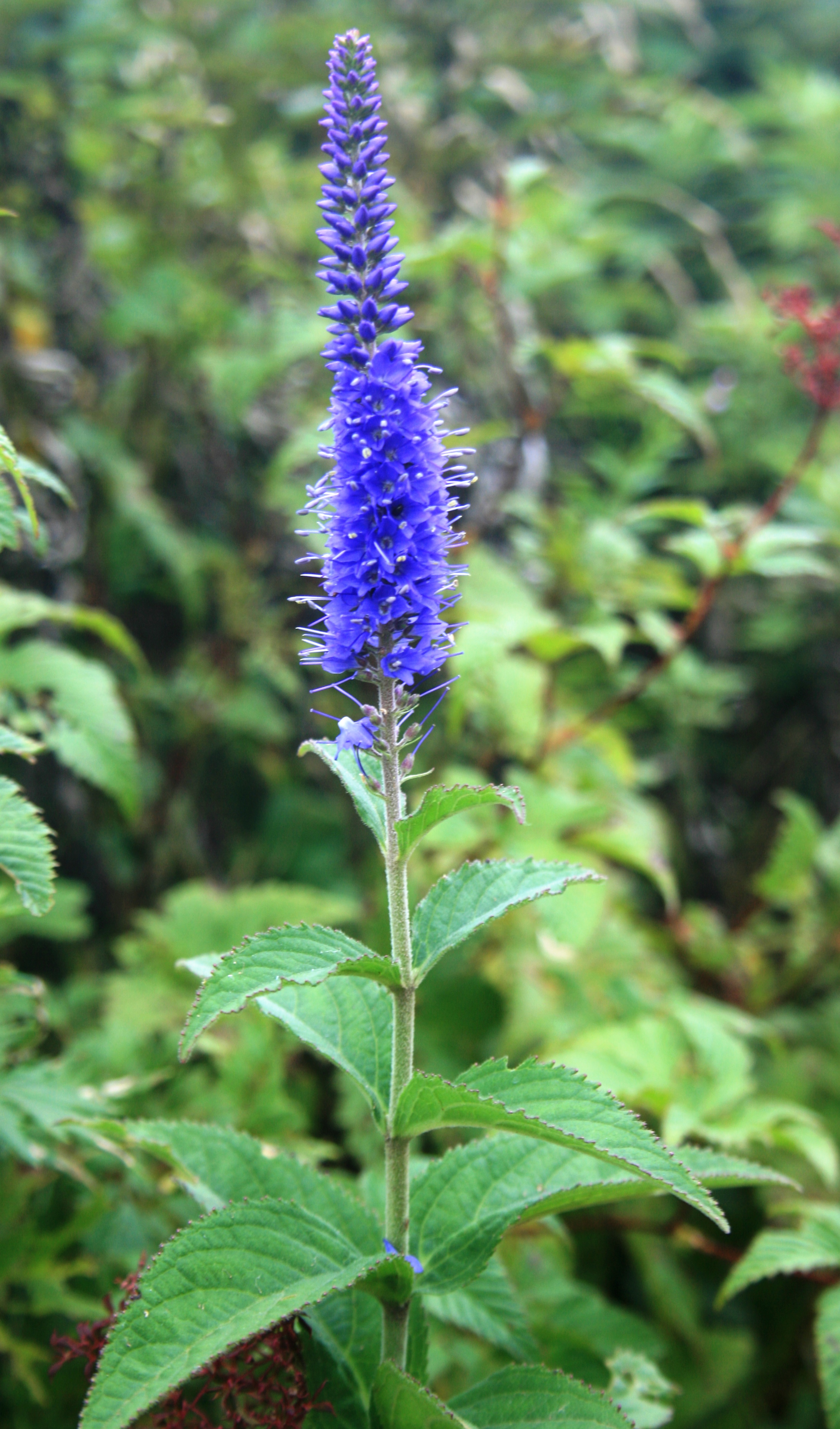
Veronica subsessilis
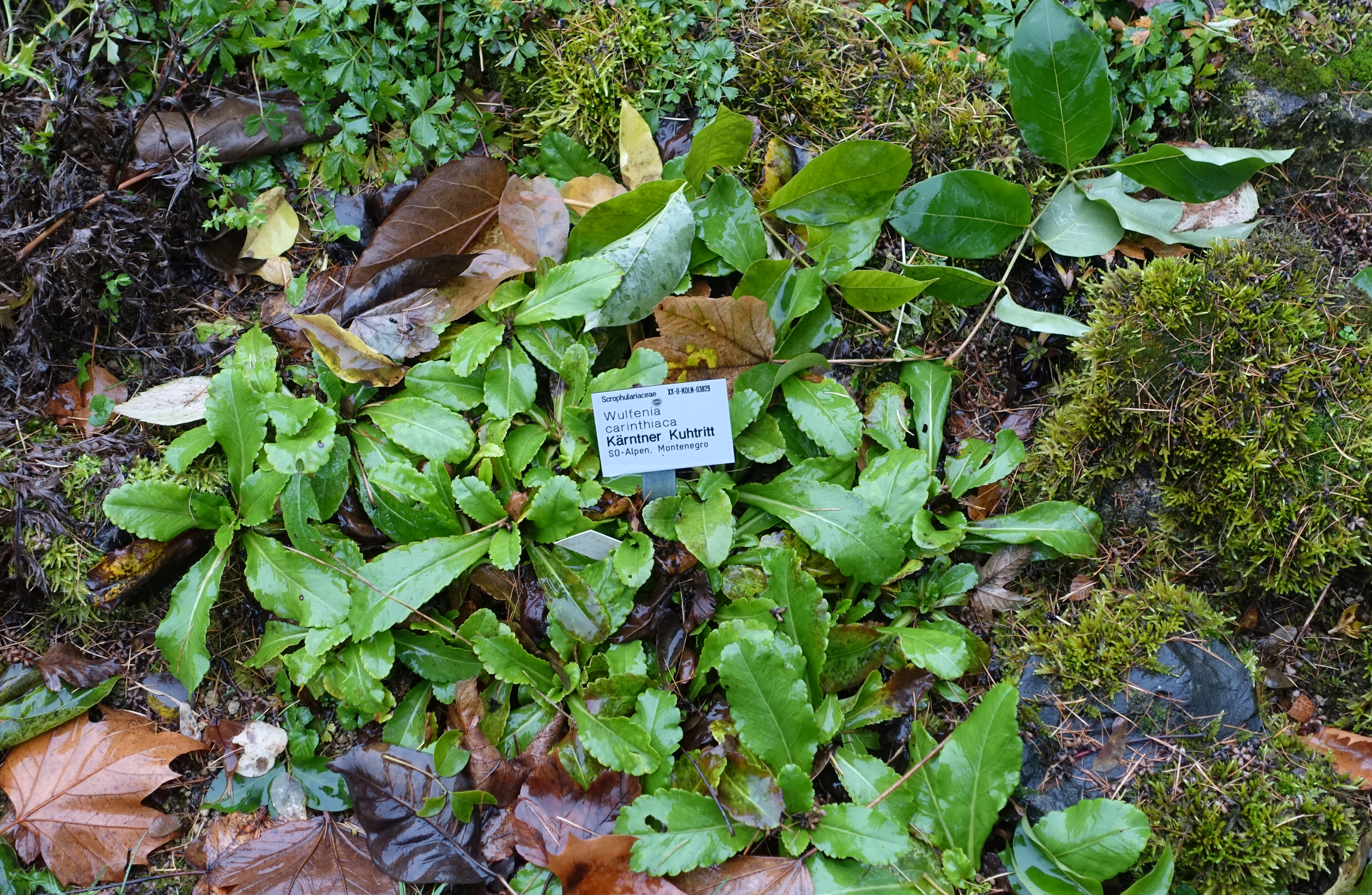
Wulfenia carintiaca
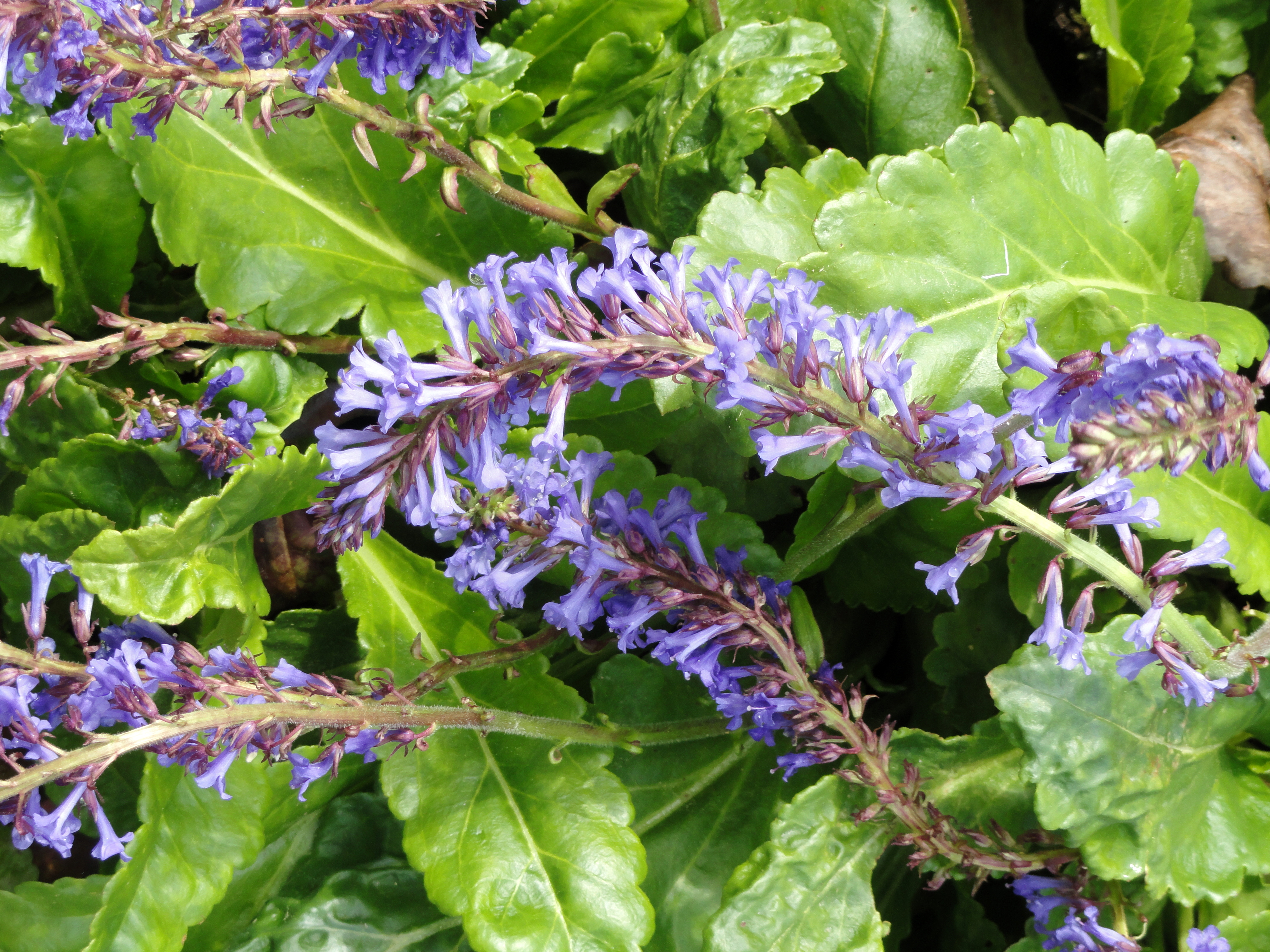
Wulfenia orientalis
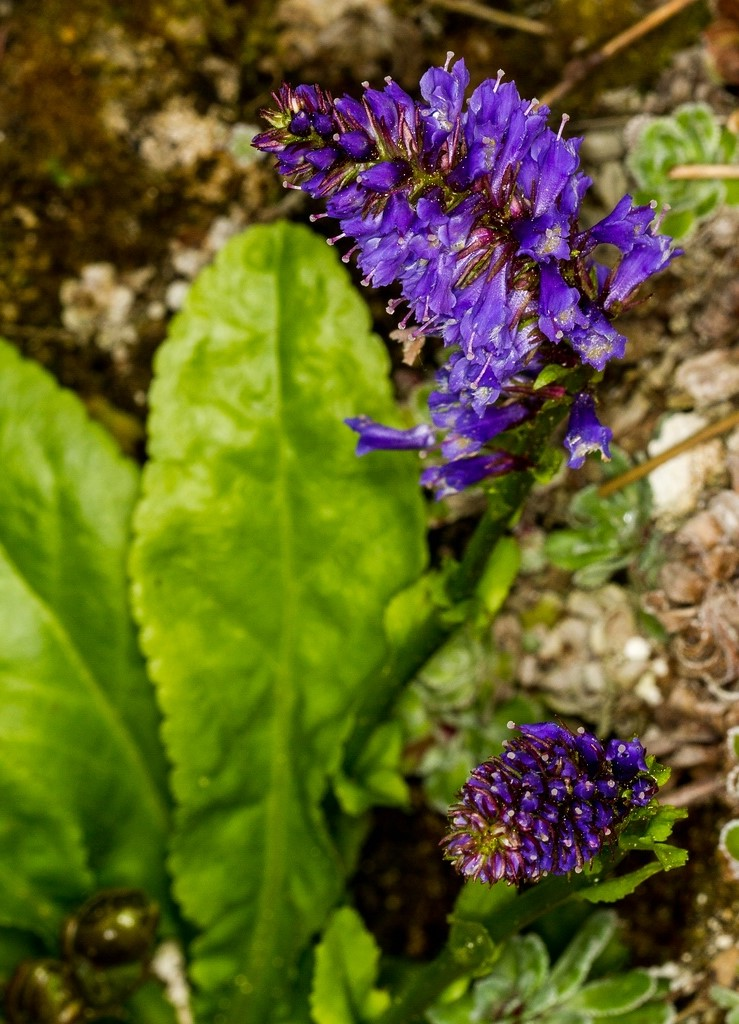
Wulfenia blecicii

### Tribù Angelonieae

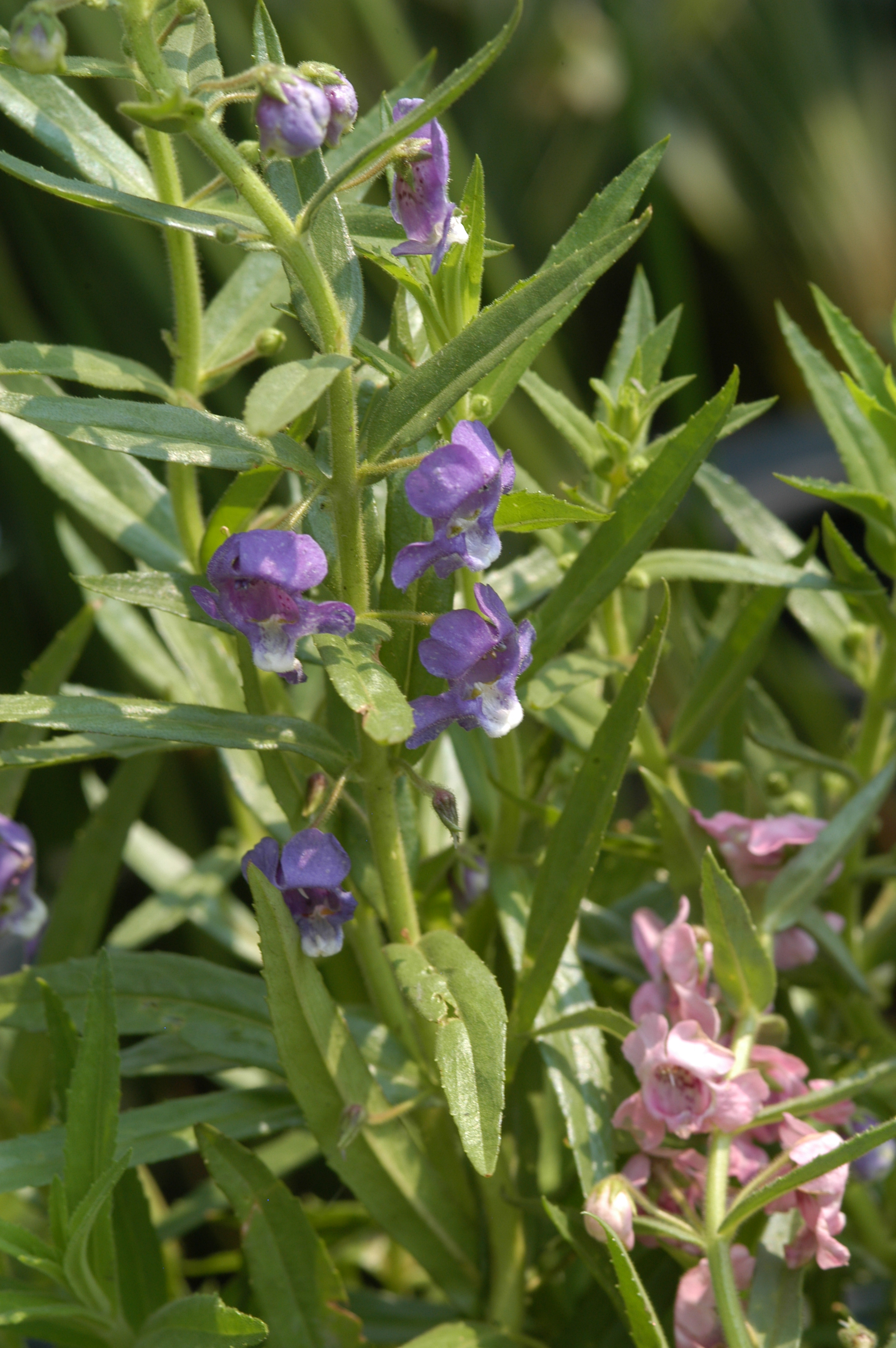
Angelonia biflora
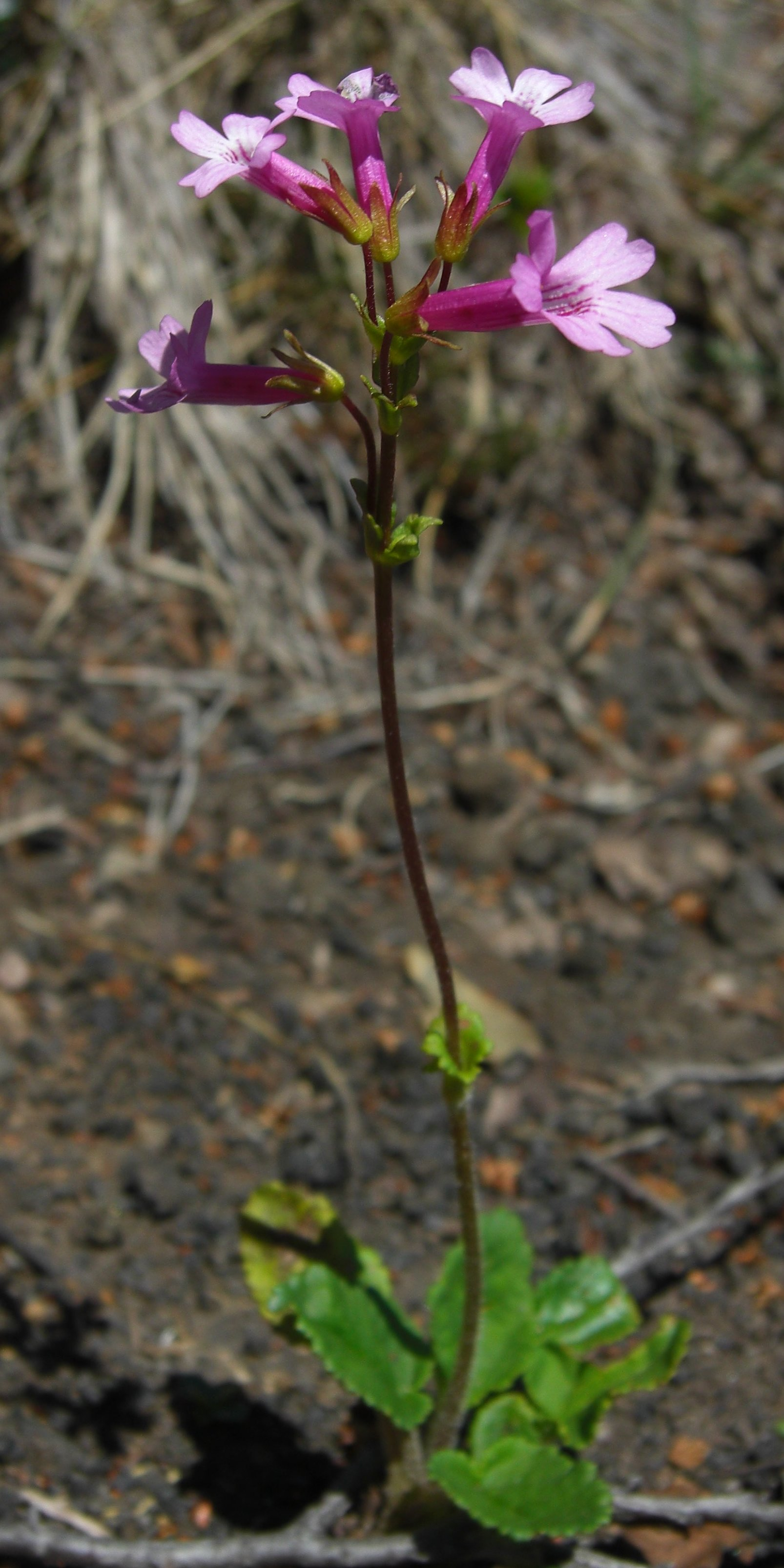
Ourisia alpina
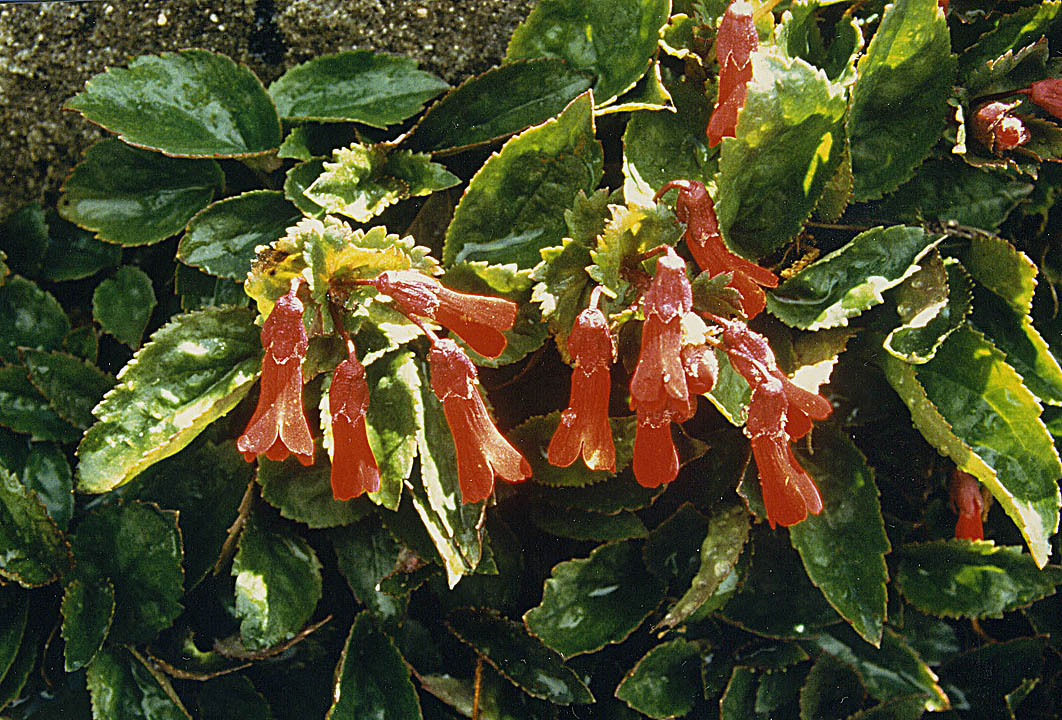
Ourisia ruellioides
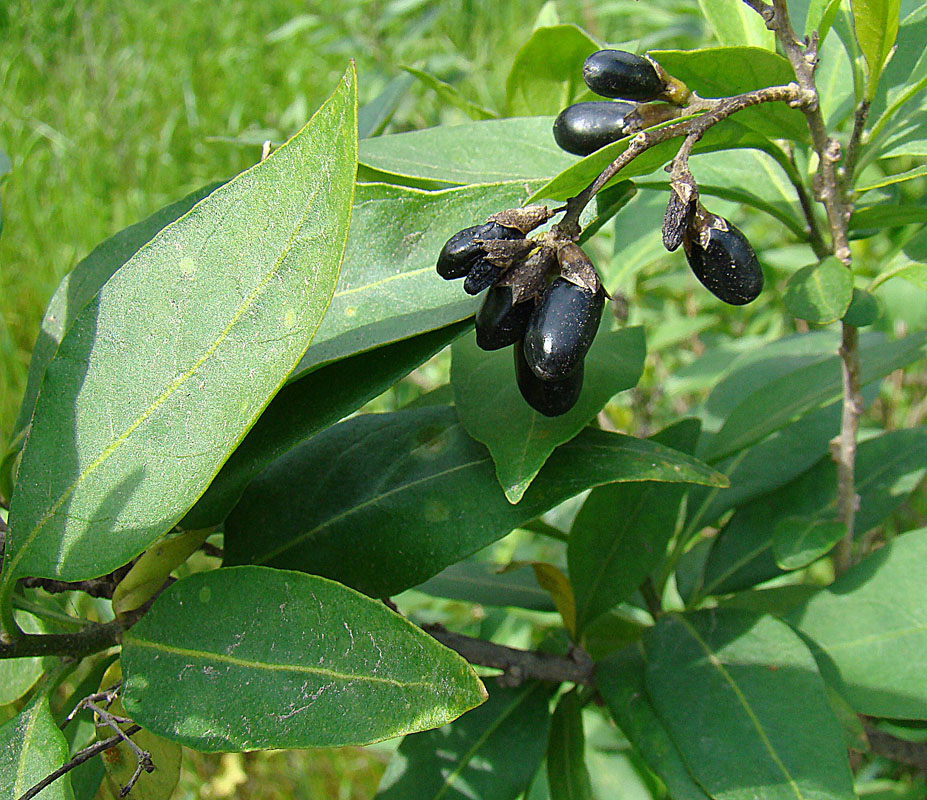
Monttea chilensis
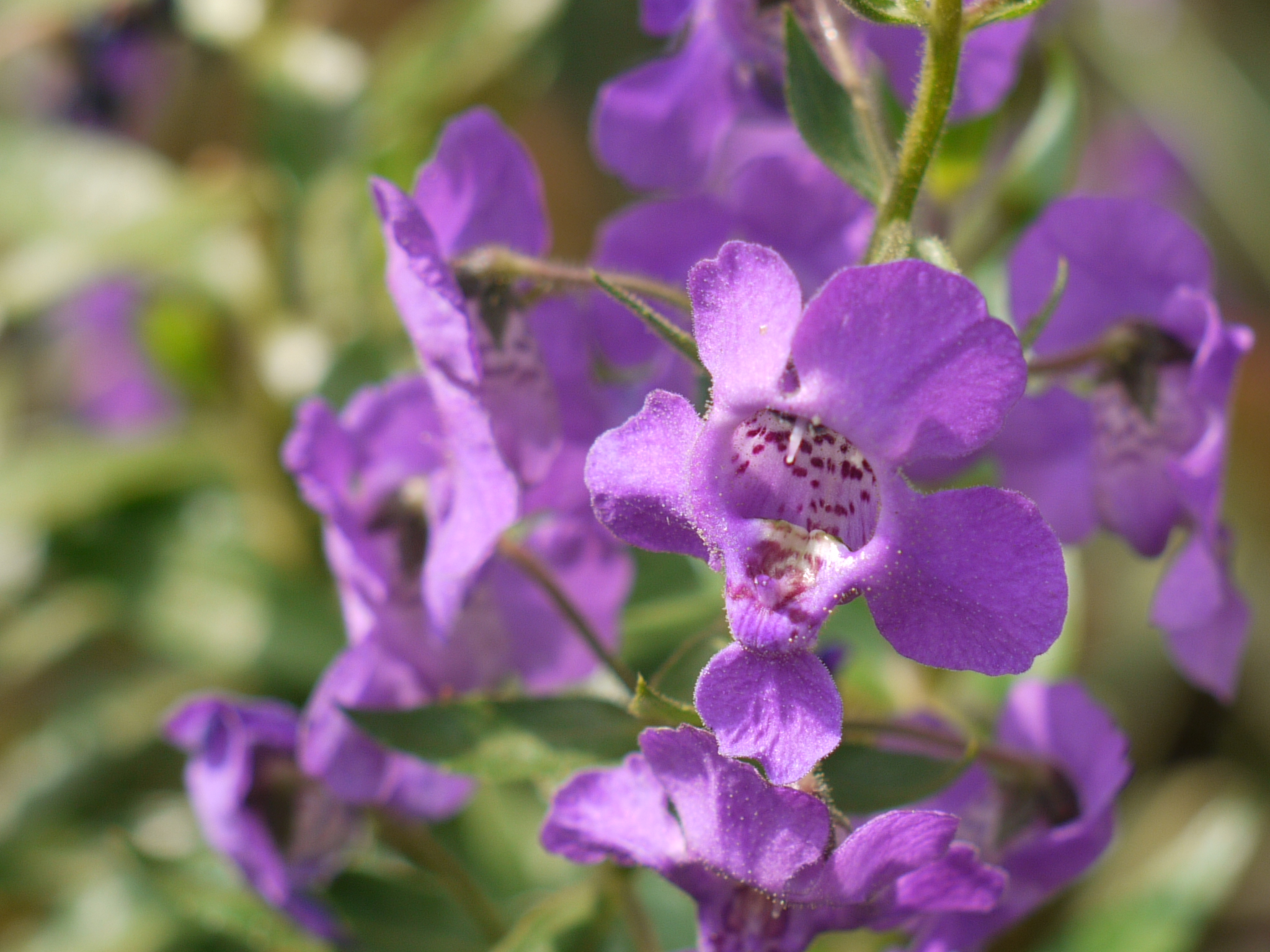
Angelonia angustifolia
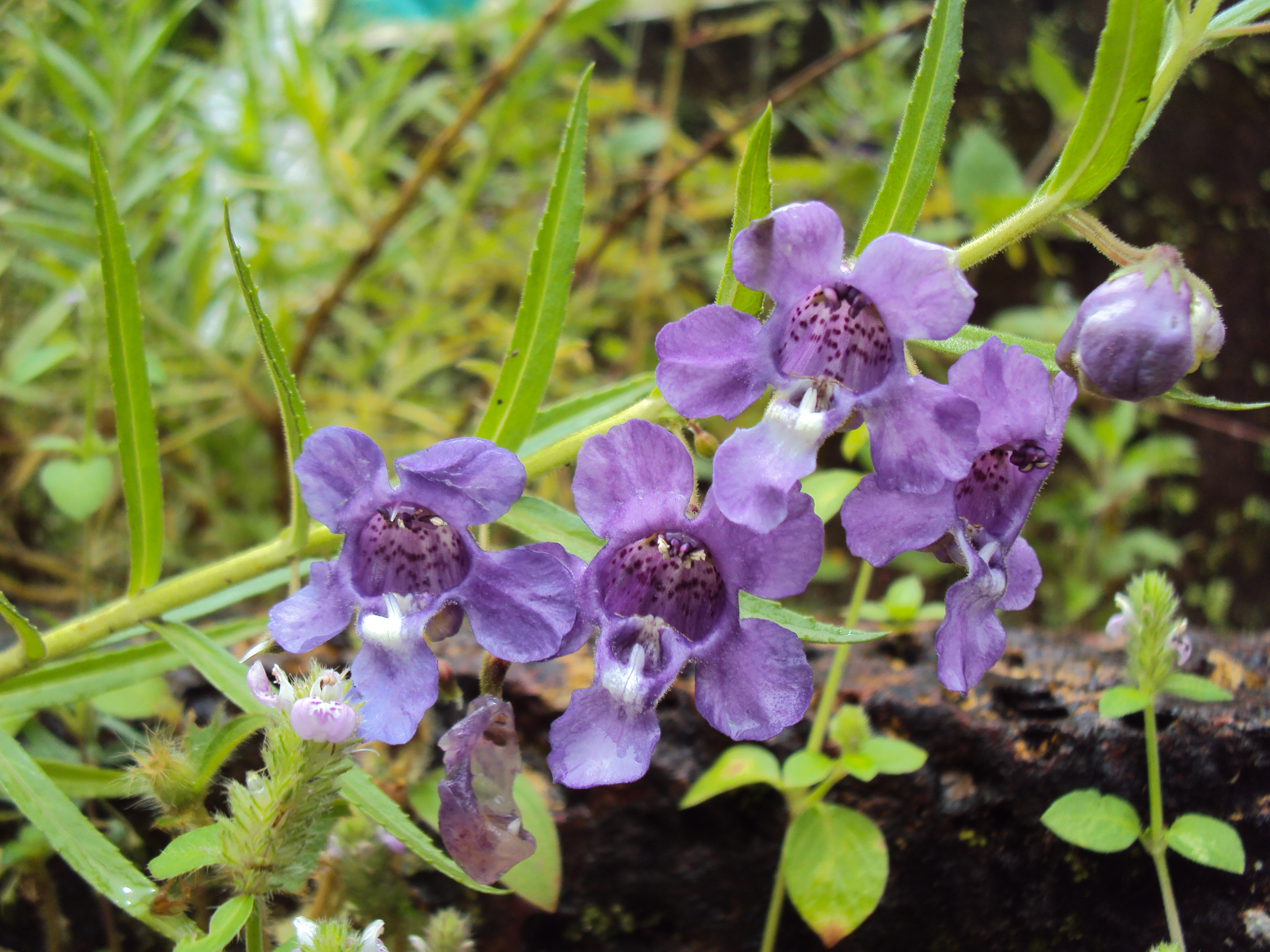
Angelonia salicariifolia
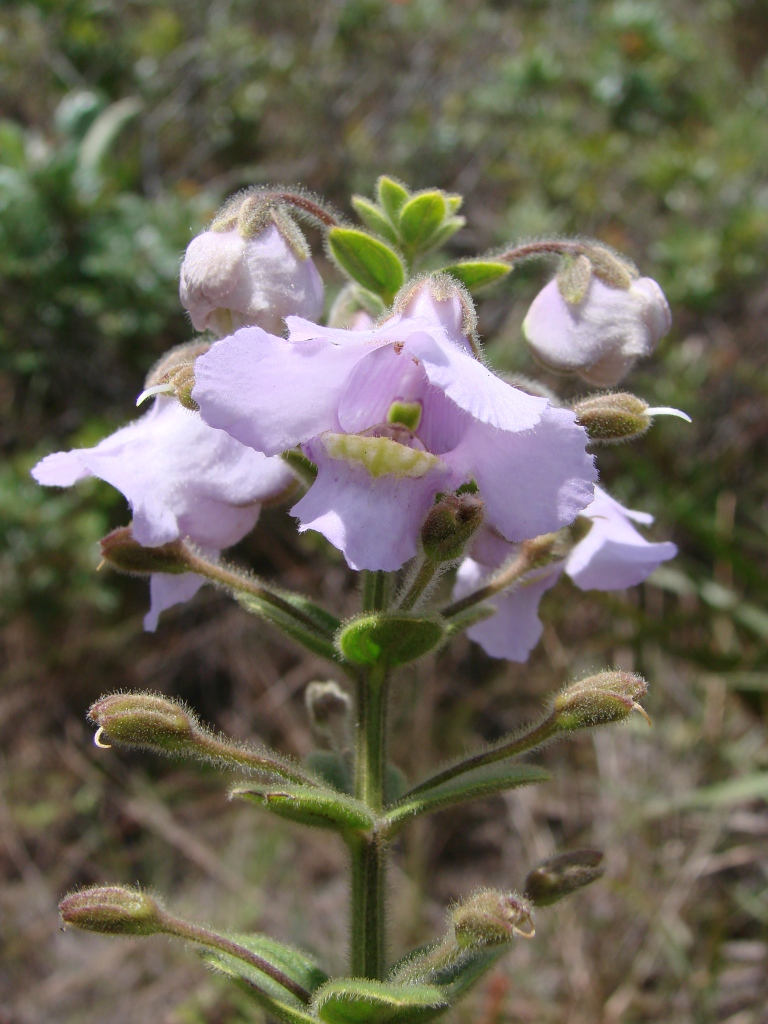
Angelonia verticillata
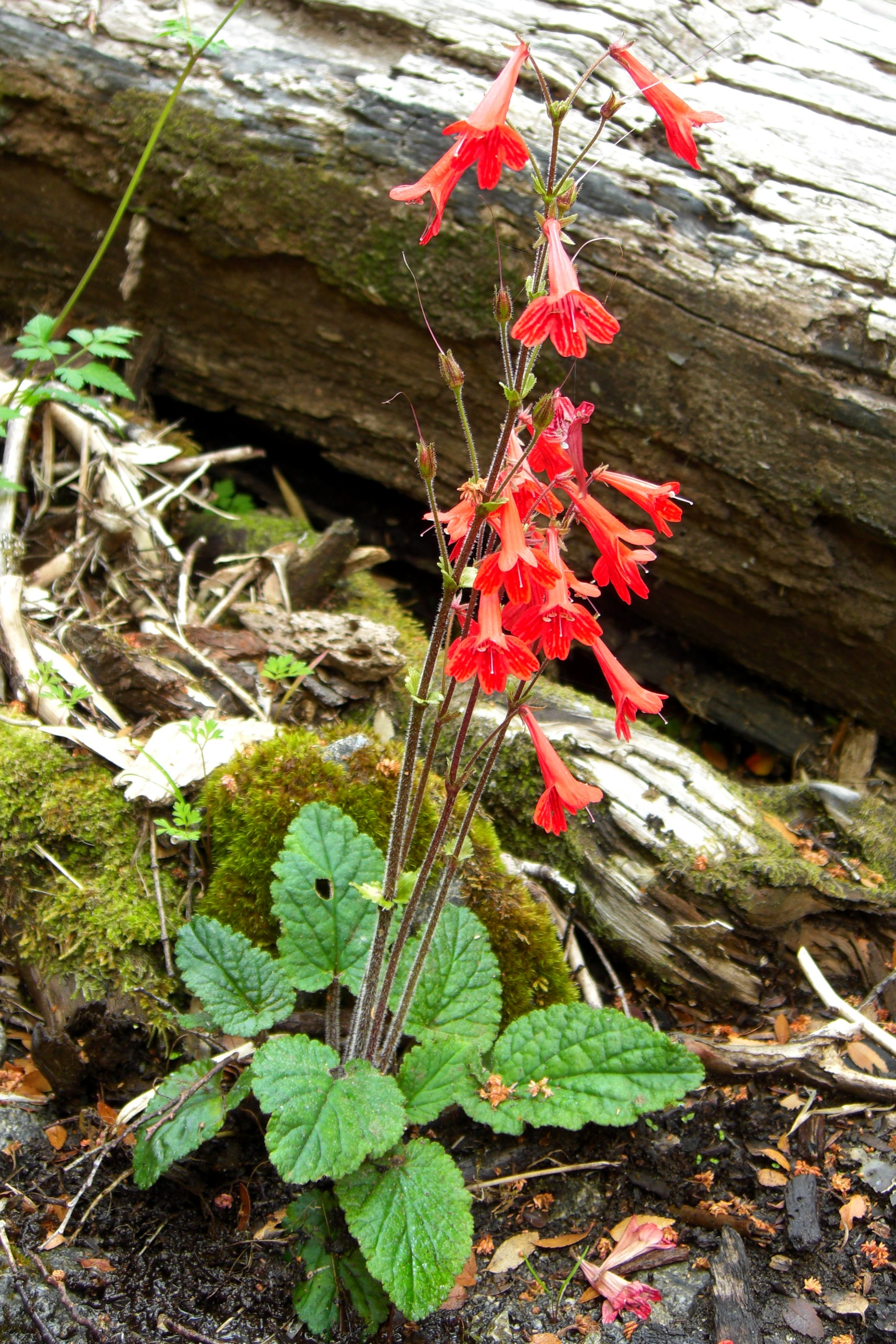
Ourisia coccinea

### Tribù Gratioleae

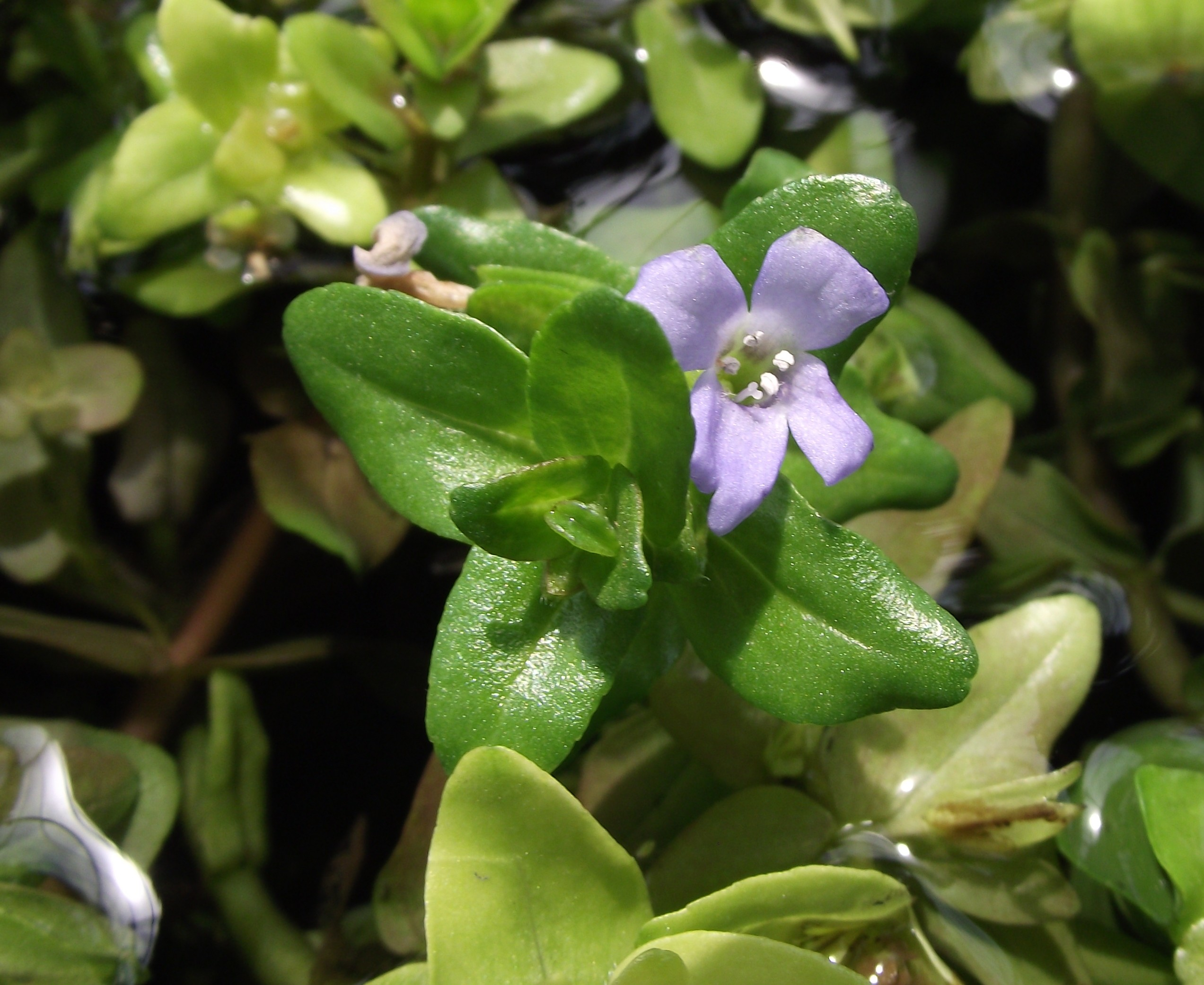
Bacopa caroliniana
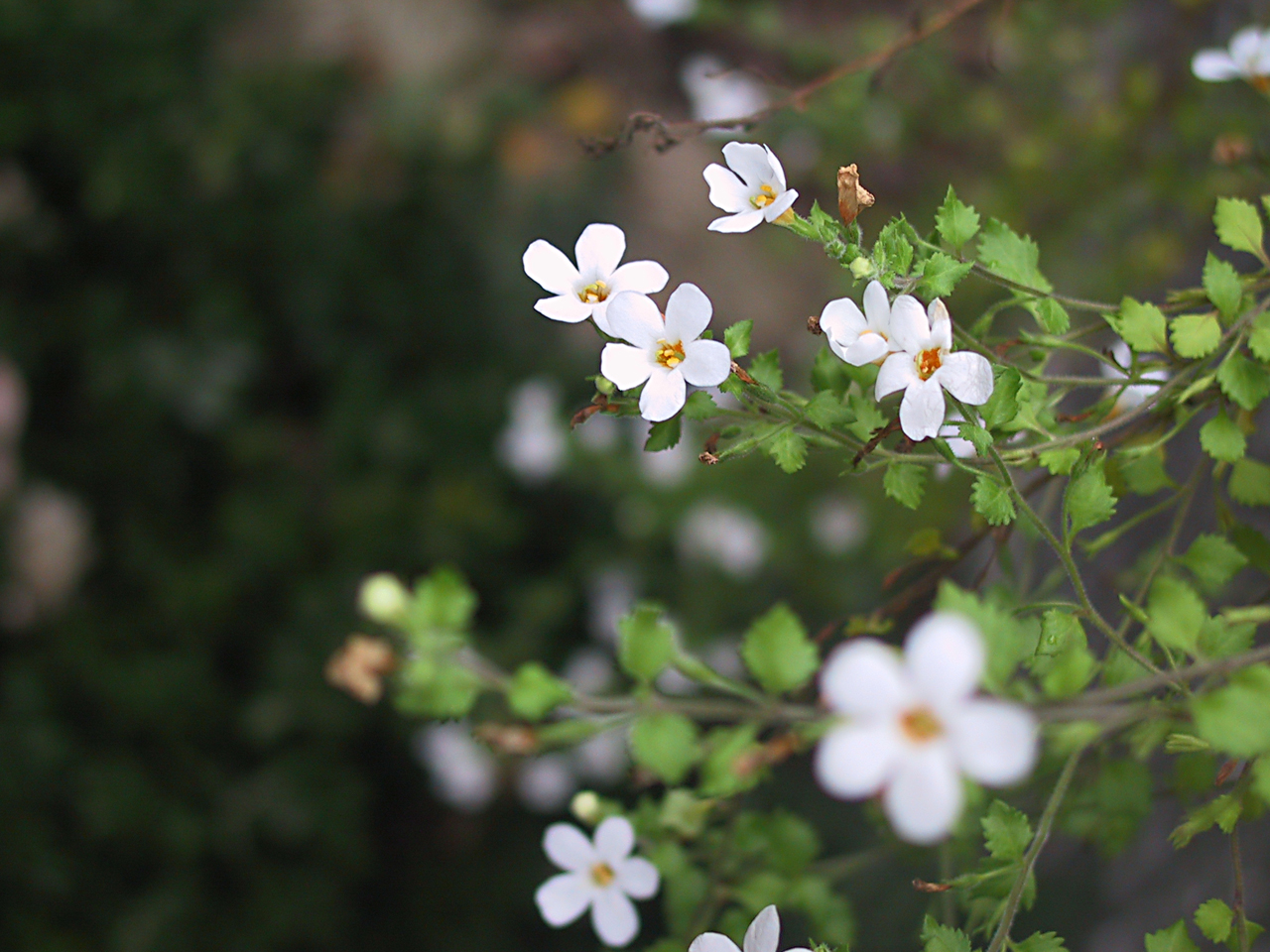
Bacopa diffusa
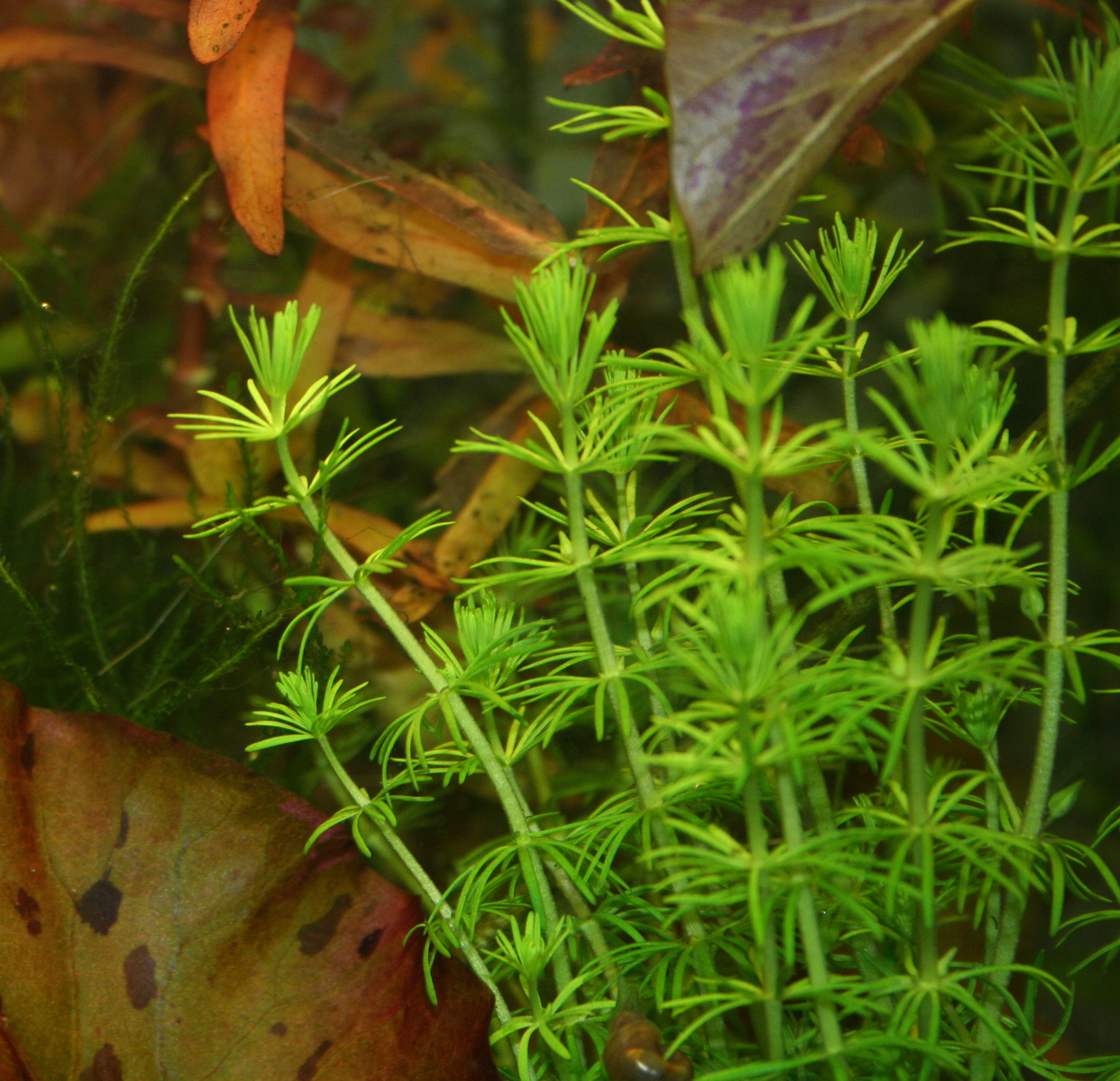
Bacopa myriophylloides
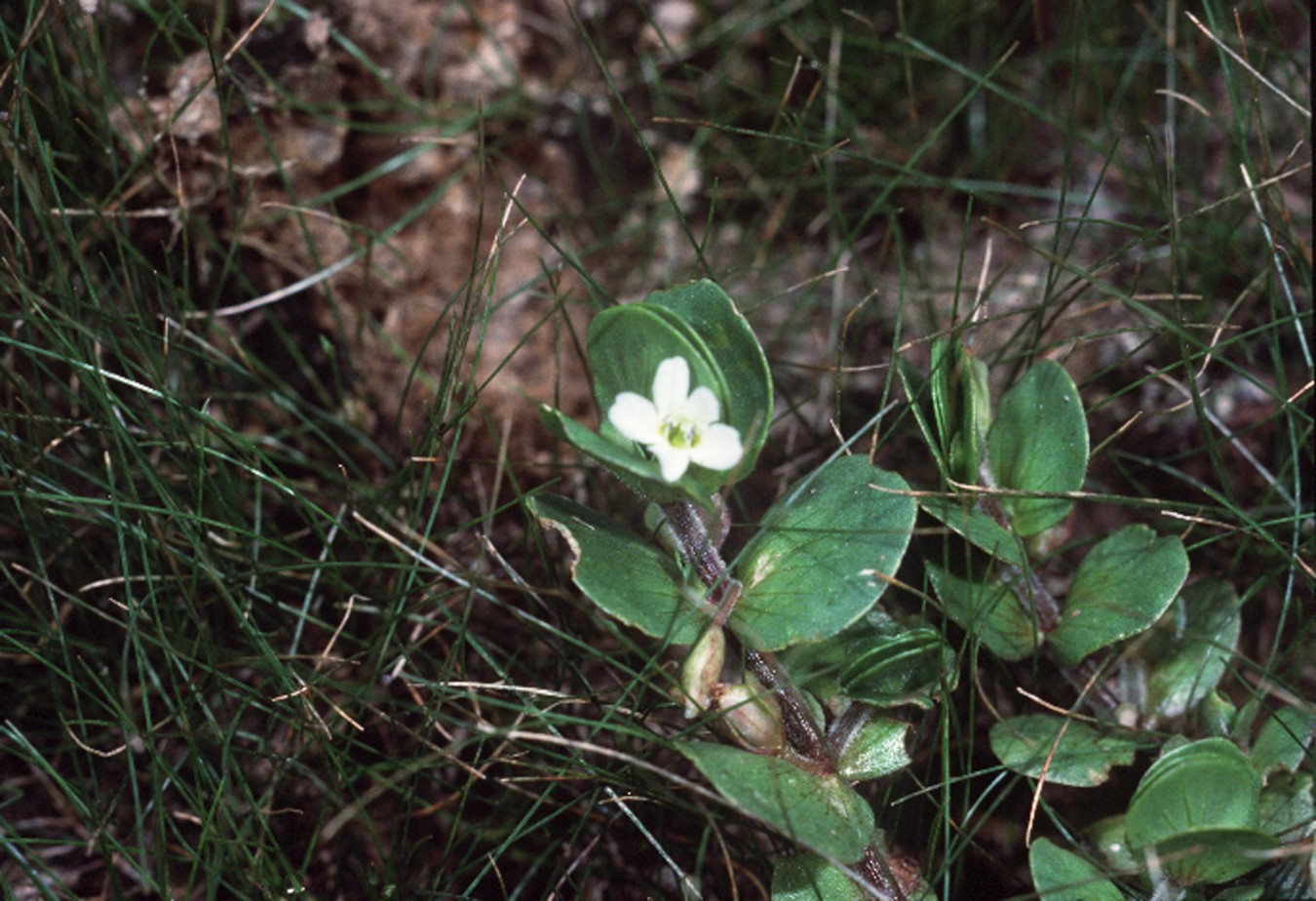
Bacopa rotundifolia
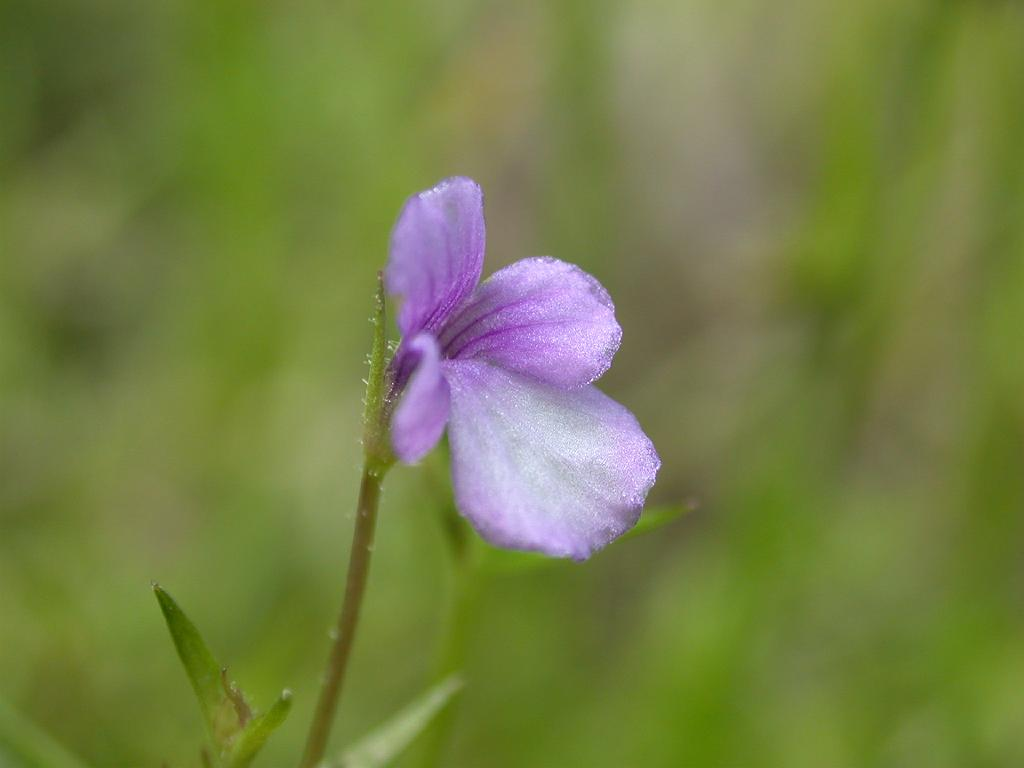
Deinostema violaceum
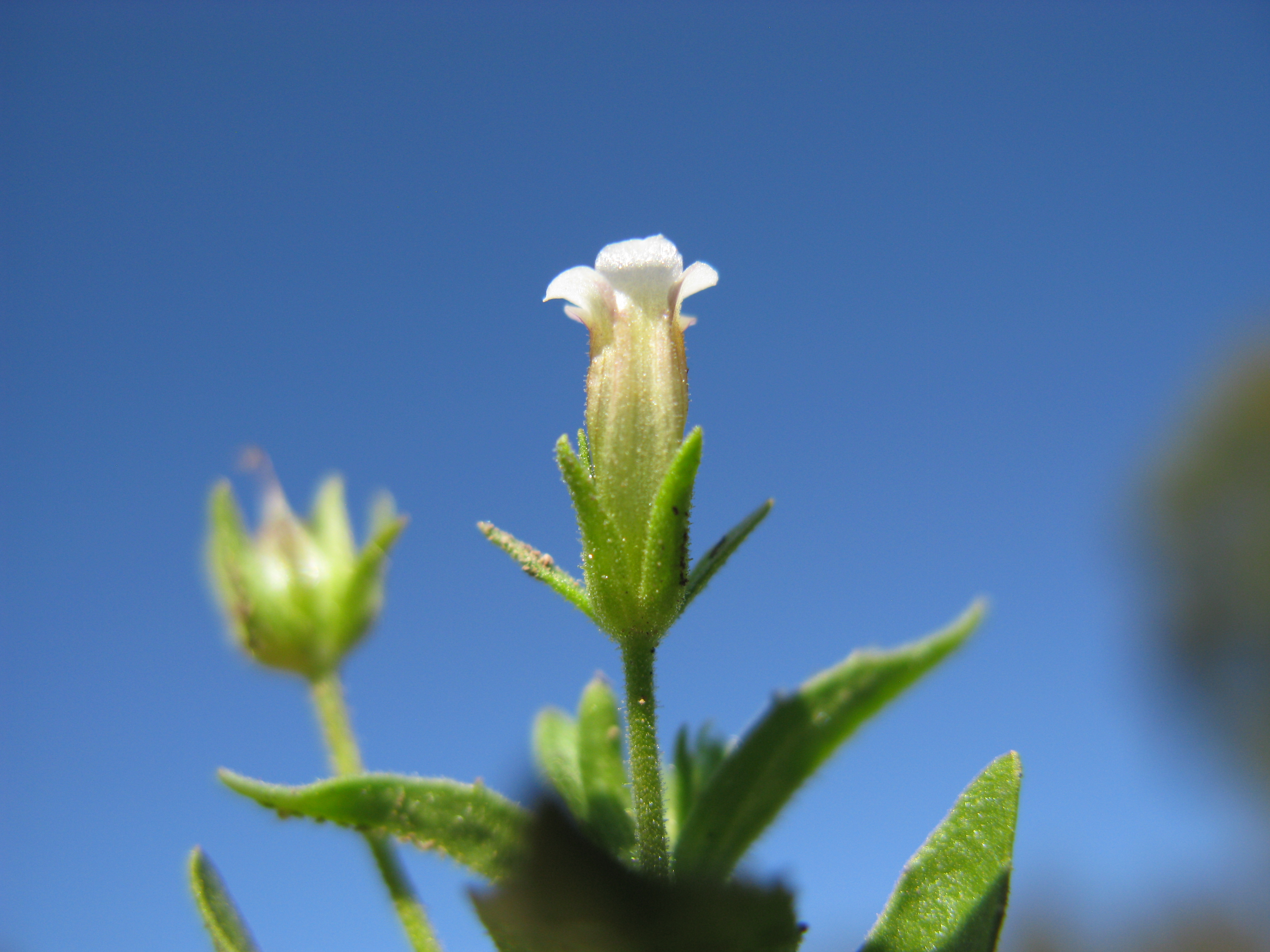
Gratiola pedunculata
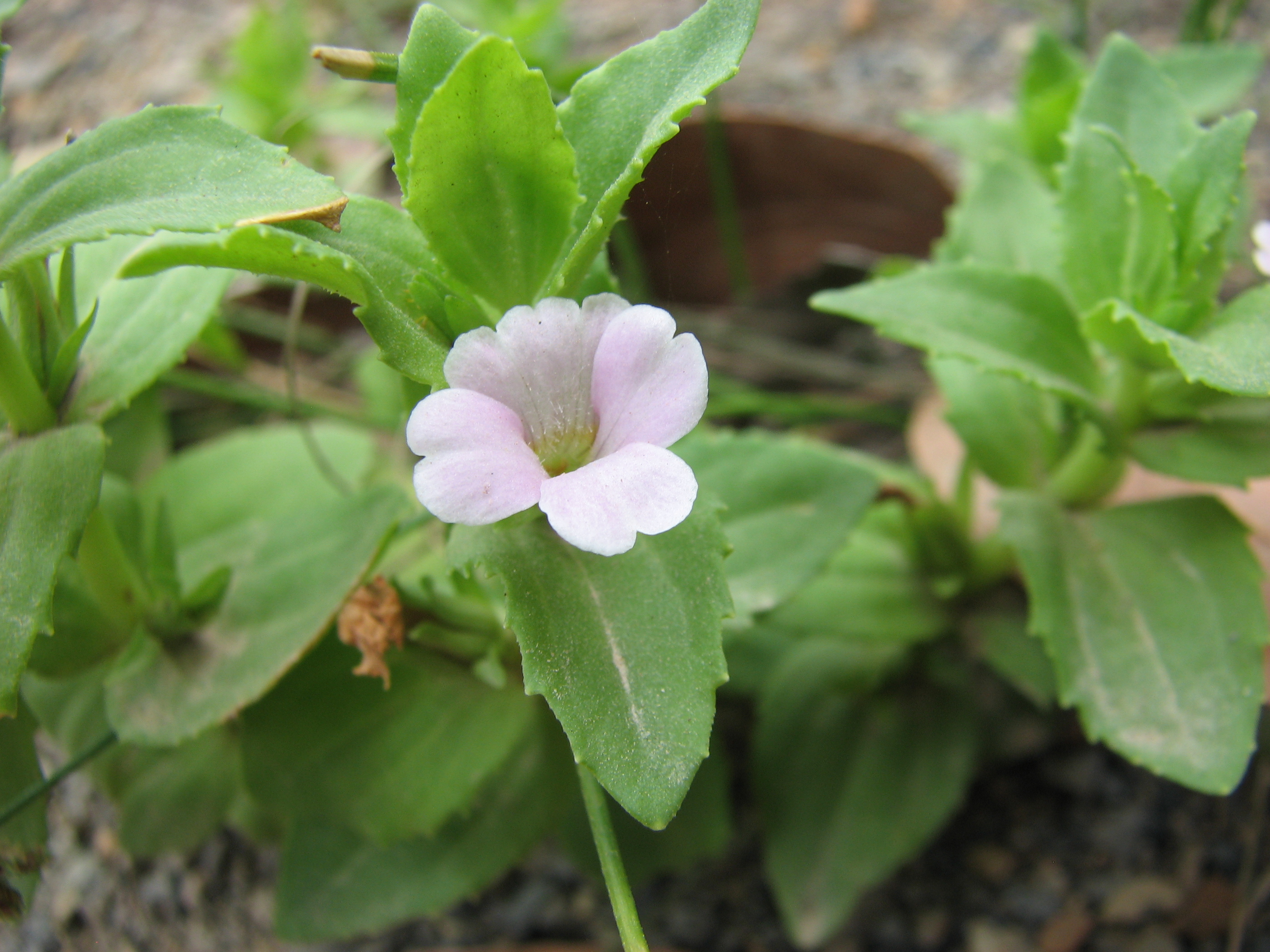
Gratiola peruviana
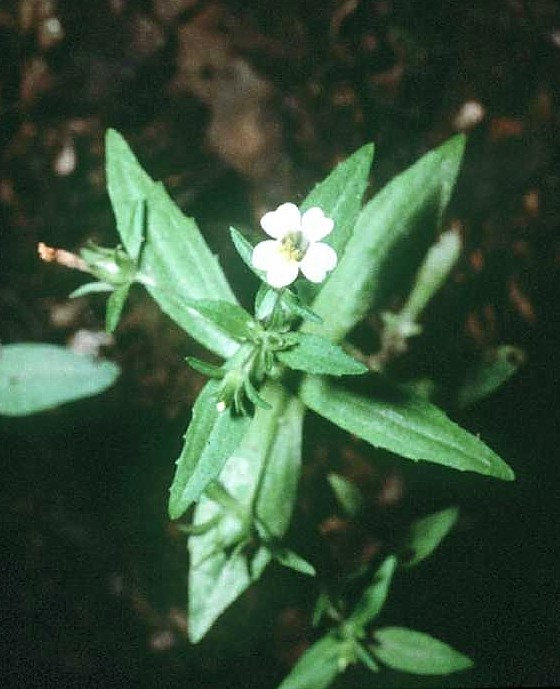
Gratiola neglecta
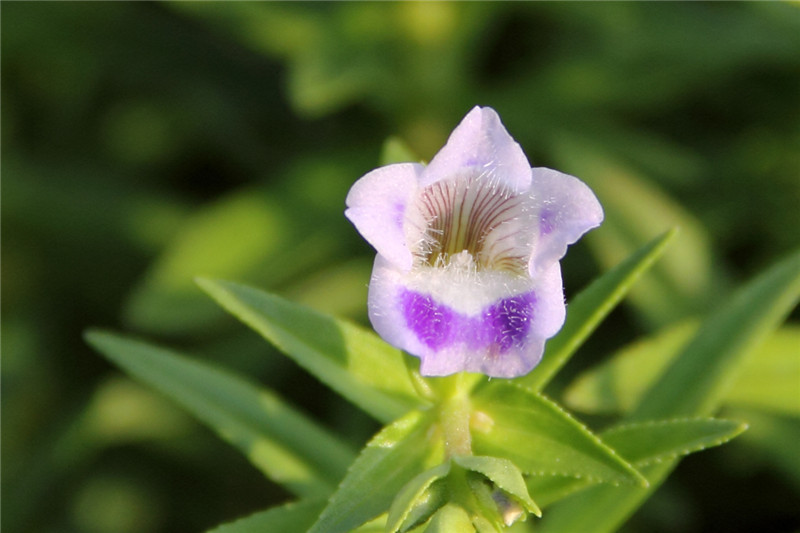
Limnophila heterophylla
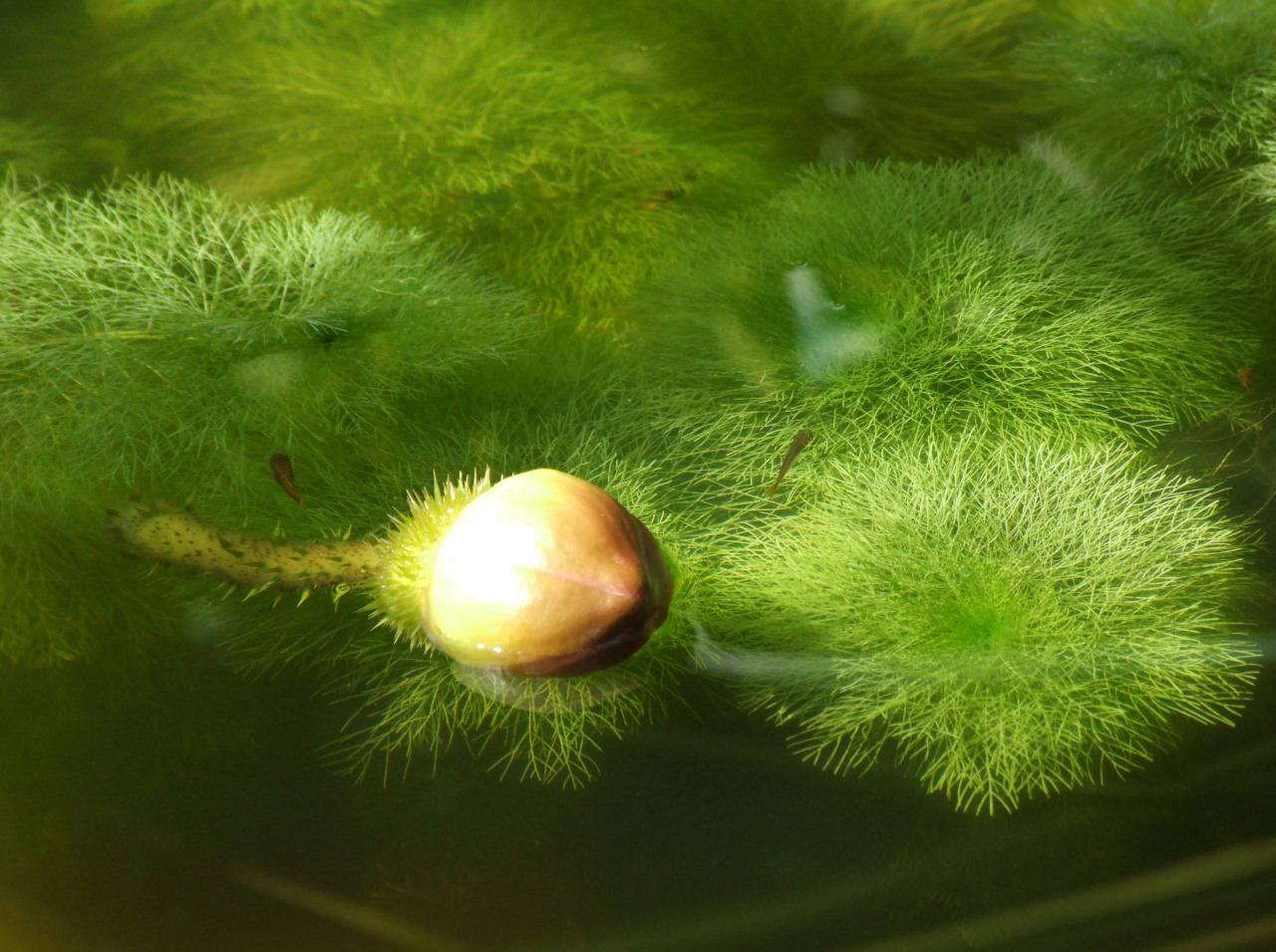
Limnophila aquatica
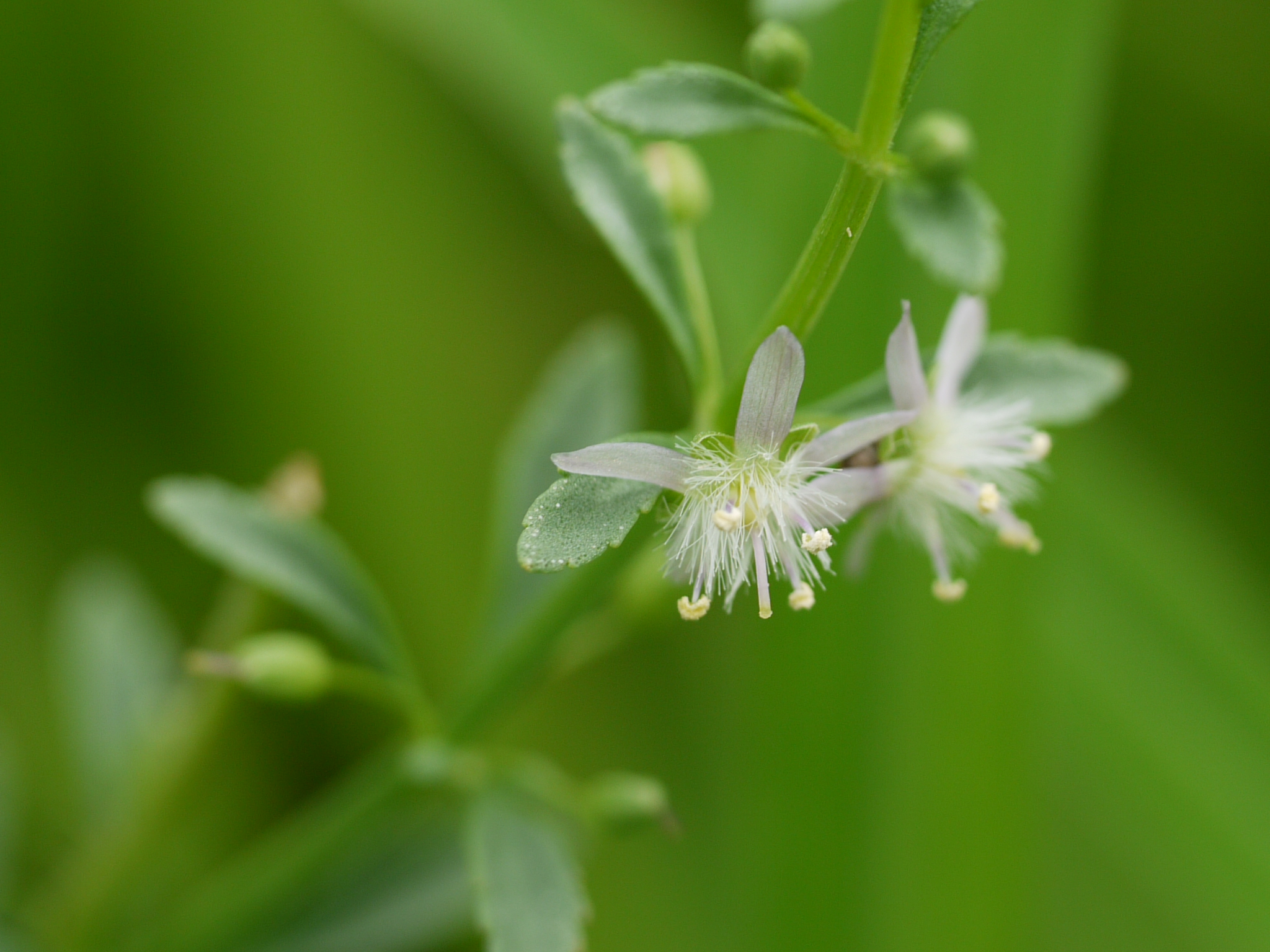
Scoparia dulcis
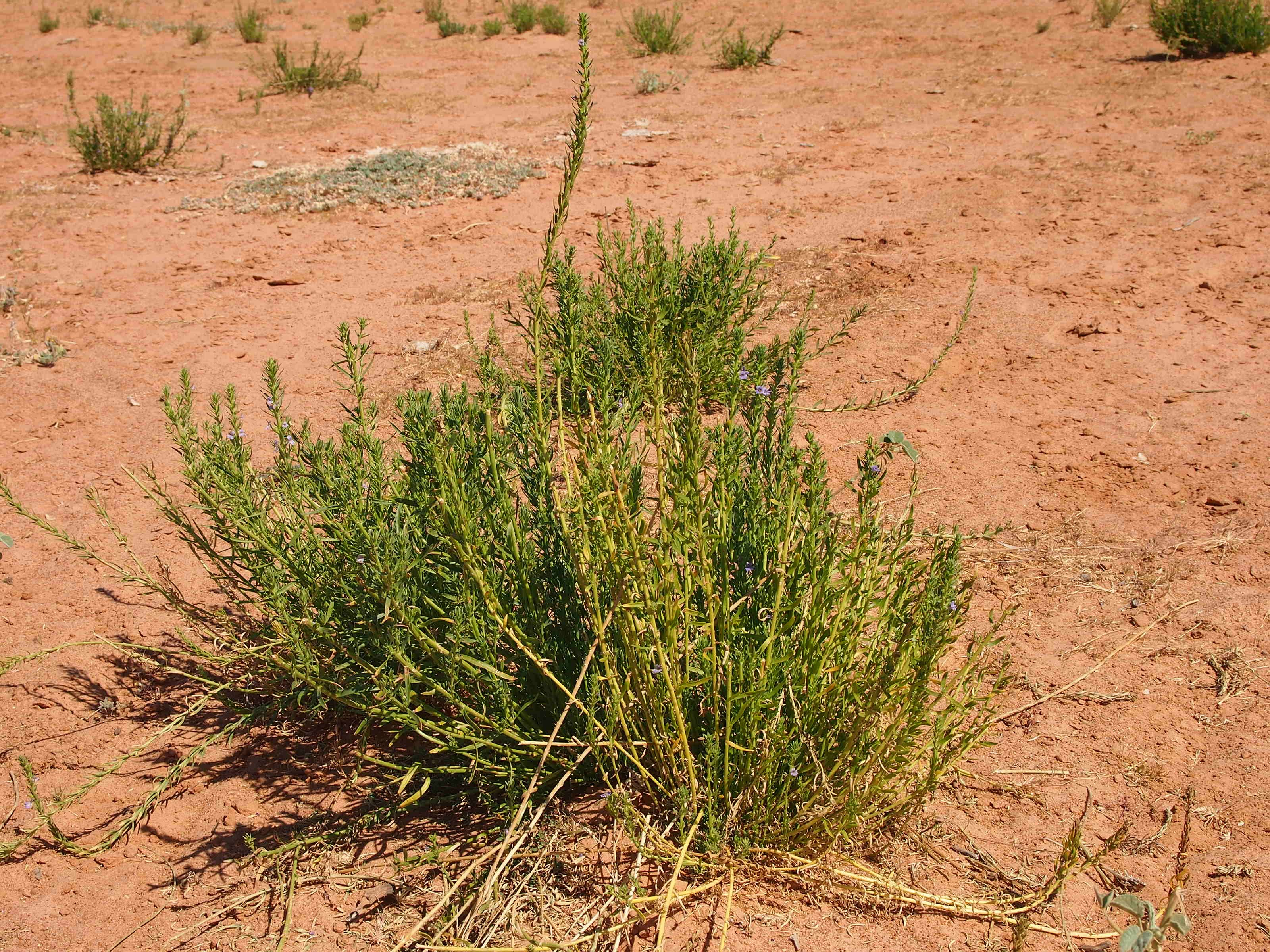
Stemodia florulenta
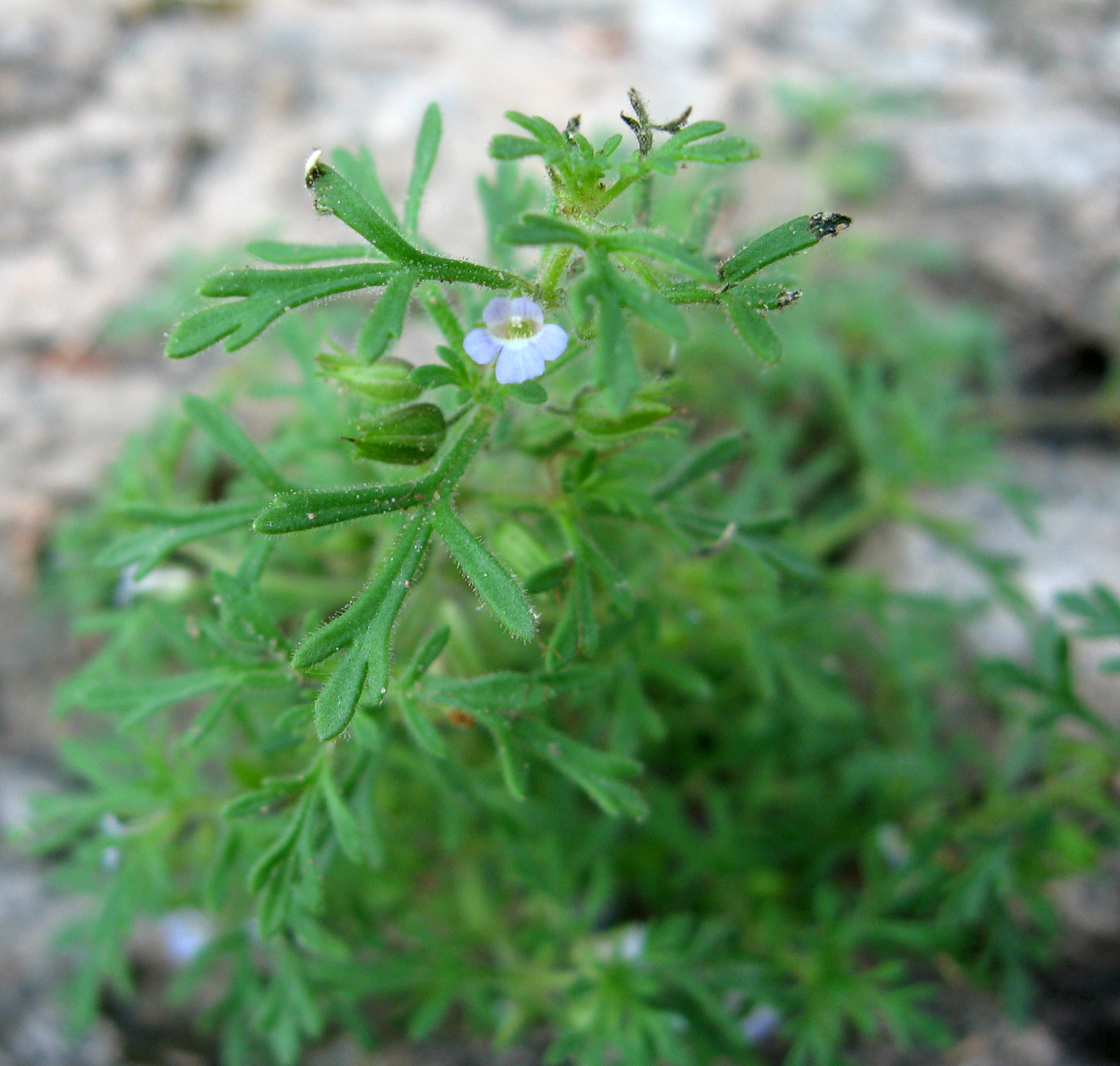
Leucospora multifida
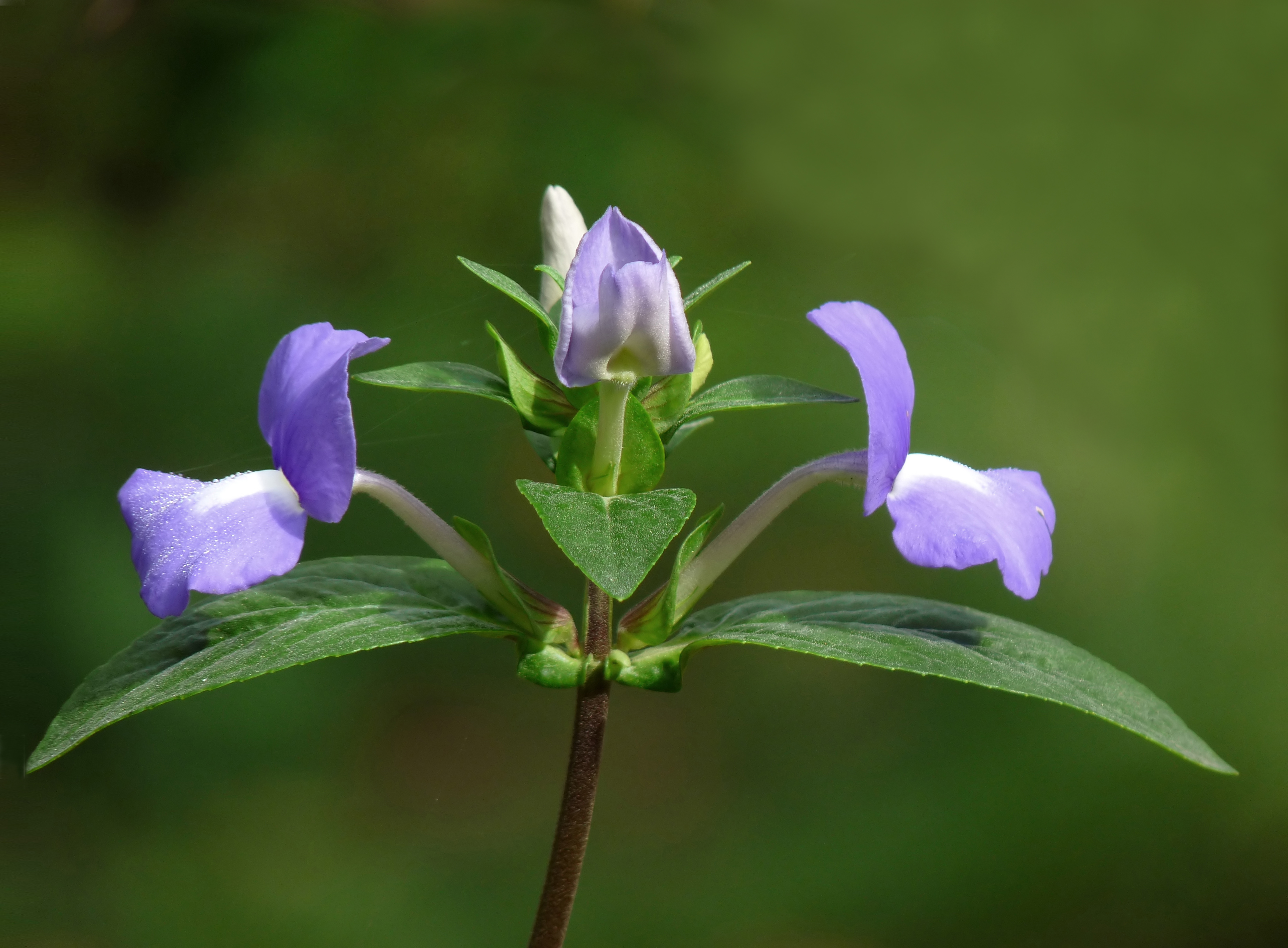
Achetaria azurea
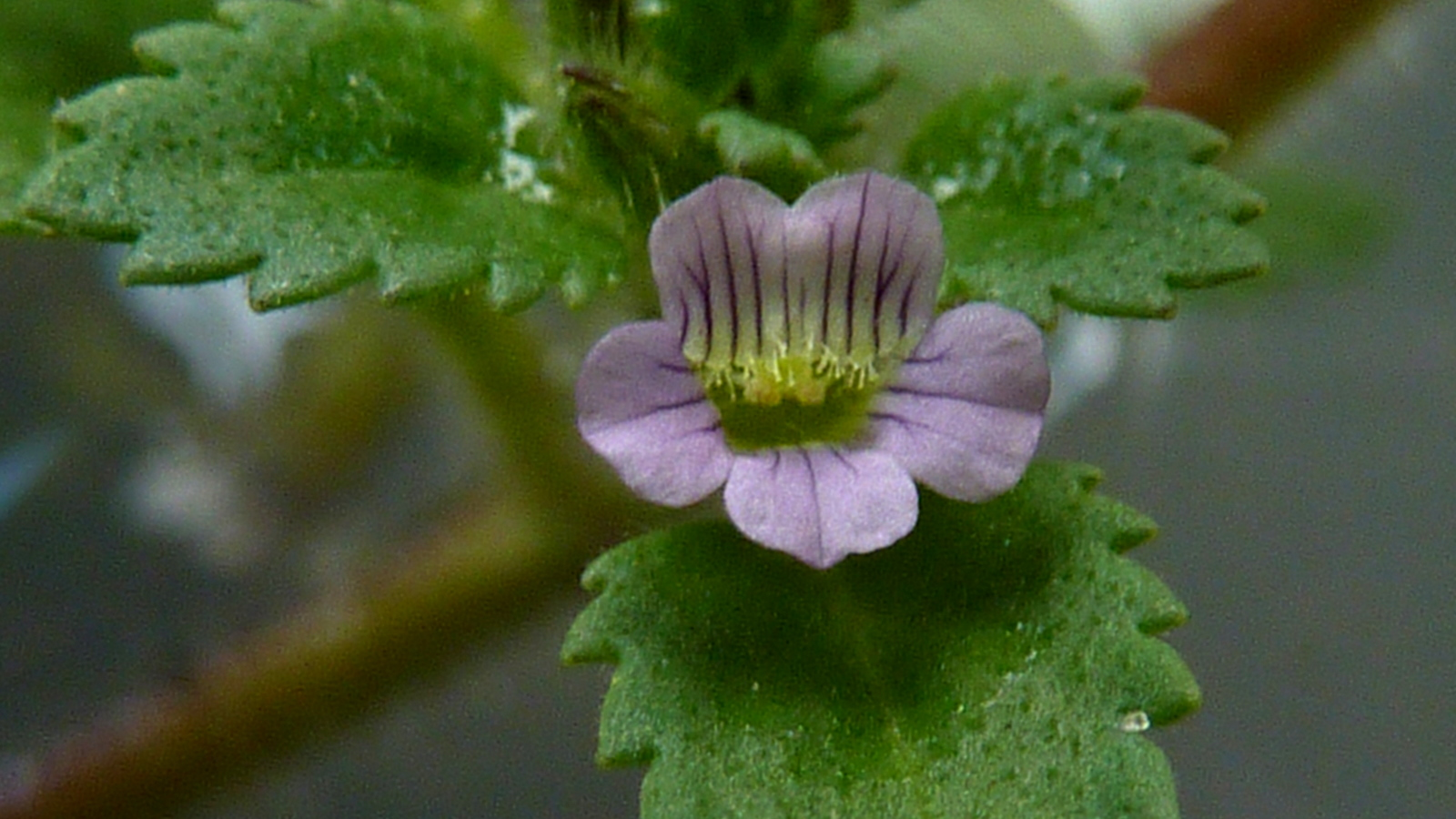
Stemodia verticillata
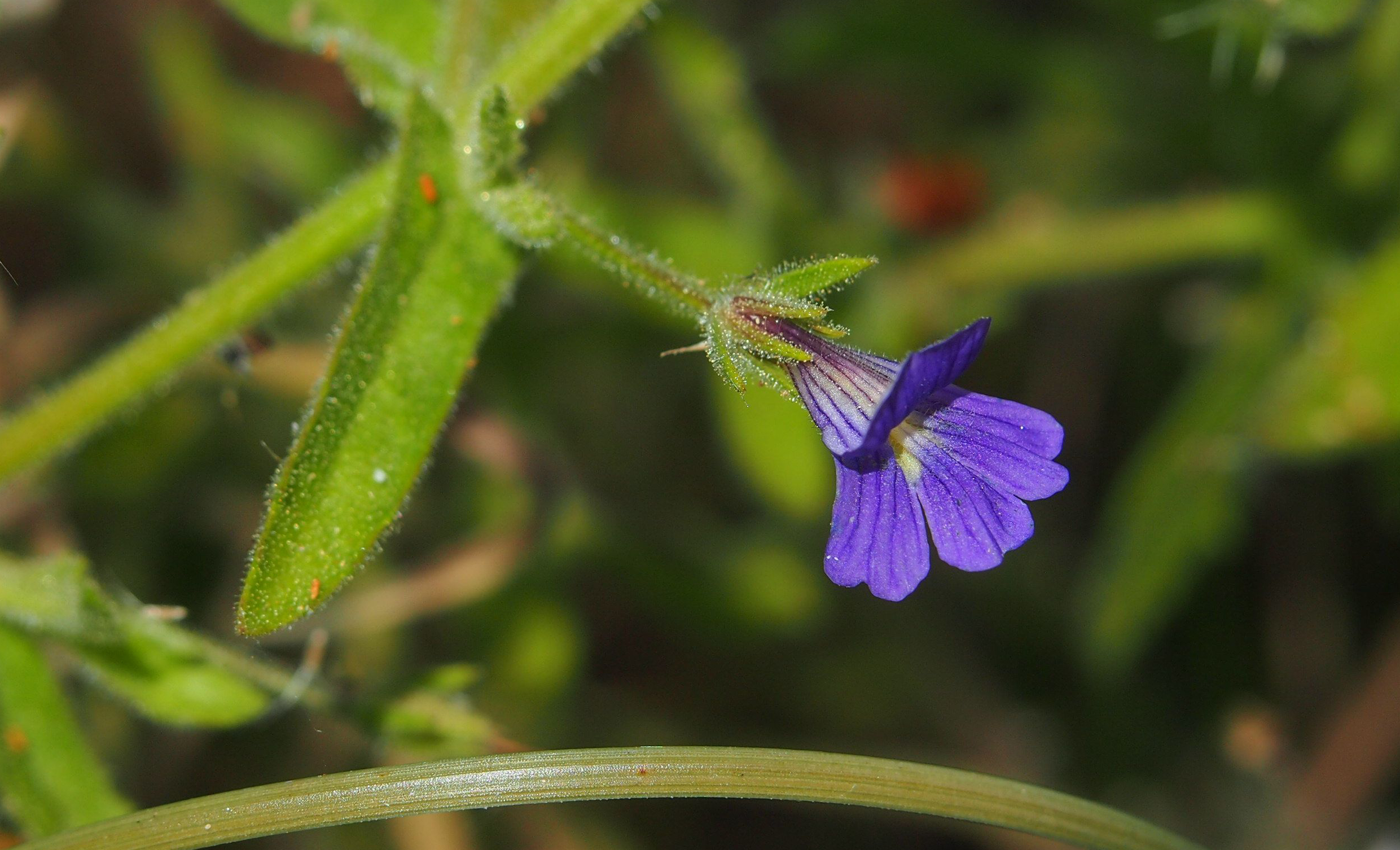
Stemodia viscosa
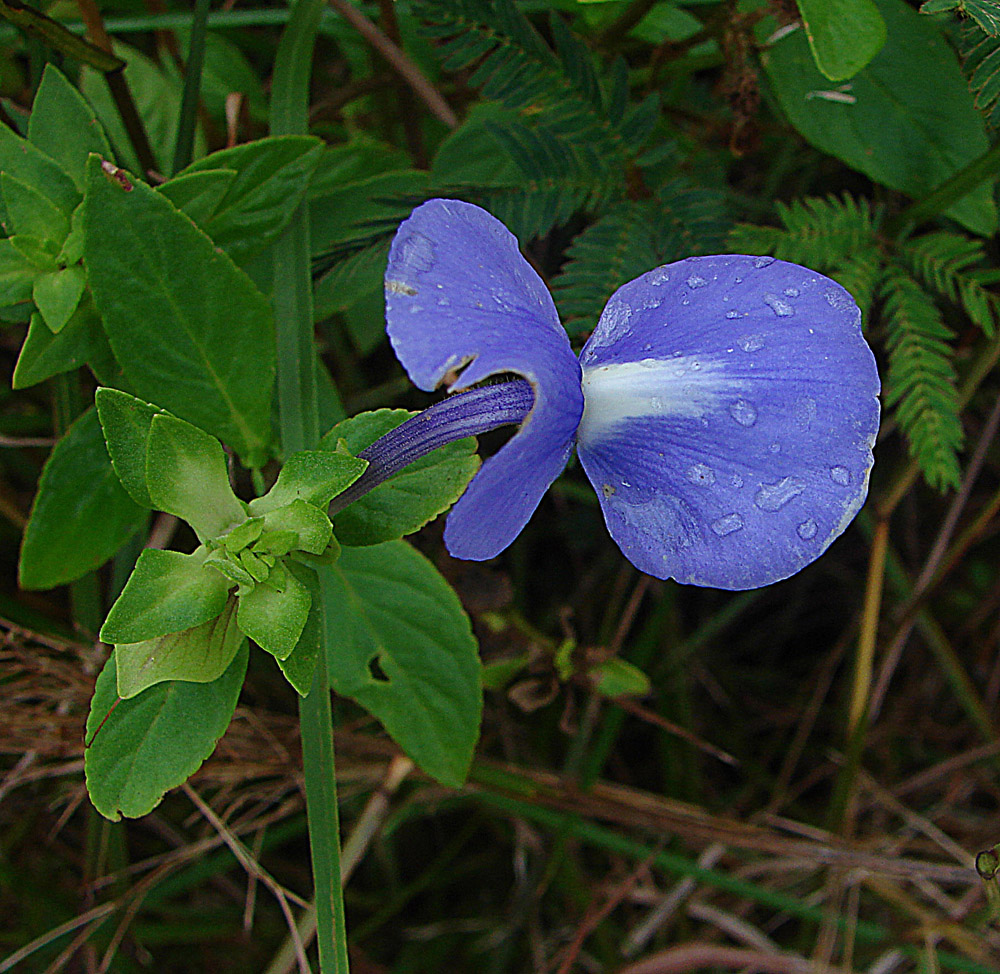
Achetaria azurea

### Tribù Callitricheae

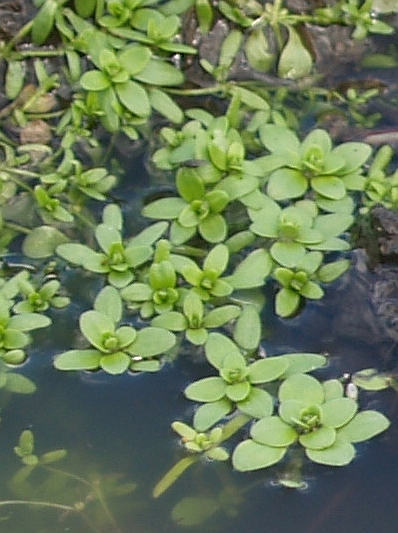
Callitriche palustris

### Tribù Globularieae

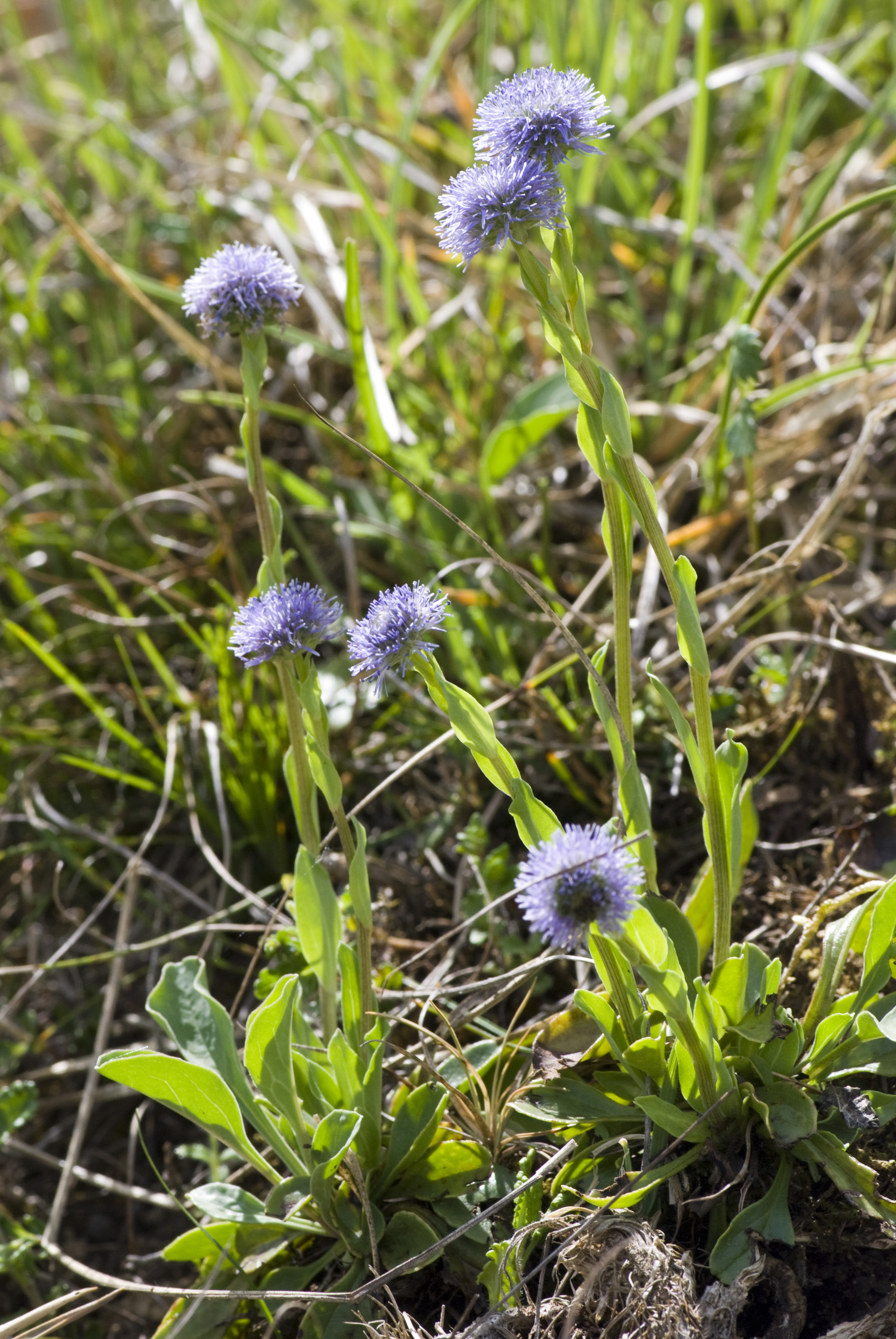
Globularia bisnagarica
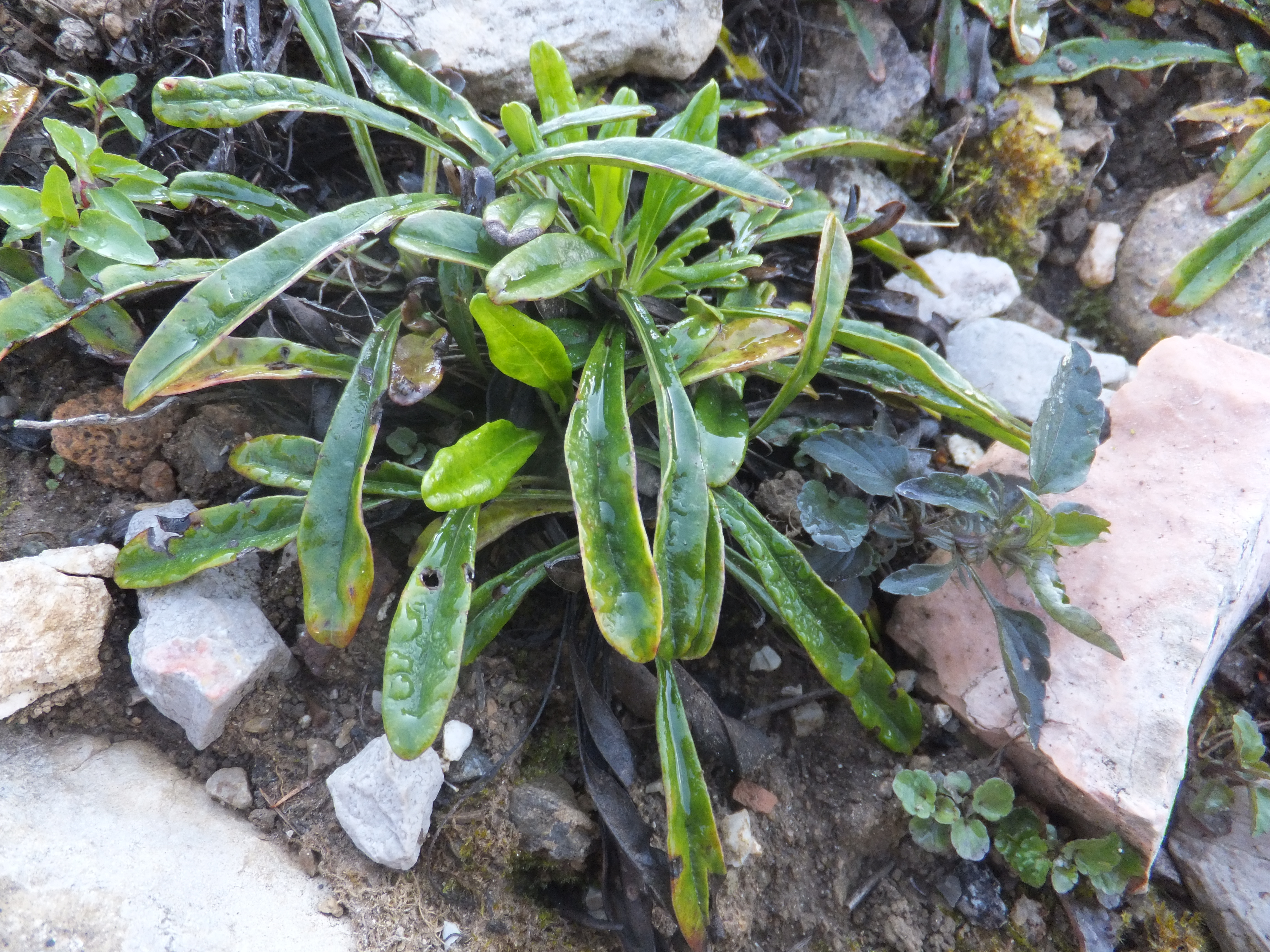
Globularia nudicaulis
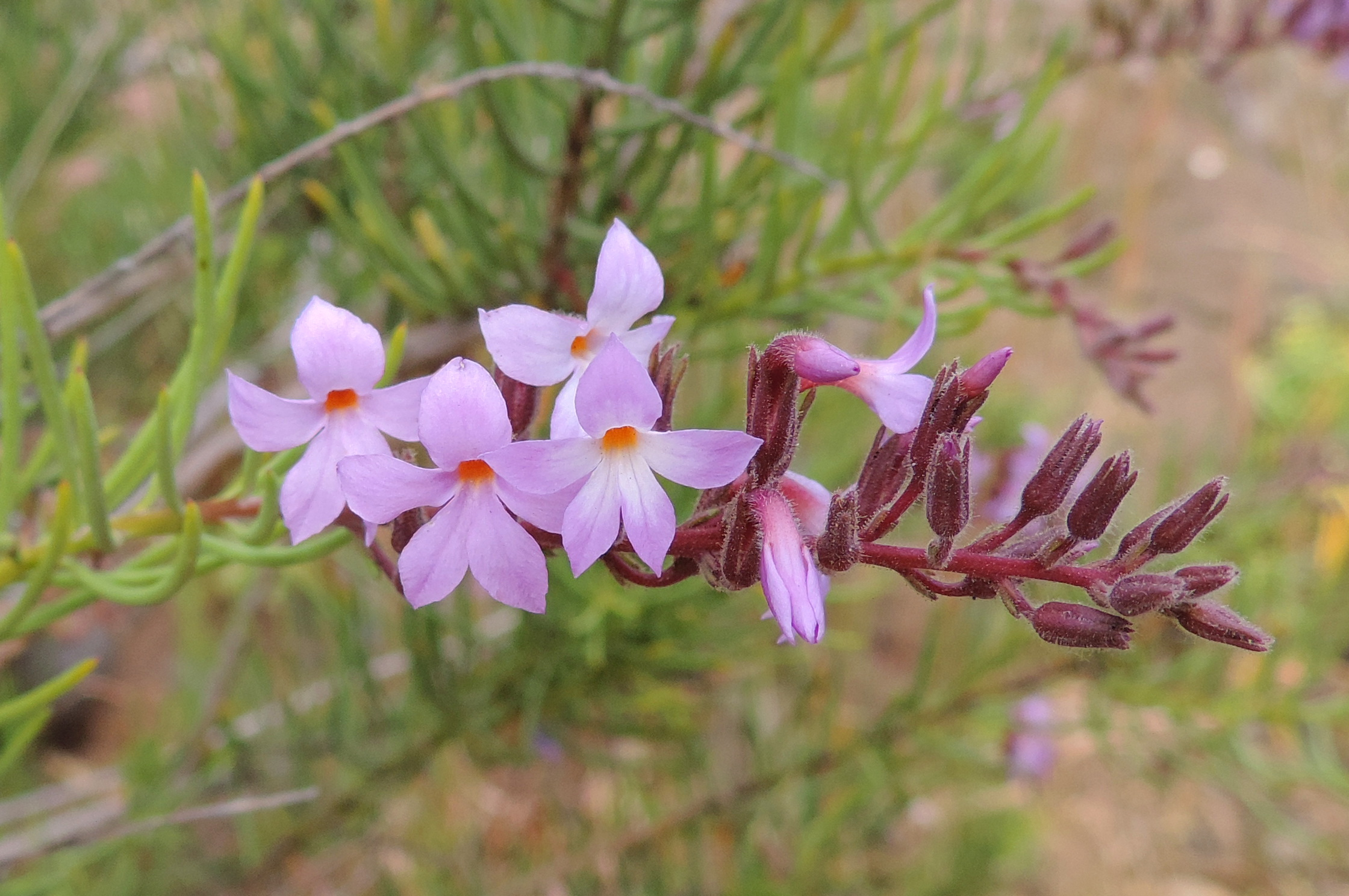
Campylanthus salsoloides
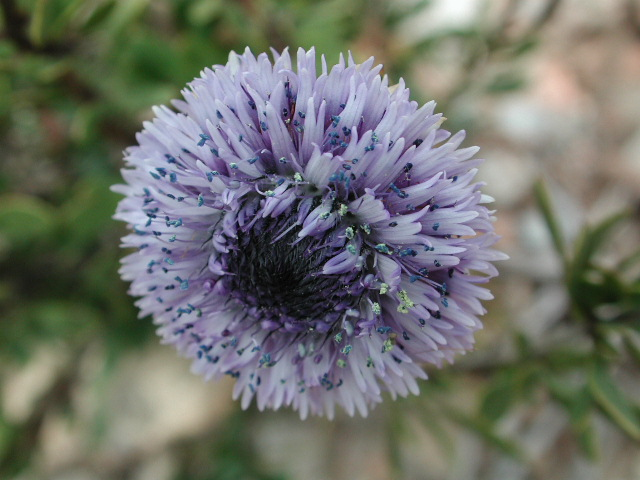
Globularia alypum

### Tribù Plantagineae

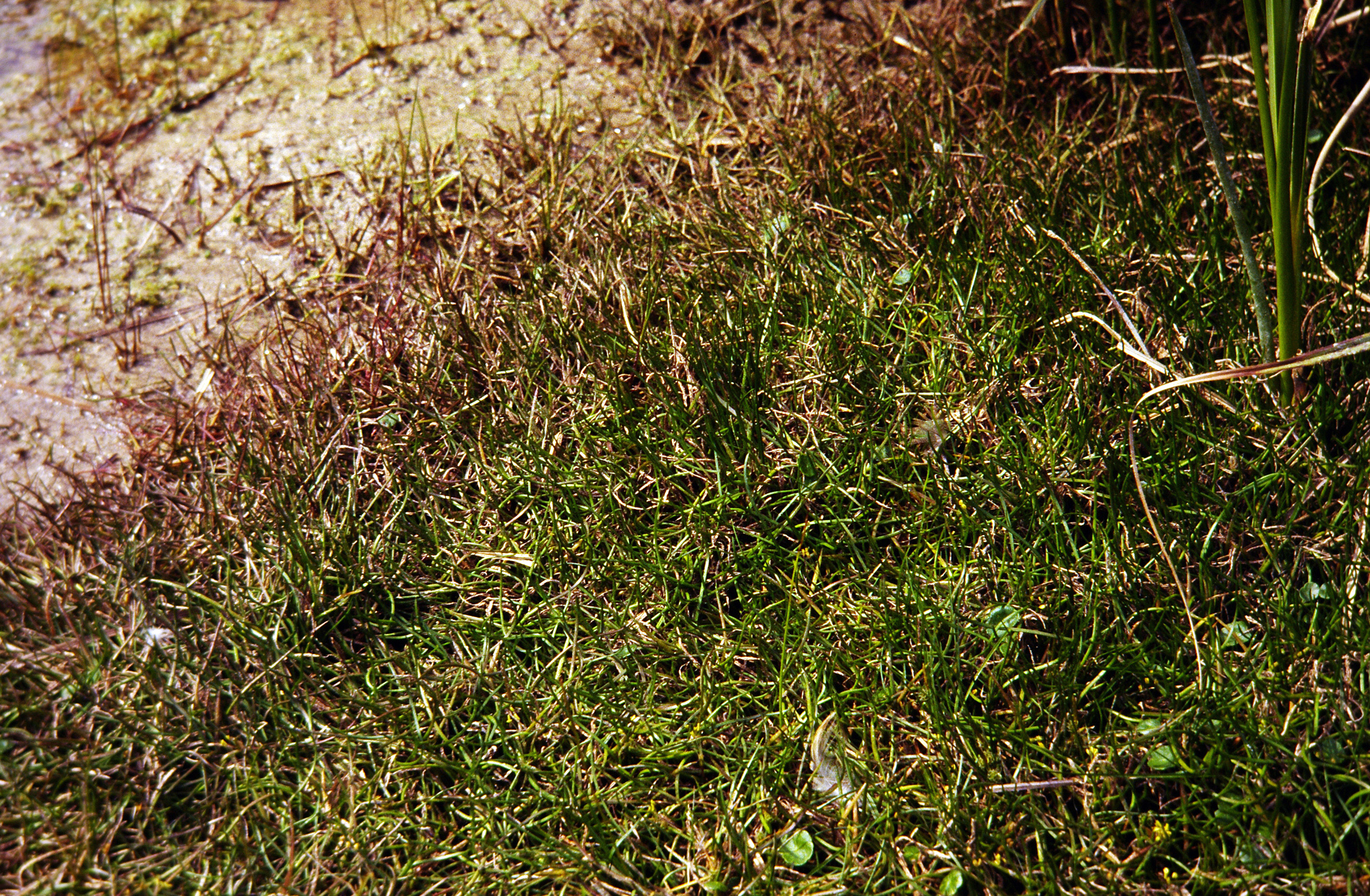
Littorella uniflora
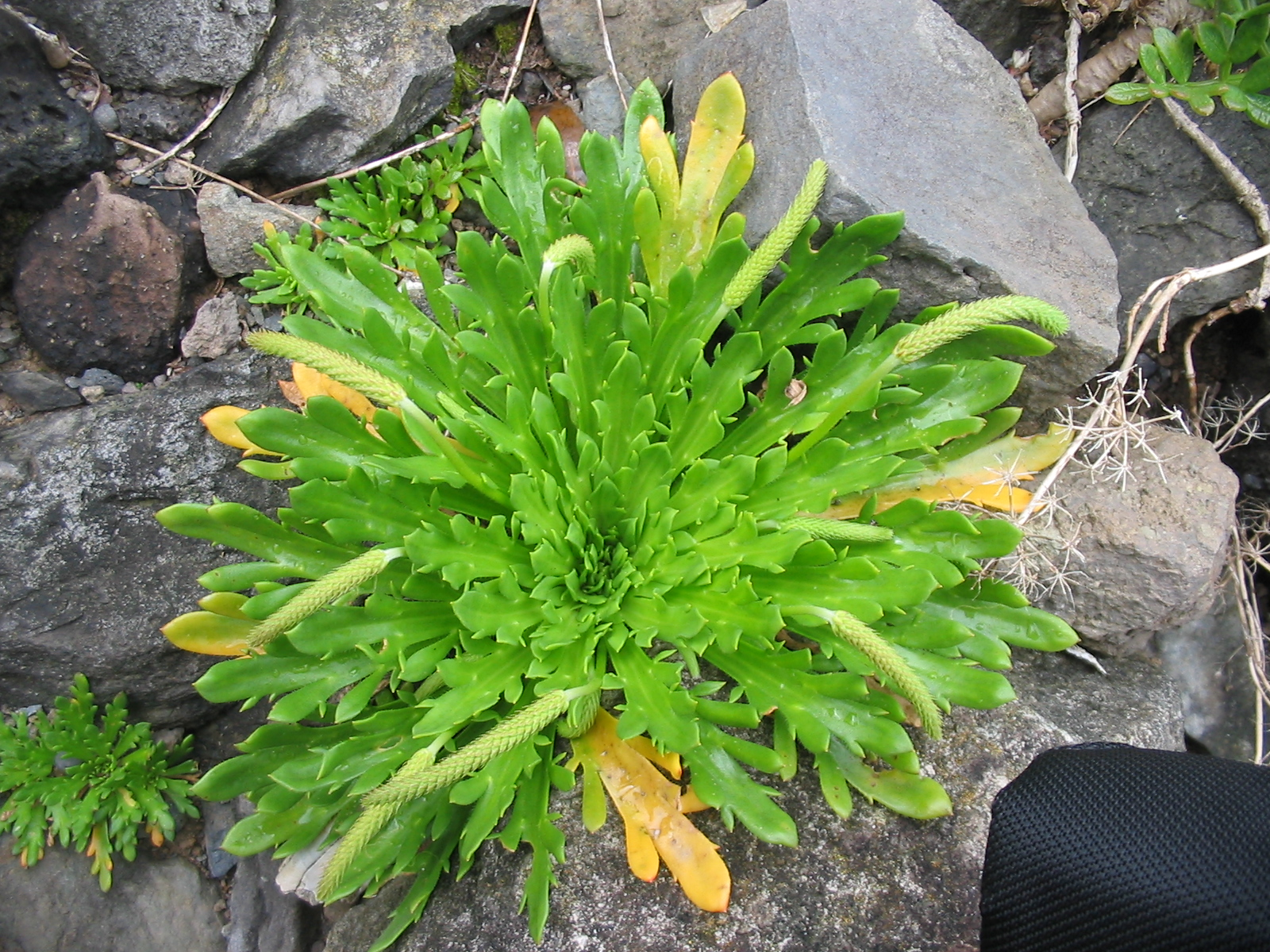
Plantago coronopus
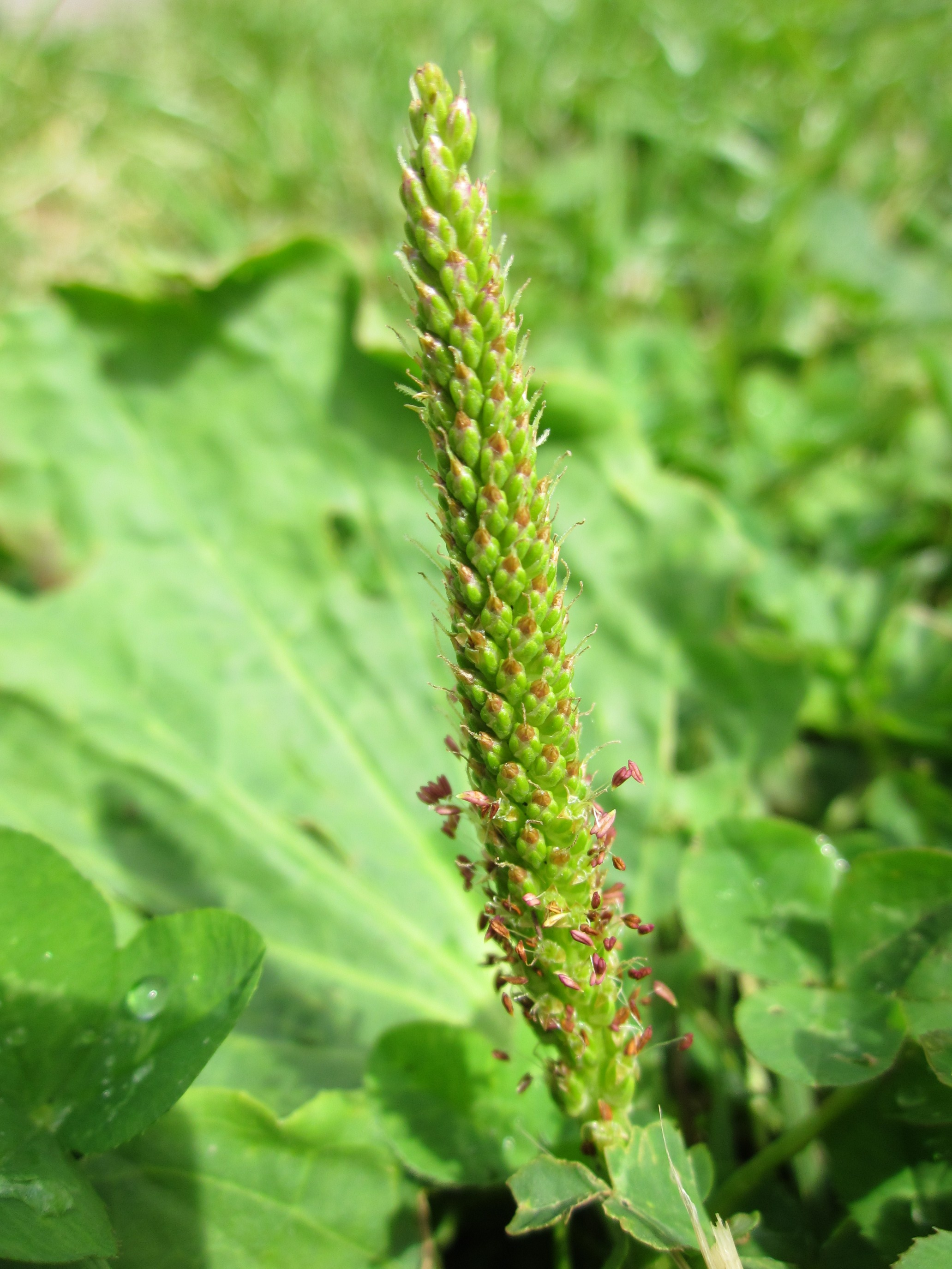
Plantago major
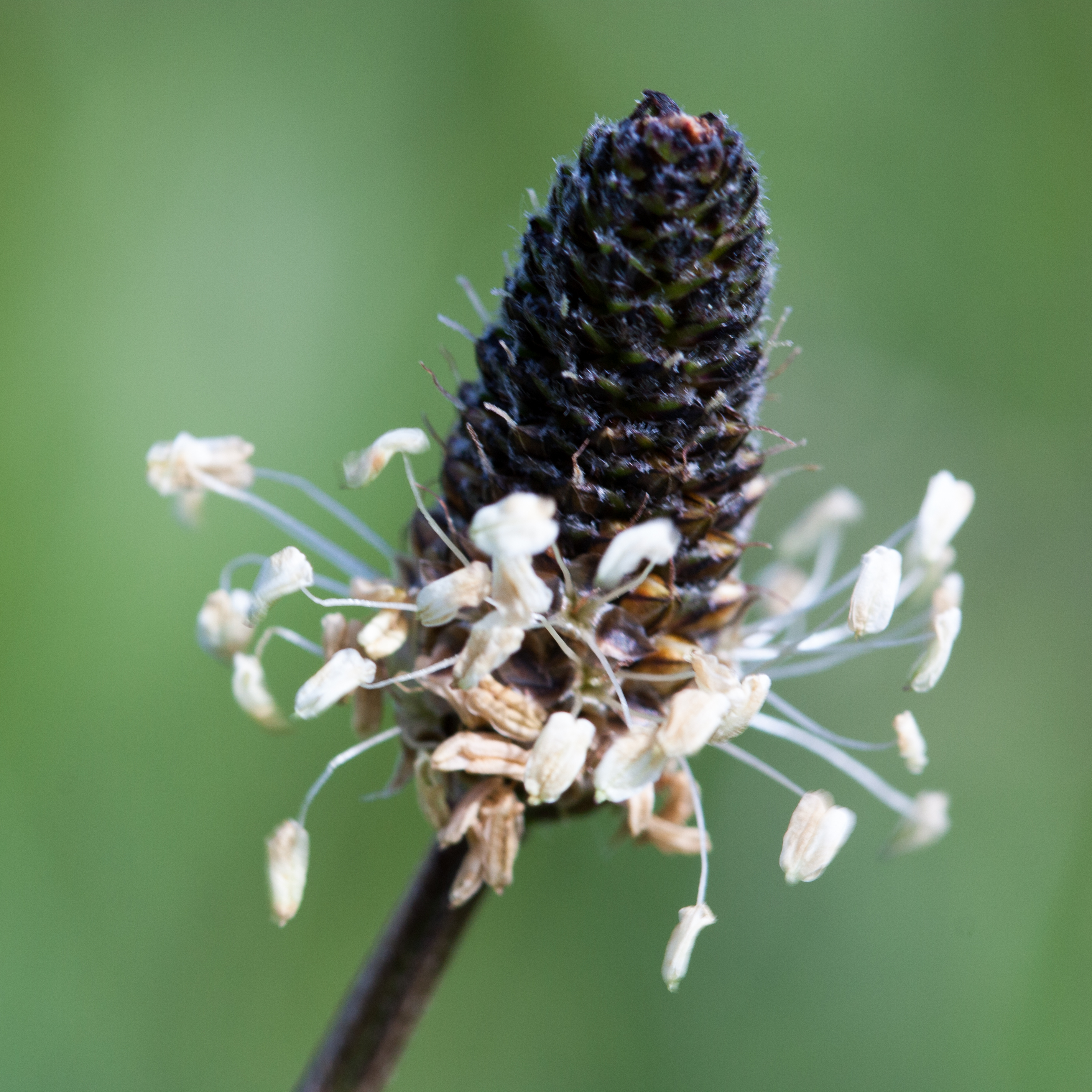
Plantago lanceolata

### Tribù Russelieae

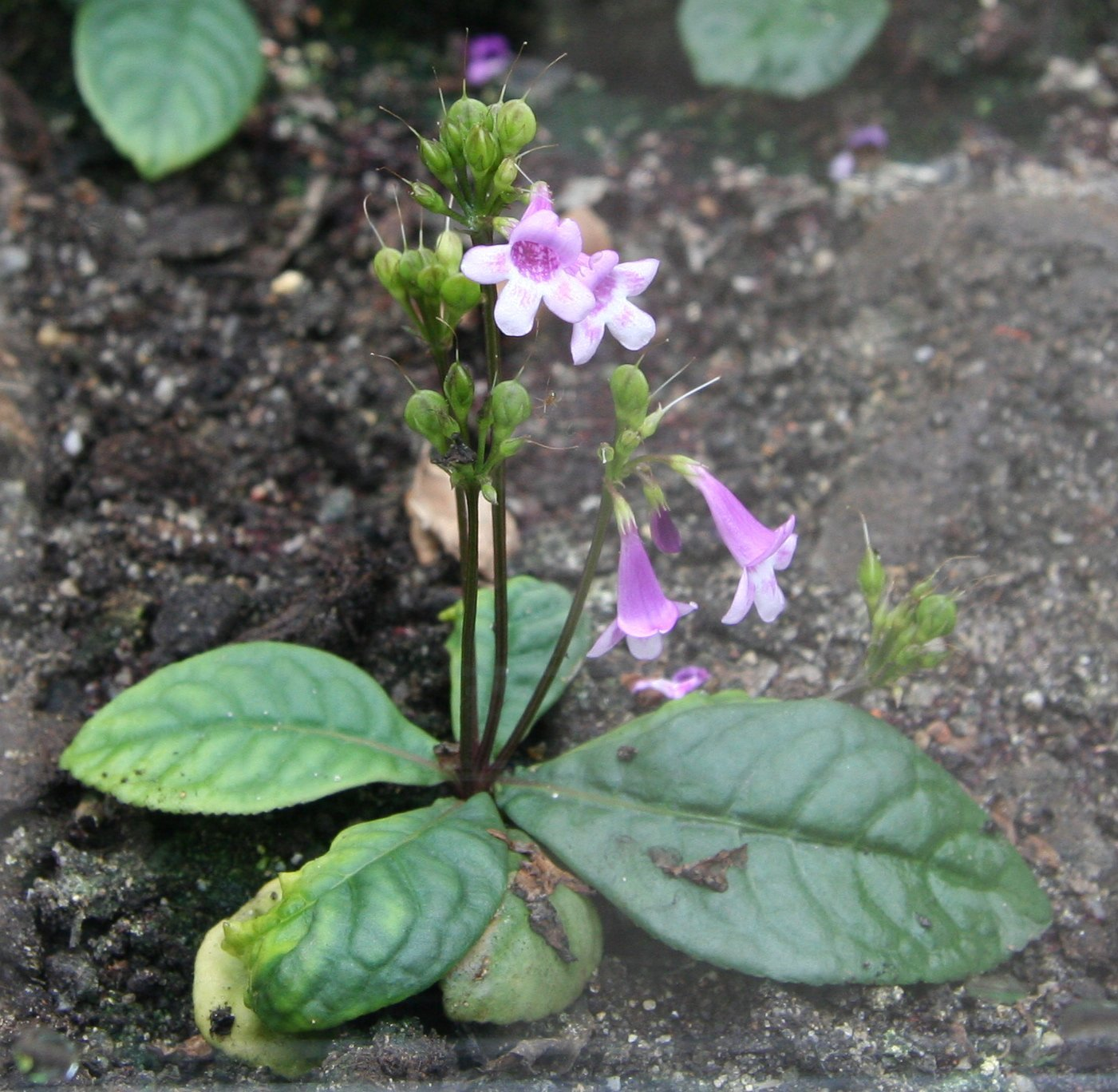
Tetranema roseum
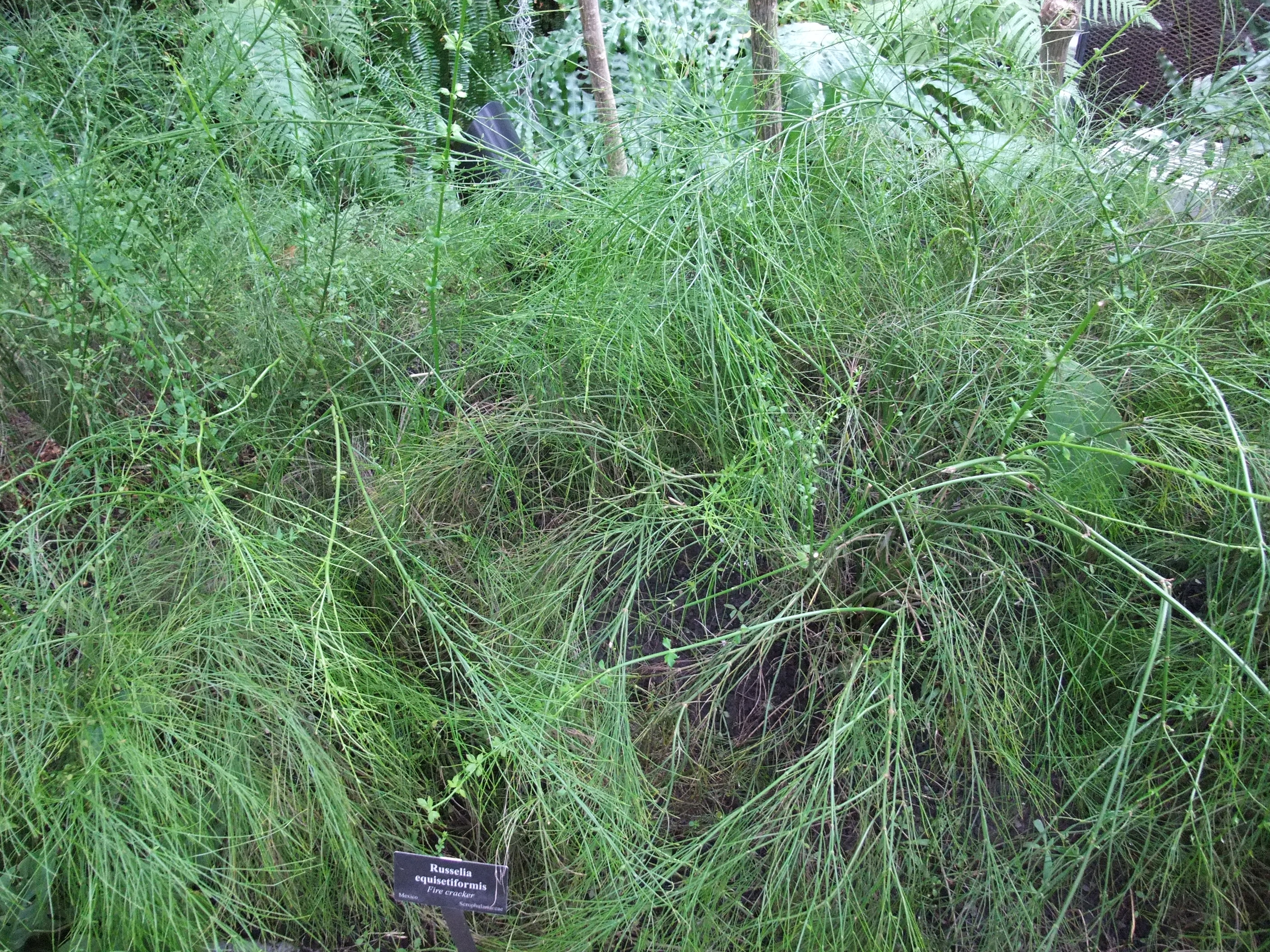
Russelia equisetiformis
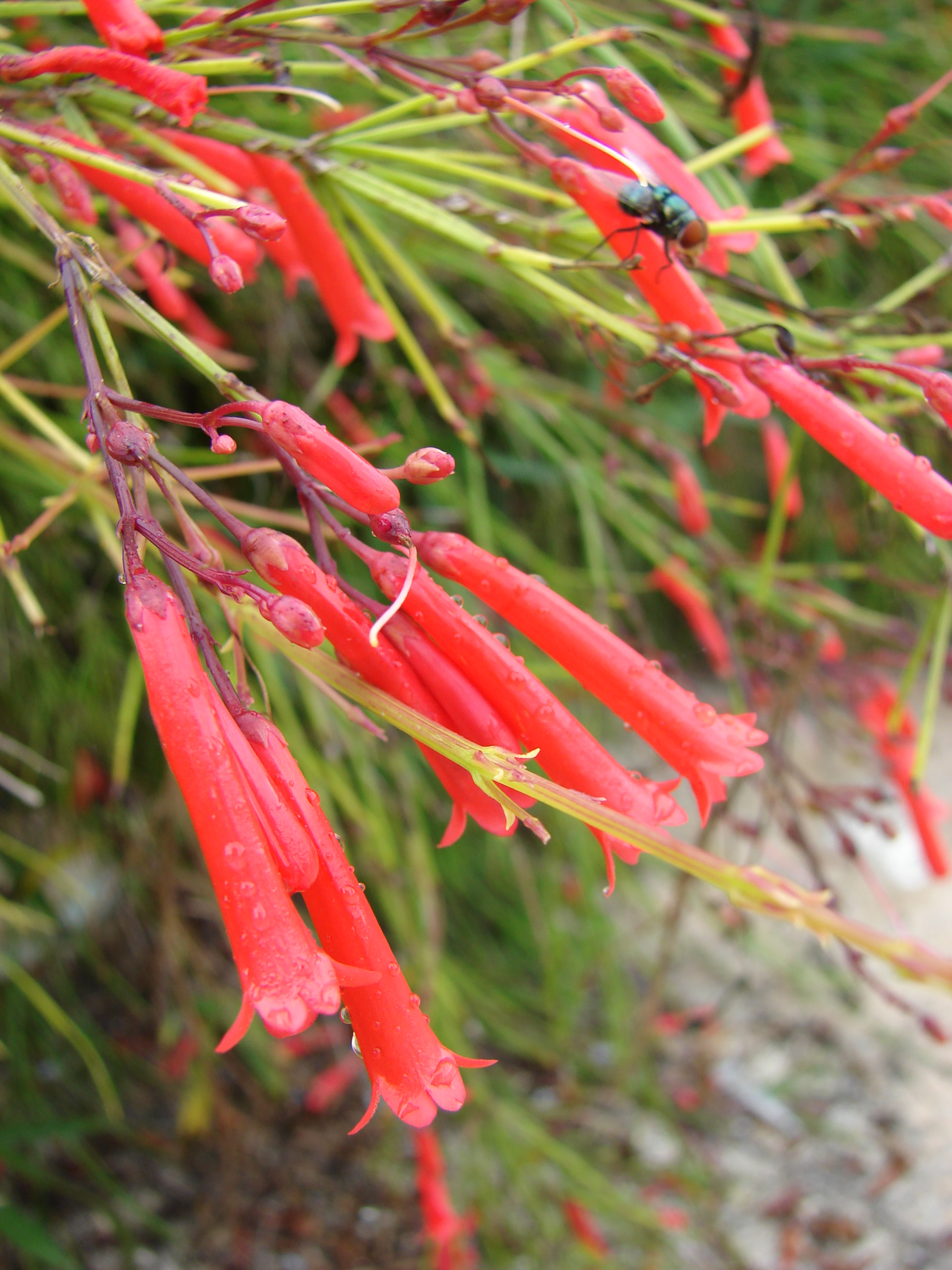
Russelia equisetiformis
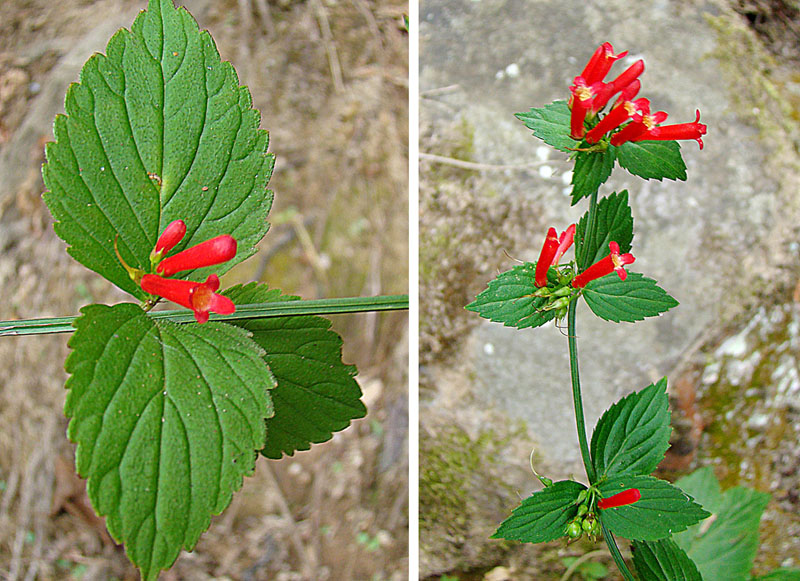
Russelia sarmentosa